# Musée d'histoire de Marseille
Le musée d'Histoire de Marseille est un musée consacré à l'histoire de la ville de Marseille. Fondé en 1983, il a été entièrement rénové et a rouvert le 14 septembre 2013 à l'occasion de Marseille-Provence 2013.
Installé dans le Centre Bourse, à proximité du Vieux-Port, le musée d'histoire de Marseille abrite le site du Port antique, une exposition permanente de 3 500 m2, un espace d'exposition temporaire, un centre de documentation et un auditorium, ce qui en fait le plus important musée d'histoire urbaine en France.

## Historique
La construction du Centre Bourse est entreprise en 1967 sur des terrains du quartier de derrière la Bourse, dont les vieux immeubles ont été détruits de 1912 à 1937 et qui avaient été laissés en l’état. Au cours des travaux de terrassement pour la construction du centre commercial, de nombreux vestiges d’époque grecque, romaine et médiévale sont découverts. Leur importance est alors une surprise bien que l’existence du fameux mur de Crinas pouvait laisser supposer la découverte d’autres vestiges. Gérin Ricard précise dans le livre Promenades archéologiques paru en 1925 que l’origine grecque de ce mur avait été soutenue par des membres de la Commission archéologique dès 1916.
La création d’un musée d’histoire de Marseille paraît donc indispensable. L'archéologue et anthropologue Alain Nicolas participe à sa fondation. Il est ouvert en 1983. Une partie des découvertes est conservée sur place, le port antique est aménagé en un jardin des Vestiges. Le musée comprend alors une salle d’exposition temporaire pour des manifestations sur divers thèmes relatifs à l’histoire de Marseille et une salle d’exposition permanente qui met en valeur les différents vestiges découverts. Une bibliothèque spécialisée dans l’histoire, l’archéologie et l’urbanisme est créée et ouverte au public.
Fermé pendant plusieurs années, le musée d'histoire est entièrement rénové par l'architecte Roland Carta et rouvert le 14 septembre 2013, pendant l'année Marseille-Provence 2013, capitale européenne de la culture. La nouvelle architecture veut recréer « un lien intime entre la ville, son musée et le site archéologique » du Port antique. Une nouvelle muséographie créée par l'architecte scénographe Adeline Rispal tisse des liens entre l'histoire portuaire et commerciale du site et l'architecture puissante du centre commercial de la Bourse. Le musée présente l'histoire de Marseille en treize volets ou séquences recouvrant une période plus ou moins longue. Un parcours numérique augmenté de l'axe historique de Marseille, conçu par Alain Dupuy (InnoVision), est également proposé entre le musée d'Histoire et le nouveau MuCEM.

## Les séquences et les collections

### Marseille avant Marseille
La visite du musée d'histoire débute par un film retraçant l'occupation préhistorique du bassin de Marseille.

### Gyptis et Prôtis (de 600 à 380 av. J-C.)

#### Développement du commerce
les Ioniens qui arrivent à Marseille vers 600 av. J.-C. apportent avec eux la civilisation grecque. Au début de leur installation ils importent du vin en provenance de l'Étrurie, puis ils en produisent eux-mêmes et vers le milieu du Ve siècle av. J.-C. écoulent leur propre production vinicole vers les populations gauloises. Le vin est alors conditionné pour le transport dans des amphores à pâte micacée de 540/500 av. J.-C. puis micacée de 510/500 av. J.-C. Pour illustrer ce commerce du vin, le musée expose sur un présentoir six types d'amphores à vin d'époques et de provenances diverses : Étrurie (épave d'Esteou dou Miet à Marseille 600/520 av. J.-C.), Clazomènes (épave d'Esteou dou Miet à Marseille 540/510 av. J.-C.), Marseille (540/500 av. J.-C. et 500/400 av. J.-C.), Italie du sud (Épave du grand Ribaud, Var, 500 av. J.-C.) et Étrurie (400 av. J.-C.).
Marseille est approvisionnée en vaisselle par des navires d'origine grecque comme celui coulé à la Pointe Lequin, île de Porquerolles, vers 520 av. J.-C.. Deux vitrines exposent de la vaisselle datant des deux premiers siècles après la fondation de Marseille dont :
- Céramiques corinthiennes (625/550 av. J.-C. : aryballes globulaires, amphores de tables.
- Céramiques laconiennes (625/550 av. J.-C.) : cratère à figures noires trouvé rue de la cathédrale.
- Coupes ioniennes à vernis noir de l'épave Pointe Lequin et de la place Jules-Verne : ces coupes servaient à boire du vin.
- Lampes à huile
- Coupe attique à vernis noir décorée d'une tête de gorgone dont le rôle était de se prémunir contre les voleurs.
- Coupes attiques à décor de palmettes ou de cerf paissant.

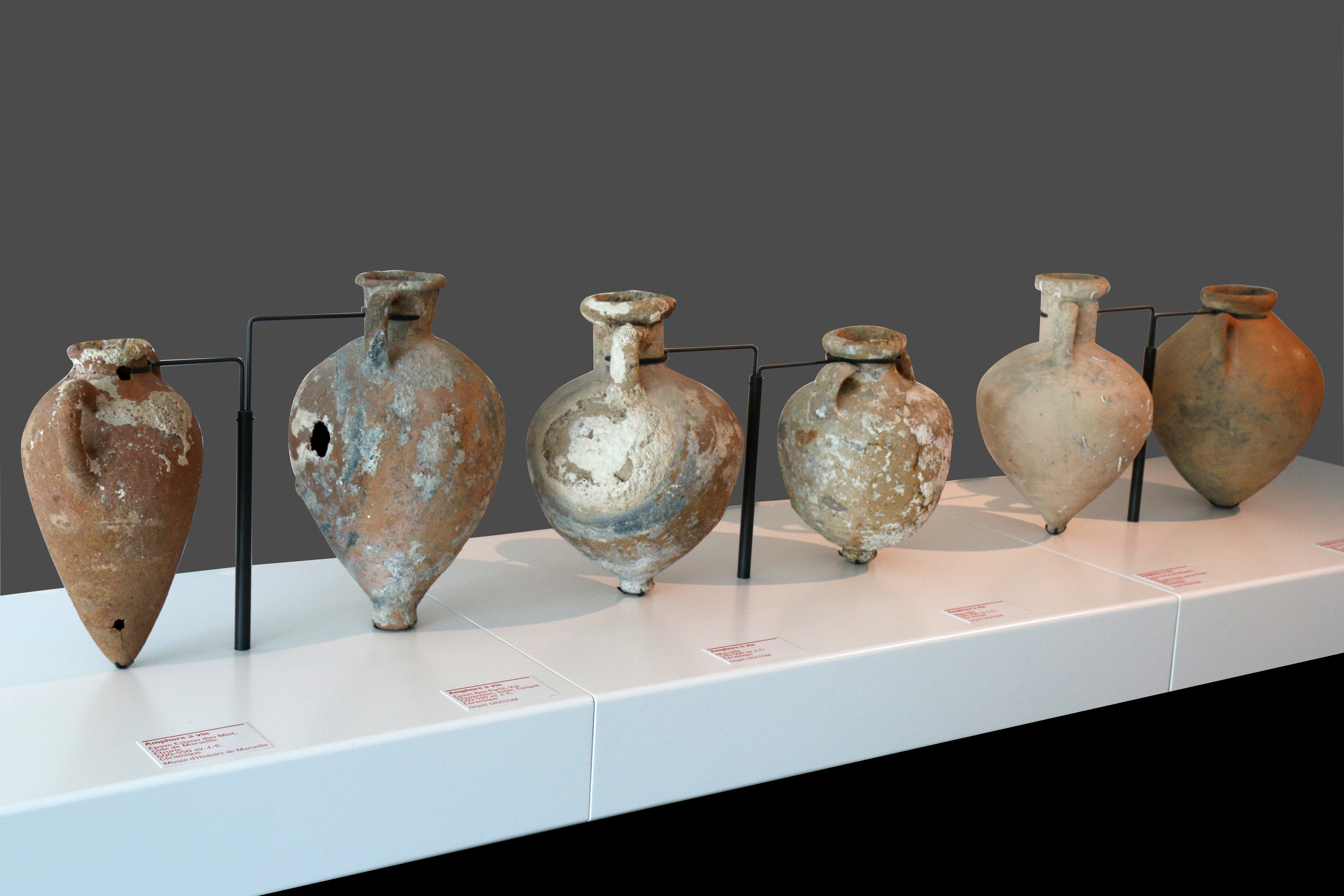
Six amphores à vin.
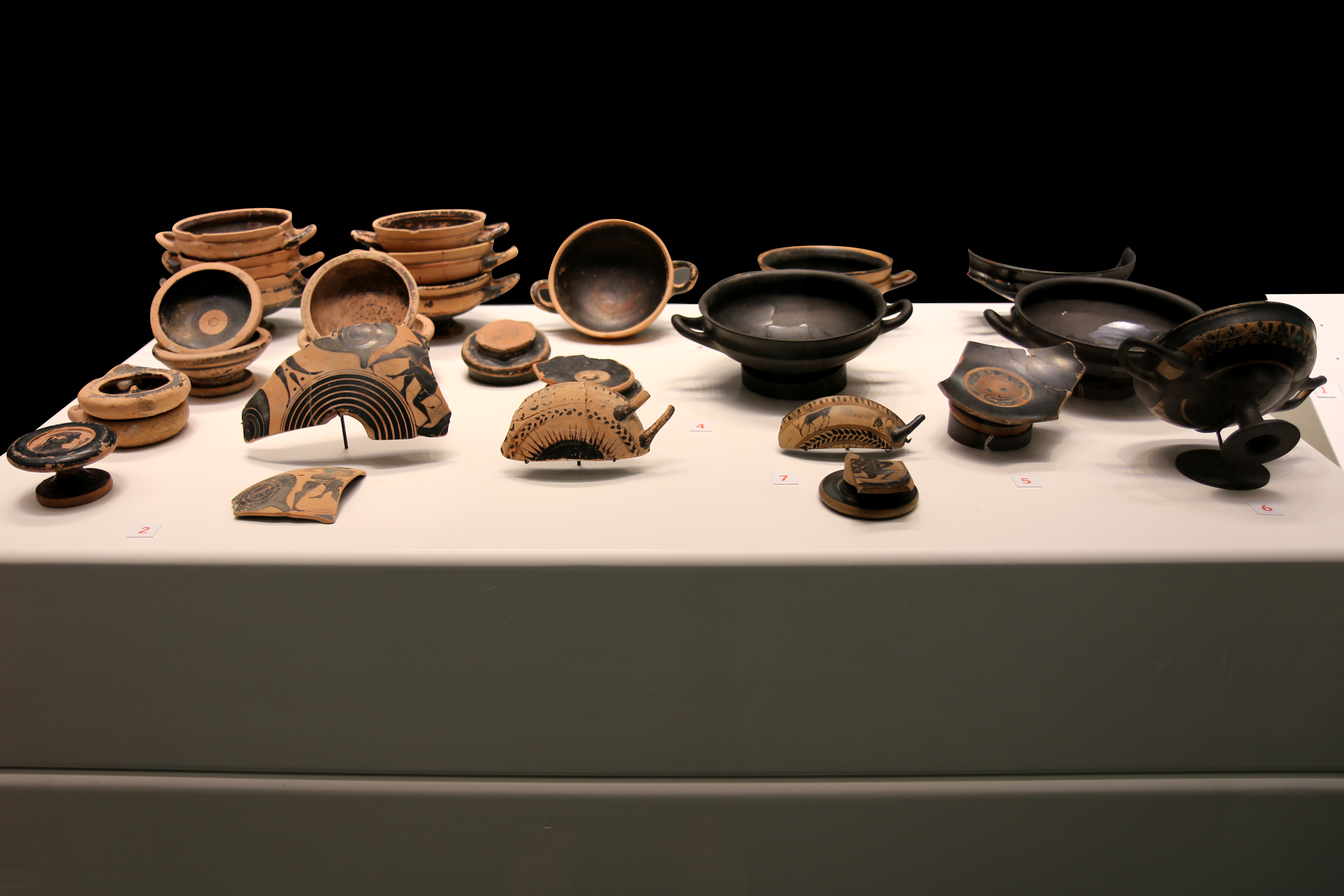
Coupes ioniennes de la Pointe Lequin et de la place Jules-Verne.
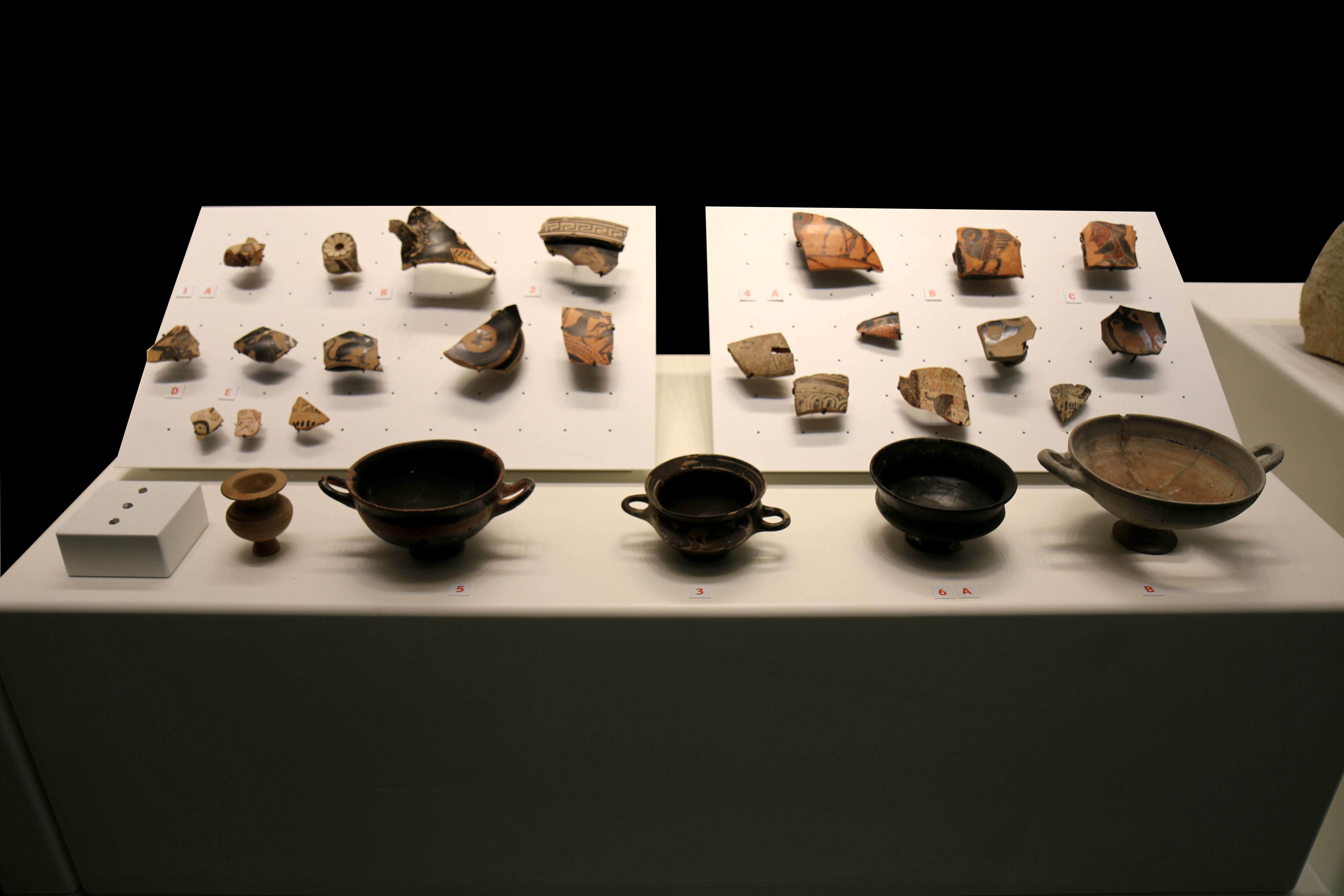
Céramiques corinthiennes, laconiennes et attiques (Place Jules-Verne, rue de la cathédrale, Bourse, ancienne rue Négrel, place Villeneuve-Bargemon, fort saint-Jean).

#### L'empreinte religieuse

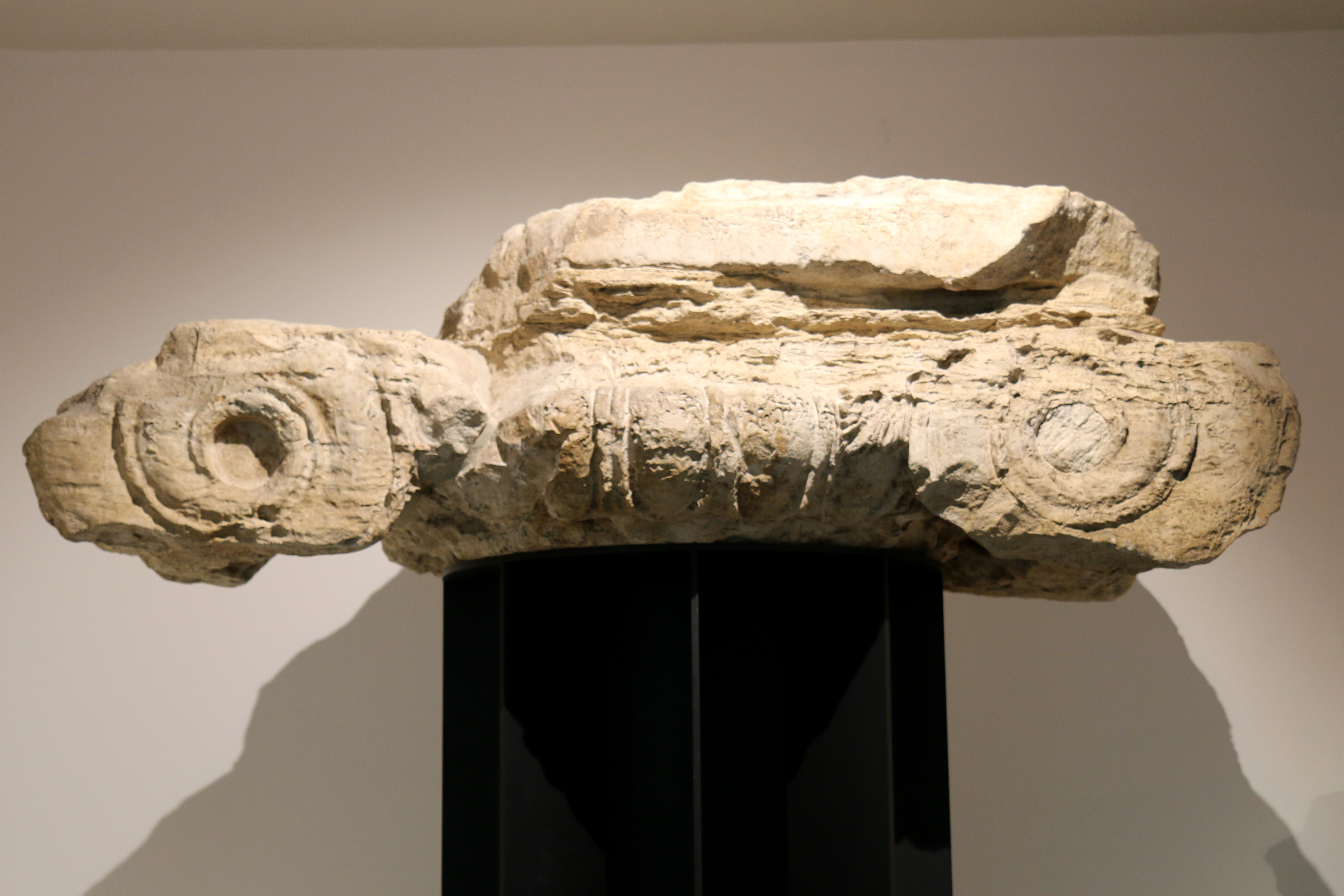
Chapiteau ionique.

Les Grecs apportent avec eux leurs dieux : Artémis, Apollon et Athéna. La ville se dote de temples consacrés à ces trois divinités. En 1952 les équipes de Fernand Benoit découvrent non loin de la consigne sanitaire au pied de la butte Saint-Laurent un chapiteau ionique en calcaire qui devait appartenir à un de ces temples. Ce chapiteau exposé dans le musée est de grande dimension (180 cm x 112 cm x 66 cm) et pèse 1,2 tonne, ce qui laisse penser qu'il s'agissait d'un temple de taille considérable. Il était utilisé en remploi dans un mur qui est considéré comme un quai d'époque romaine.
Les seuls objets de culte relativement fréquents pour cette période sont les stèles votives en pierre représentant une déesse assise dans un édifice en forme de temple. Une cinquantaine de ces stèles appelées aussi Naïskoï ont été découvertes sous l'ancienne rue Négrel lors du percement en 1863 de la rue Impériale, actuelle rue de la République. La tenue de ces femmes en vêtement long, la tête voilée, les mains posées sur les genoux sont traditionnelles de l'art grec archaïque. Ces figurines tiennent parfois sur les genoux un animal qui peut être identifié à un fauve sur un ou deux exemplaires. L'identité de la divinité a été très discutée (Artémis, Aphrodite ou Athéna), mais l'hypothèse actuellement la plus couramment admise est celle de Cybèle. Ces stèles proviennent d’un sanctuaire dédié à cette déesse d’Asie Mineure.
Les autres témoins des cultes religieux sont regroupés dans une vitrine et sont pour l'essentiel les suivants :
- Un askos, petit vase avec une panse ronde et plate muni d'une embouchure et d'une anse, en terre cuite découvert place Villeneuve-Bargemon. Cet askos est pourvu à une extrémité d'une tête de Silène primitivement pourvue de cornes et à l'autre extrémité d'une queue repliée. Il pourrait s'agir du dieu fleuve Achéloos. Ce vase serait de la fin du VIe siècle av. J.-C.[9].
- Une statuette en marbre de la déesse de la fécondité Artémis et protectrice de Marseille. Selon Strabon les phocéens embarquèrent à Éphèse une prêtresse d'Artémis nommée Aristarché pour aller à Marseille.
- Un antéfixe à tête de silène découvert rue des Pistoles.

Vestiges religieux
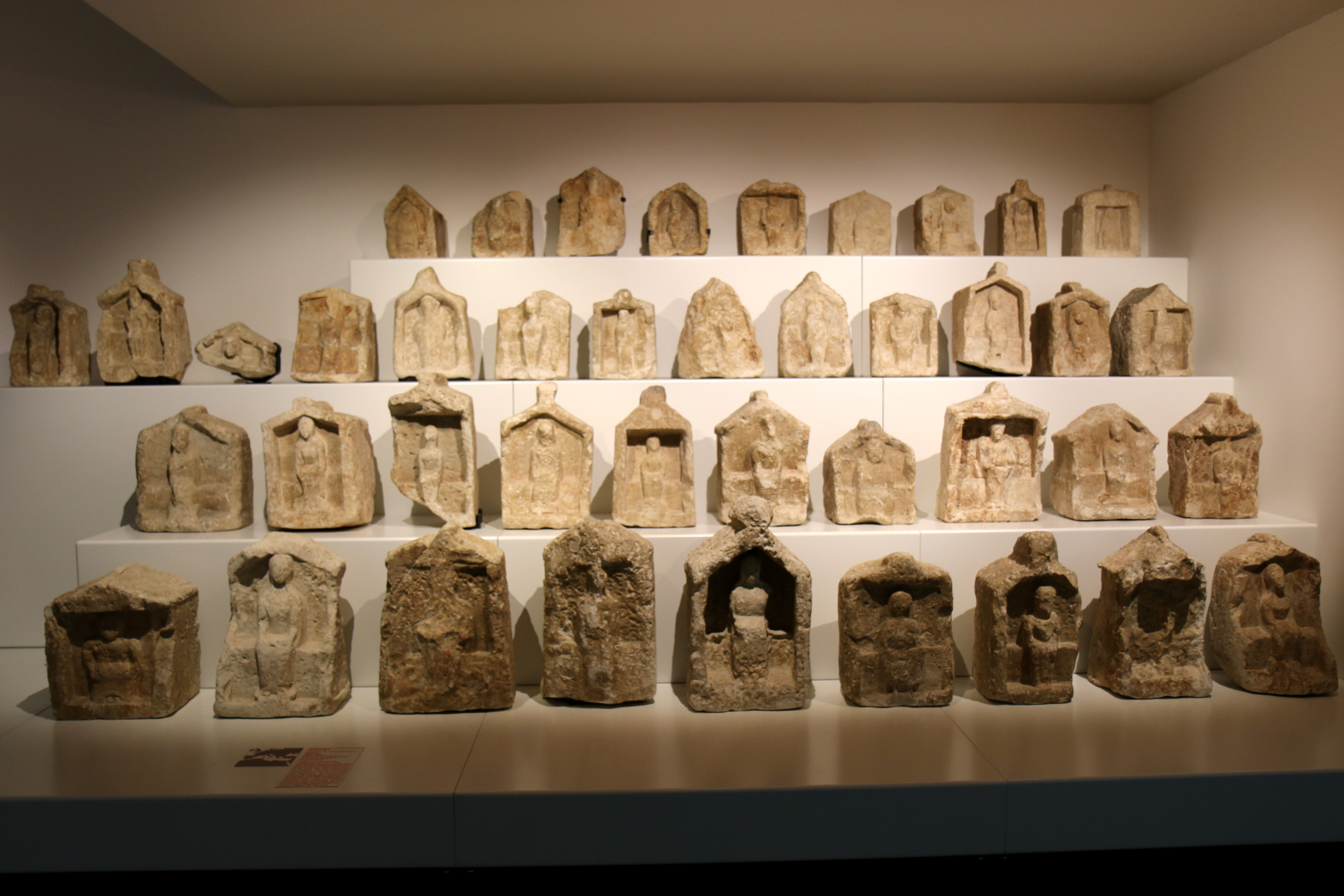
Naïskoï exposés.
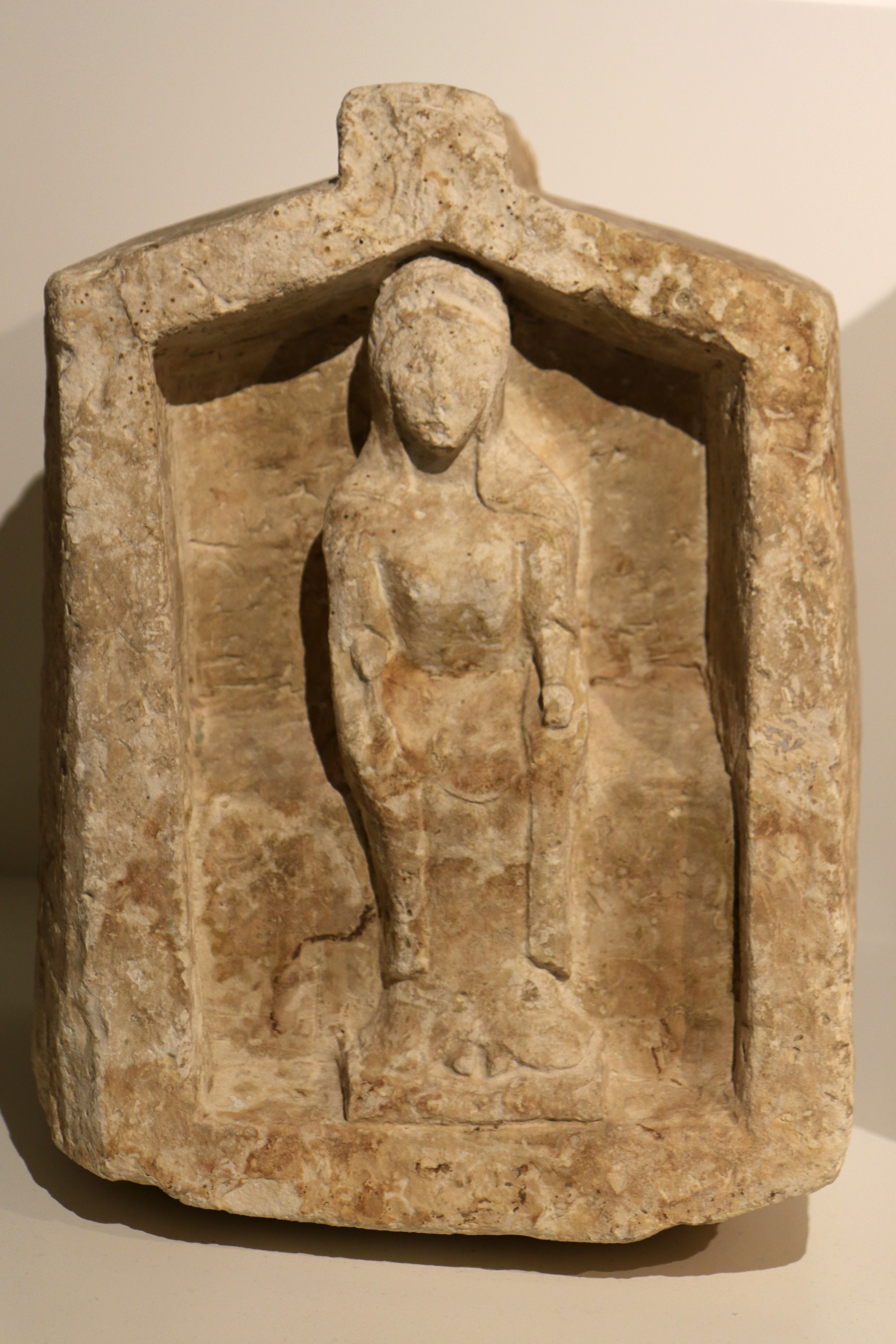
Détail d'un naïskos.
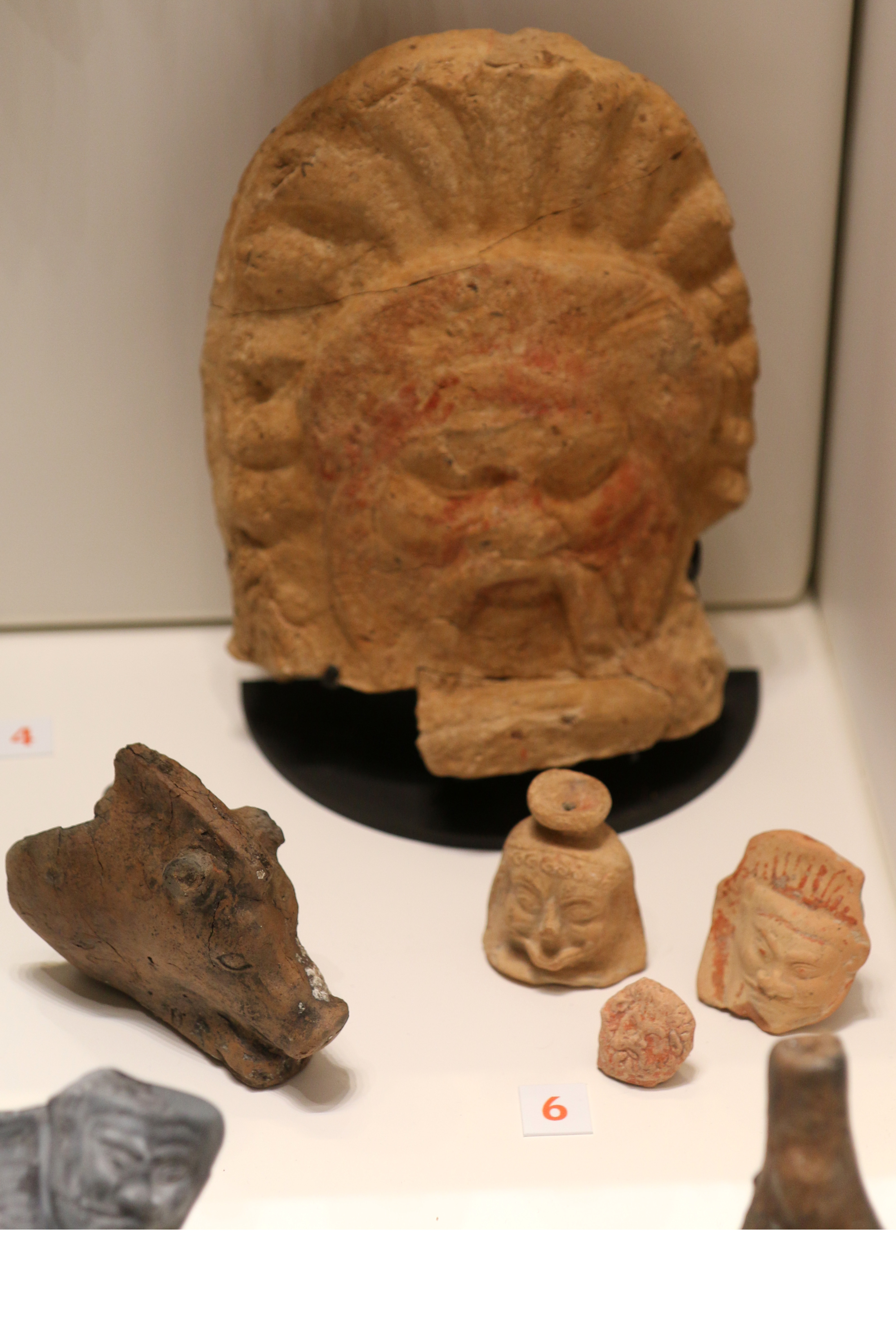
Antéfixe à tête de silène, devant lui à gauchetête de sanglier et à droitepetit vase à parfum en forme de tête de gorgone.
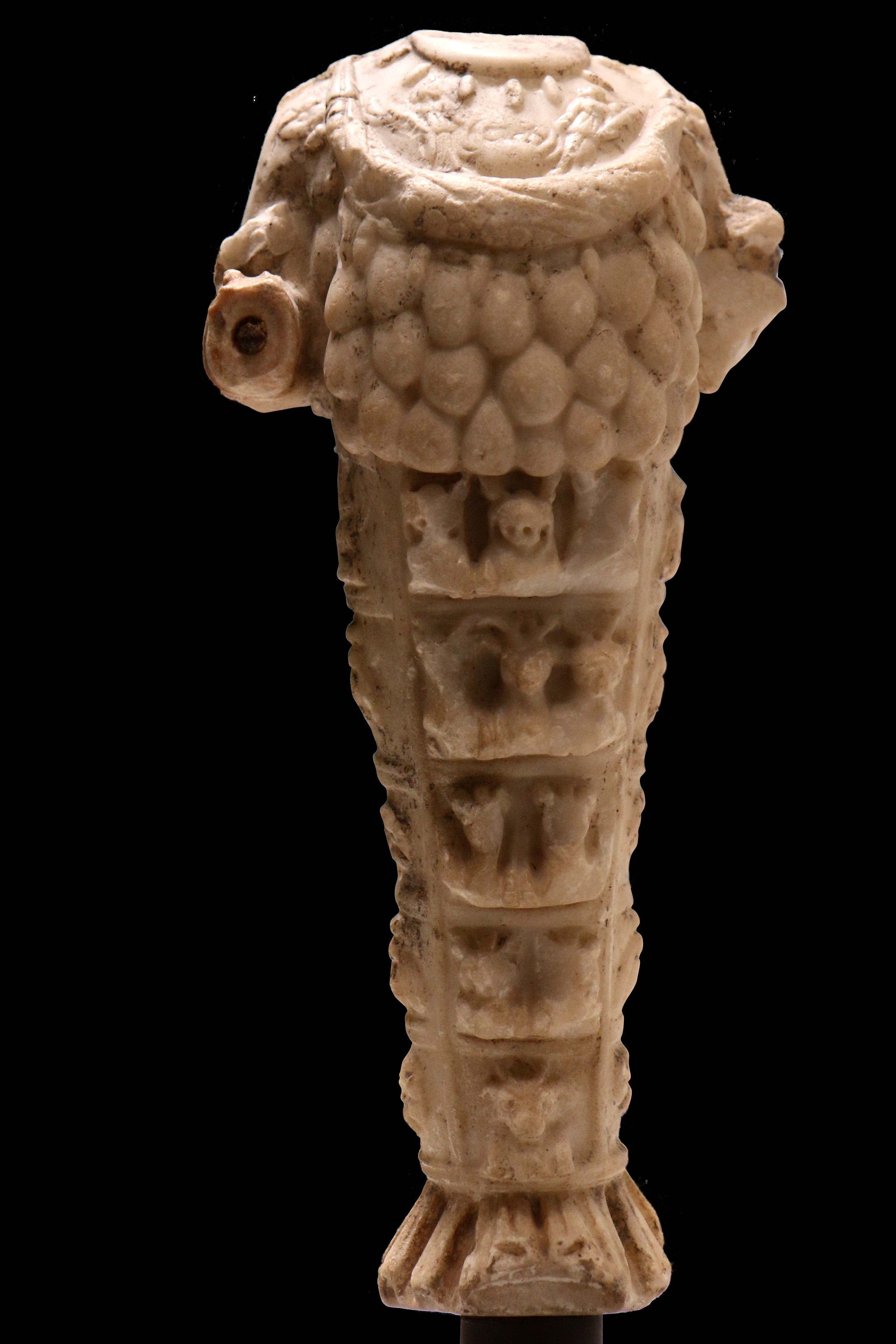
Statuette d'Artémis.
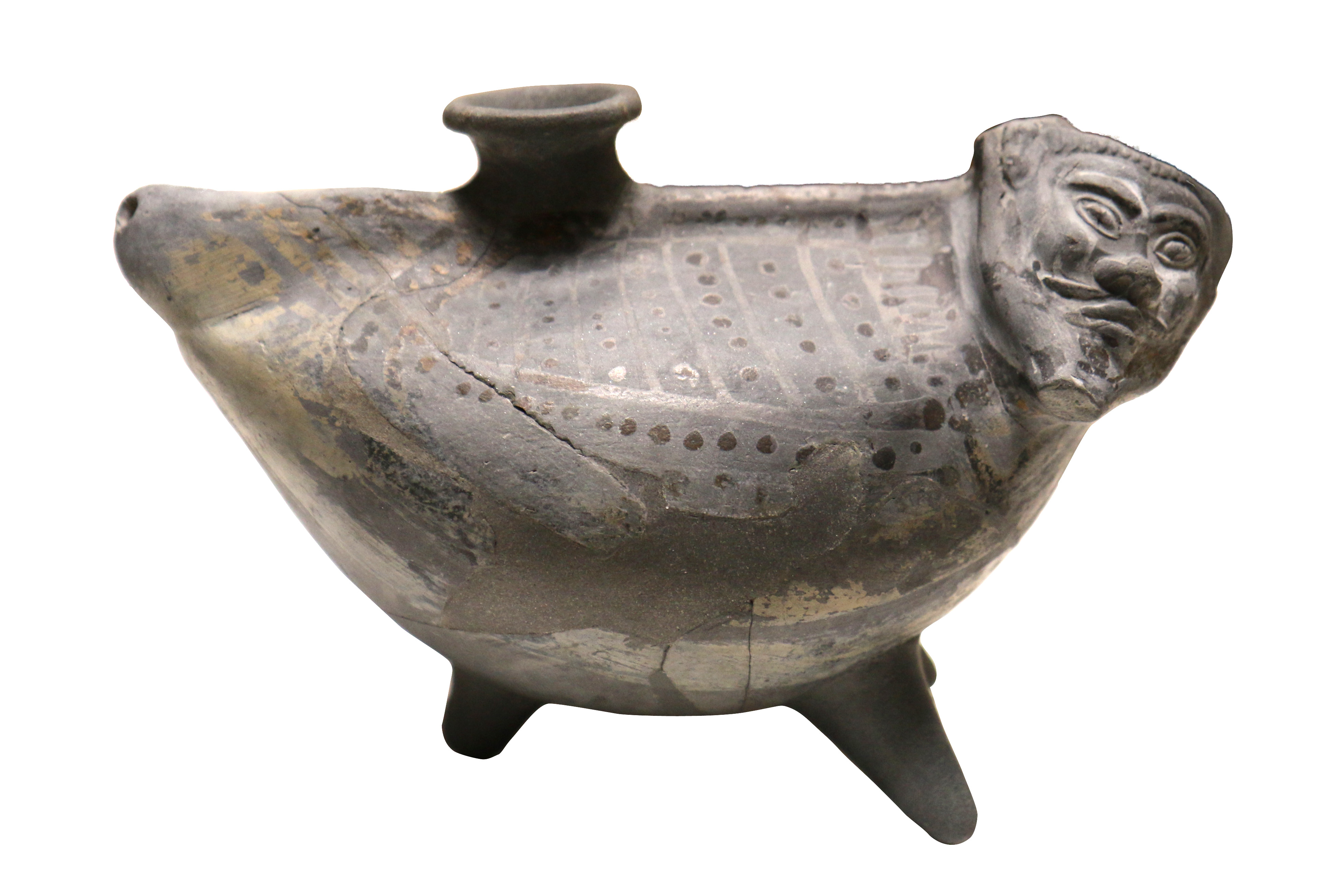
Askos à tête de Silène.

#### Les épaves de la place Jules-Verne

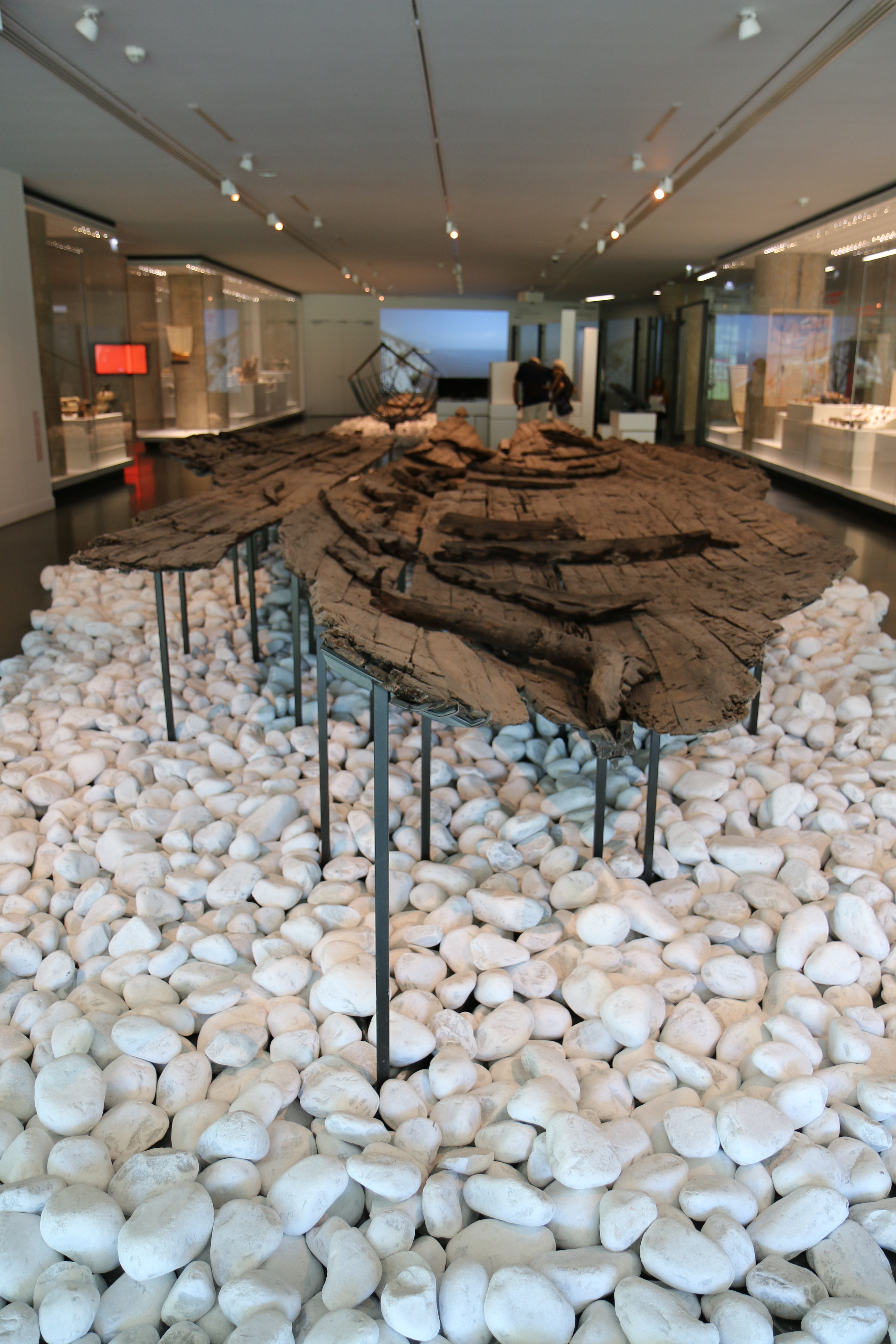
Épave grecque Jules-Verne 7 découverte en 1993 lors des travaux de la place Jules-Verne à Marseille.

Lors des fouilles de la place Jules-Verne entreprises à partir de 1993, sept épaves antiques sont découvertes. Cinq d'entre elles, deux grecques et trois romaines, sont exposées dans le musée. Elles constituent, avec l'épave romaine de la Bourse, la collection la plus importante de navires antiques actuellement présentée en Méditerranée.
Les deux épaves grecques dites Jules-Verne 9 et Jules-Verne 7 ont été abandonnées à la fin du VIe siècle av. J.-C. Ces deux navires ont donc navigué dans le courant de la deuxième moitié du VIe siècle av. J.-C. soit deux ou trois générations seulement après la fondation de Marseille.
Les vestiges de l'épave Jules-Verne 9 conservés sur 5 m de long et 1,40 m de large appartiennent à un embarcation d'environ 9,80 m de long et 1,80 m de large. L'intérêt essentiel de cette épave réside dans son mode de construction qui fait appel à la technique d'assemblage par ligatures. L'étanchéité est assurée par des rouleaux de tissus de lin disposés sur les joints d'assemblage. L'étanchéité de l'ensemble de la coque est renforcée par un enduit composé de cire et de poix passé à l'intérieur et à l'extérieur de la Coque. Les fragments de corail rouge incrustés dans l'enduit intérieur indiquent que cette embarcation était utilisée pour la pêche du corail grandement apprécié pour la confection de diverses parures. Cette activité s’est poursuivie jusqu'à une période récente.
L'épave Jules-Verne 7 conservée sur 14 m de long et près de 4 m de large est celle d'un navire de commerce à voile, à la carène de section arrondie et aux extrémités élancées qui devait mesurer 15 m de long et pouvait transporter douze tonnes de marchandises. La construction est également remarquable car elle fait appel à deux techniques différentes : l'une par ligatures identique à celle de l'épave Jules-Verne 9, l'autre par tenons et mortaises. Ce navire reflète l'évolution des techniques de construction navale avec l'abandon progressif de l'assemblage par ligatures au profit des tenons et mortaises. Cette dernière technique n'est cependant pas encore totalement maîtrisée dans la seconde moitié du VIe siècle av. J.-C.. La quille est en chêne vert, les planches du bordé en pin et la membrure en aulne et pin.

### Le monde de Pythéas (de 380 à 49 av. J-C.)
Cette période est marquée par le développement de la puissance et la prospérité économique de la ville qui s'achèvera par la conquête de Jules César en 49 av. J.-C.

#### La prospérité économique
La ville se dote de monuments publics importants tels que les Caves Saint-Sauveur. Dans la partie septentrionale de la ville ont été trouvés à l'angle de la rue Trigance et de la rue Sainte-Élisabeth, les restes d'un bâtiment rectangulaire composé de deux pièces ; celle exposée au nord qui correspondrait à une salle de banquet, avait un sol en Opus signinum avec une inscription XAIPE, signifiant bienvenue en grec. Ce morceau de sol est exposé.
Le vin et l'huile ainsi que les produits de la mer sont transportés dans des amphores massaliètes micacées à panse sphérique puis ovoïde. Six amphores à vin sont exposées.
Les relations commerciales de Marseille avec la Méditerranée sont attestées par de la vaisselle importée du Latium ou par des amphores grecques ou gréco-italiques qui sont acheminées par des navires de fort tonnage. L'épave du bateau trouvée au Grand Congloué 1 qui transportait un chargement de Quatre cents amphores et de la vaisselle campanienne dont une partie est exposée, en est un exemple.
Ce commerce rendait nécessaire l'utilisation de monnaies. Des drachmes en argent du IIe siècle av. J.-C. sont exposés ainsi que de flans, morceaux de métal préparés pour la frappe. Ces pièces en bronze étaient fondues dans un atelier datant du IIIe siècle av. J.-C. situé dans l'arsenal des navires de guerre trouvé lors des fouilles de la place Villeneuve-Bargemon. La découverte de cet atelier massaliète, avec ses installations en place, est unique dans le monde grec. Une maquette de l'arsenal est présentée. Cette production de monnaie nécessitait un approvisionnement en matières premières attesté par les chargements retrouvés dans les épaves de Plane 2 (IVe siècle av. J.-C.) qui transportait du cuivre sous forme de galettes et celle de Bagaud 2 entre Port-Cros et Porquerolles (Ier siècle av. J.-C.) qui transportait du fer sous forme de barres effilées et de l'étain sous forme de galettes ou de tronc de pyramide. Ces différents lingots sont exposés.

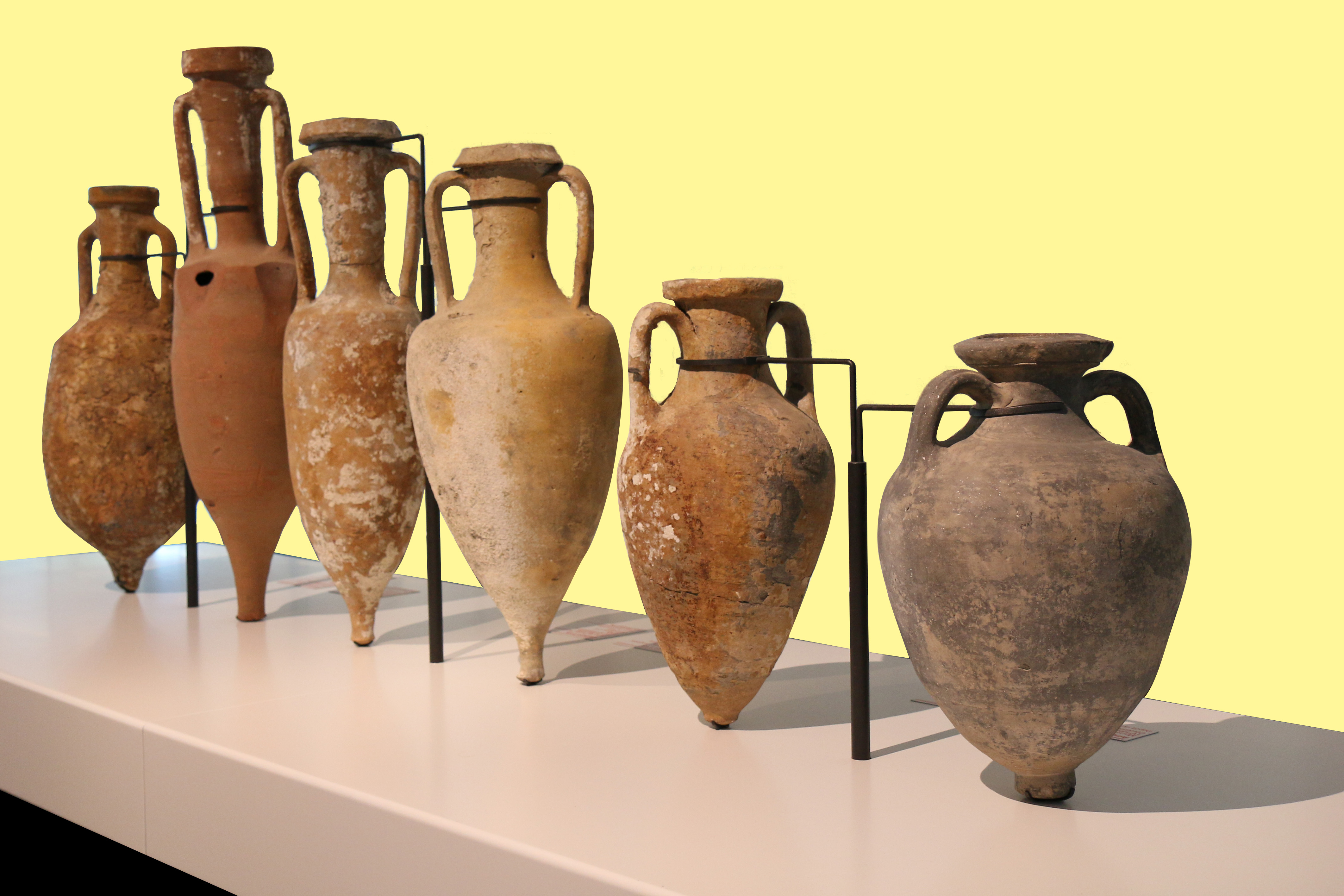
Six amphores à vin.
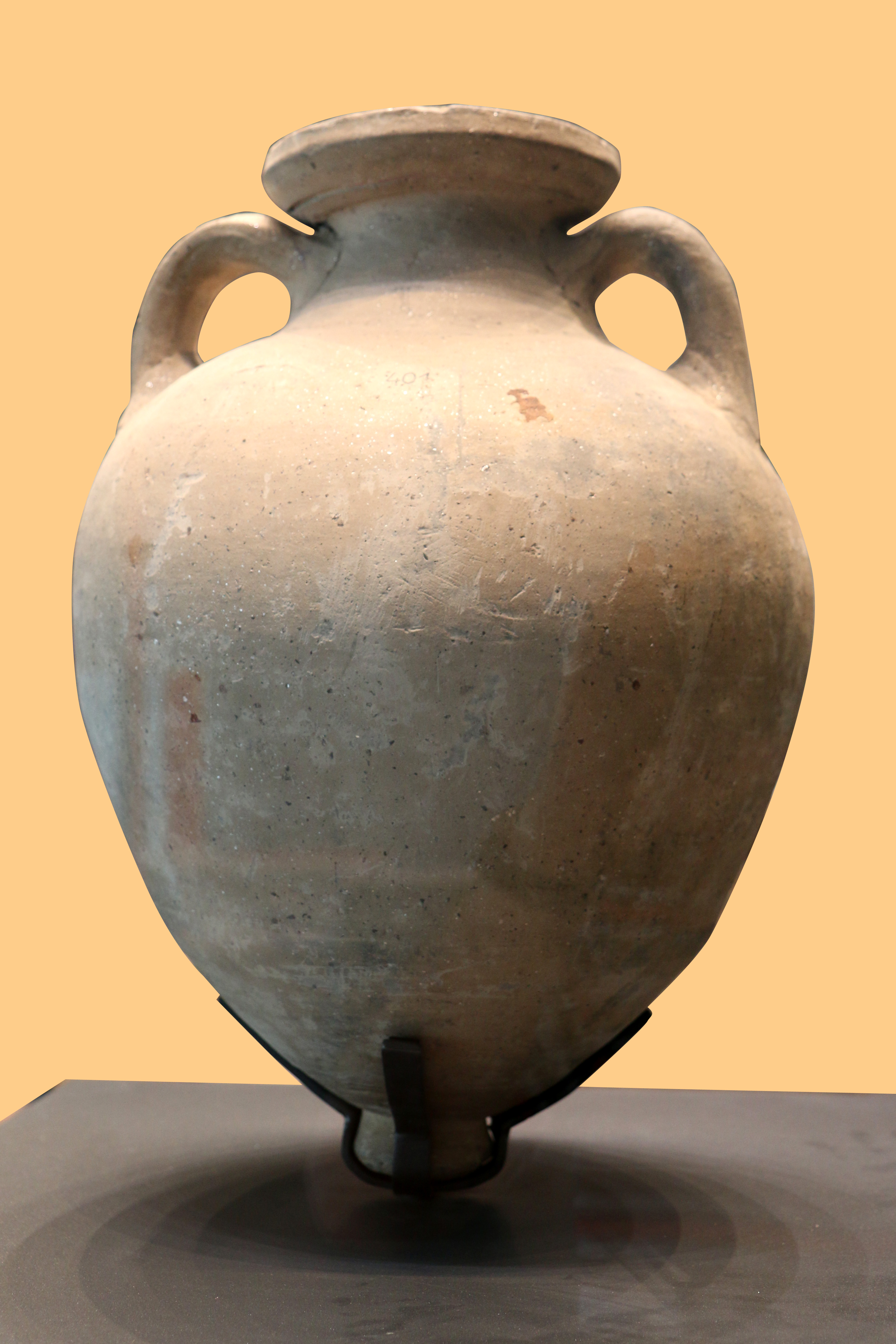
Amphore massaliète, IVe siècle av. J.-C.
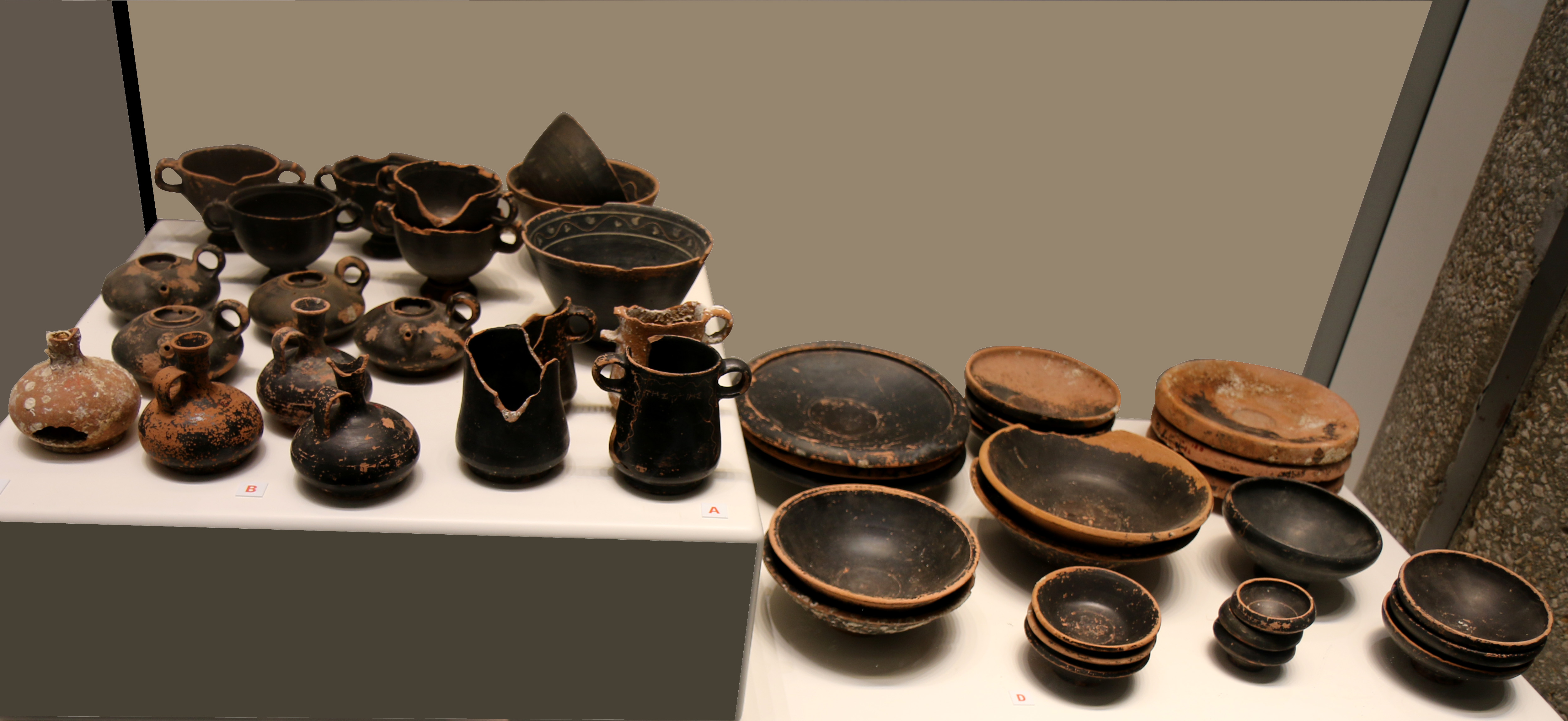
Vaisselle de l'épave du Grand Congloué.
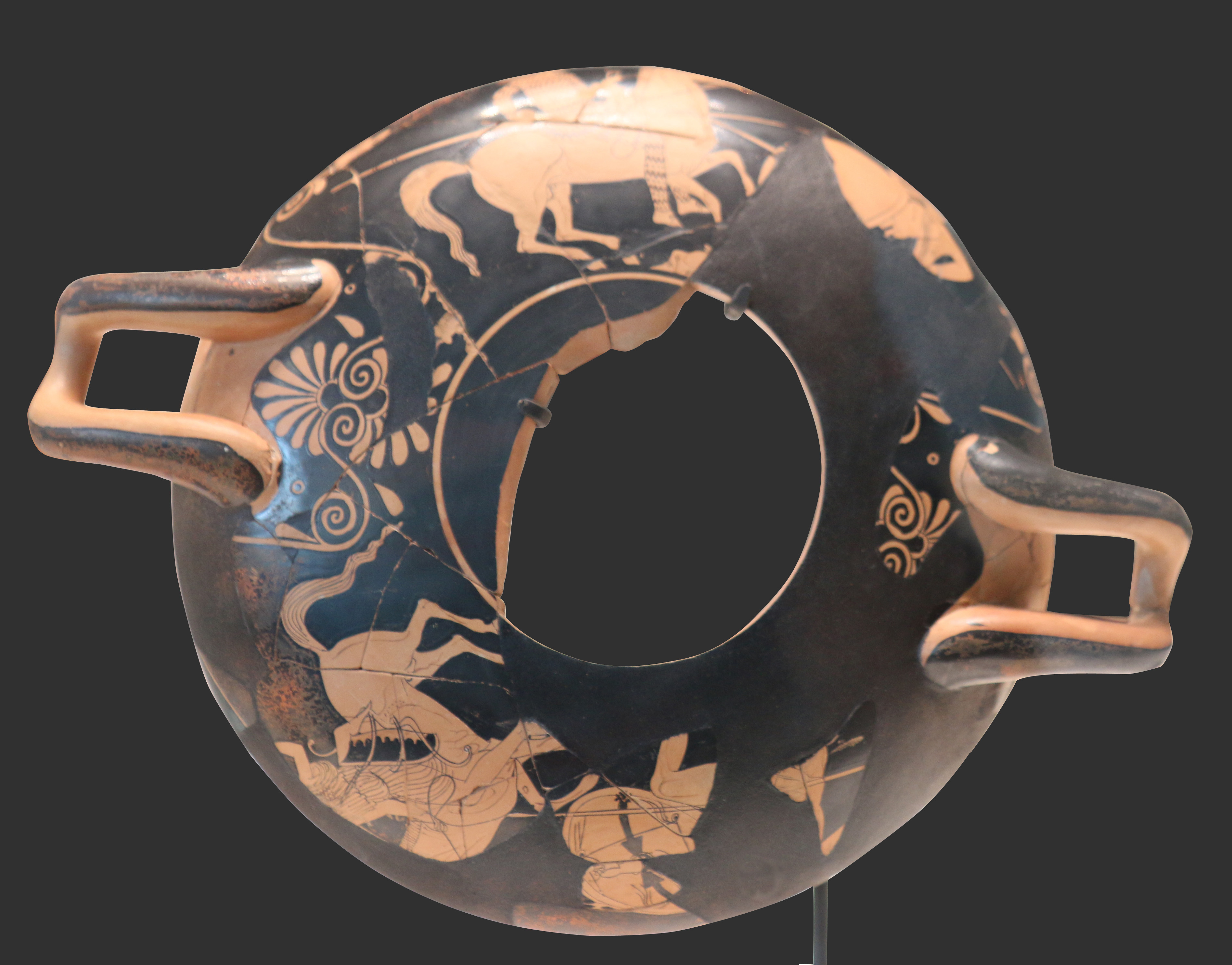
Coupes à figures rouges.
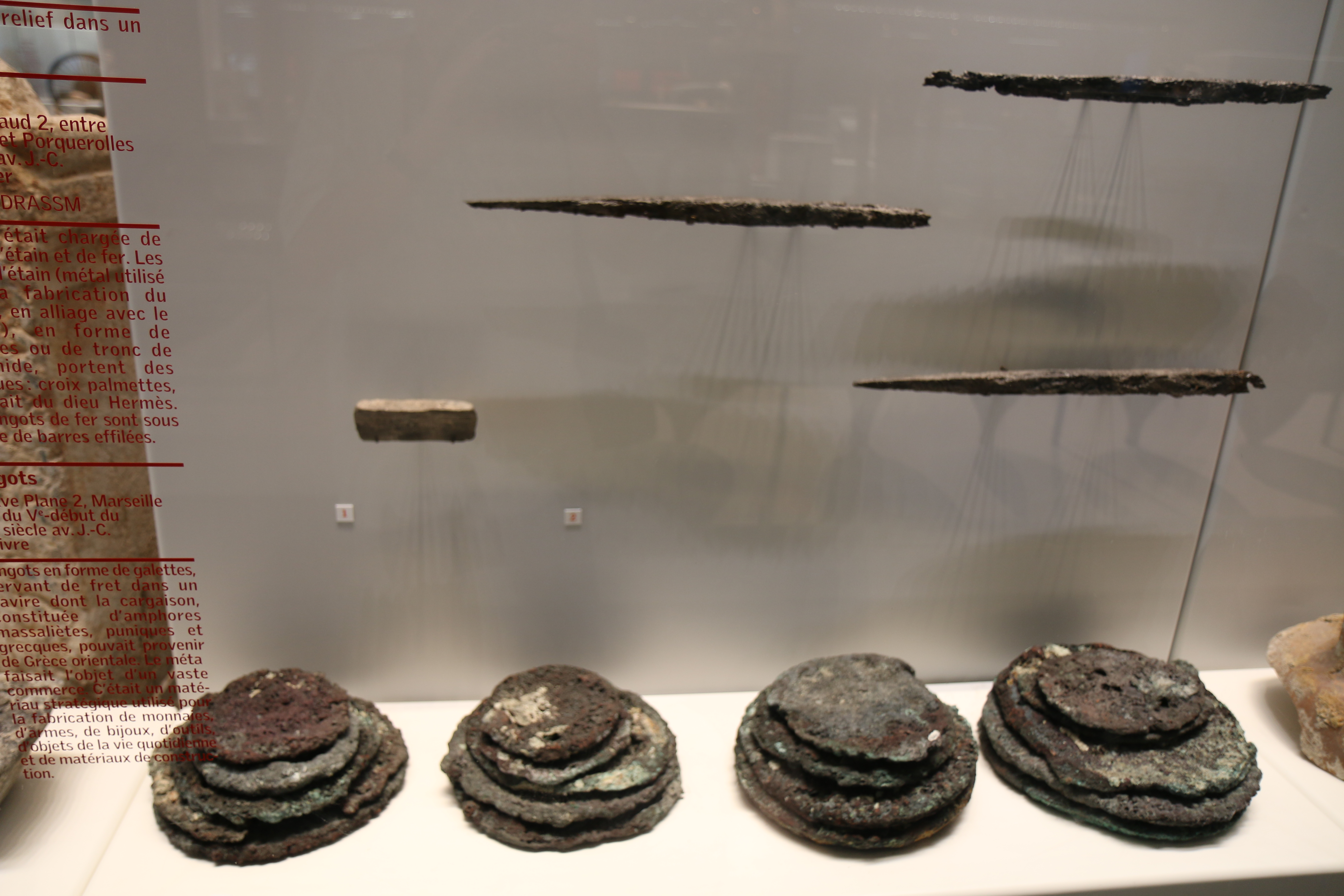
Lingots de fer, de cuivre et d'étain, épaves de Plane 2 et Bagaud 2.

#### Le Territoire ou la chora massaliète
Les sites gaulois qui entourent Marseille sont des villages perchés appelés oppida dont les défenses naturelles sont renforcées par des fortifications réalisées en pierre ou en briques. Ces villages fortifiés entretiennent des relations économiques avec la cité marseillaise. Ces populations appartiennent au monde gaulois du Midi et utilisent comme langage le gallo-grec c'est-à-dire le gaulois écrit en écriture grecque. Les principaux sites sont :
- au nord les oppida du Pain de sucre de Verduron, de Teste-Nègre, du Baou-Roux, de la Cloche et de Roquepertuse.
- à l'est l'oppidum du Baou de Saint-Marcel.

Le musée expose différents vestiges trouvés dans ces sites.

##### Oppidum de la Teste-Nègre
Situé sur la commune des Pennes-Mirabeau, cet oppidum très proche de celui de la Cloche a livré de nombreux vestiges exposés :
- Différents outils datant du début du IIe siècle av. J.-C. : râpe en fer, pince, serpe et serpette, marteau taillant
- de nombreux objets de parure : fibules, anneaux et bracelets en bronze ornés de décors en relief d'inspiration celtique
- des objets en céramique : un askos, vase en forme d'oiseau à tête humaine en céramique en pâte claire massaliète, des cruches de cuisine, un plat à poisson réalisé par un artisan massaliète qui s'est inspiré des assiettes à poisson campaniennes du sud de l'Italie, des coupes et coupelles originaires de Campanie[17]

##### Oppidum de la Cloche

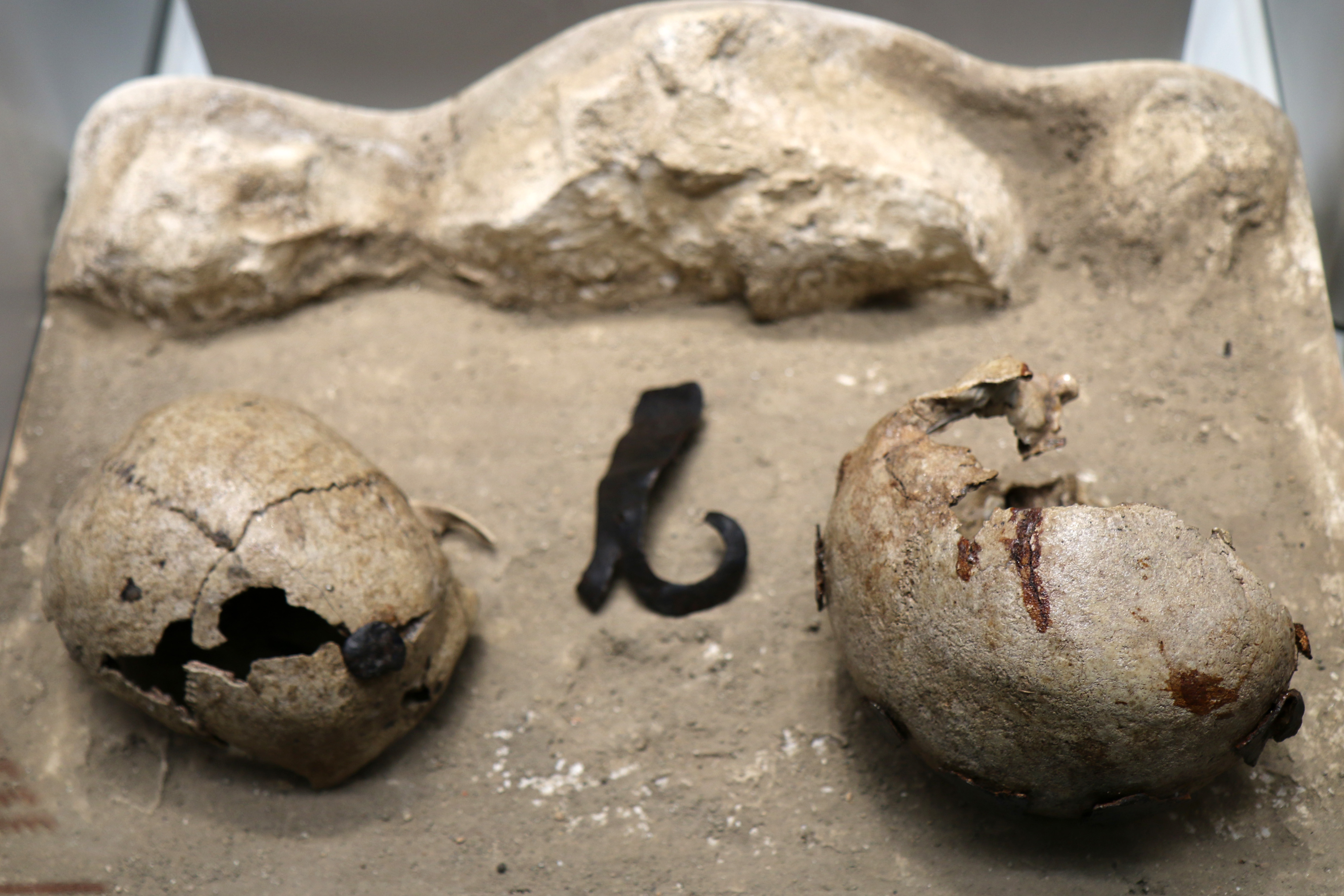
Crânes humains,
oppidum de la Cloche.

Cet oppidum, situé sur le territoire de la commune des Pennes-Mirabeau entre Marseille et Berre, a livré des fragments datant du IIIe siècle av. J.-C. d’une statue de guerrier assis en tailleur, vêtu d'une cuirasse ; sa main porte une bague coudée identique à une bague en argent trouvée sur le site. Dans ce site ont également été trouvés :
- des crânes humains maintenus par des crochets ou des clous recourbés afin de les suspendre sur le linteau d'une porte de l’oppidum.
- des outils et objets métalliques : haches, herminettes, marteau, serpe et serpette, fourche, lame de couteau, charnières de porte.
- du matériel de guerre : balles de fronde, pointes de flèche et de lance, éléments de bouclier. Ces armes ont pu servir à la destruction probable du site par l'armée romaine en 49 av. J.-C. lors du siège de Marseille par le légat de Jules César, Trebonius.

##### Oppidum du Baou-Roux

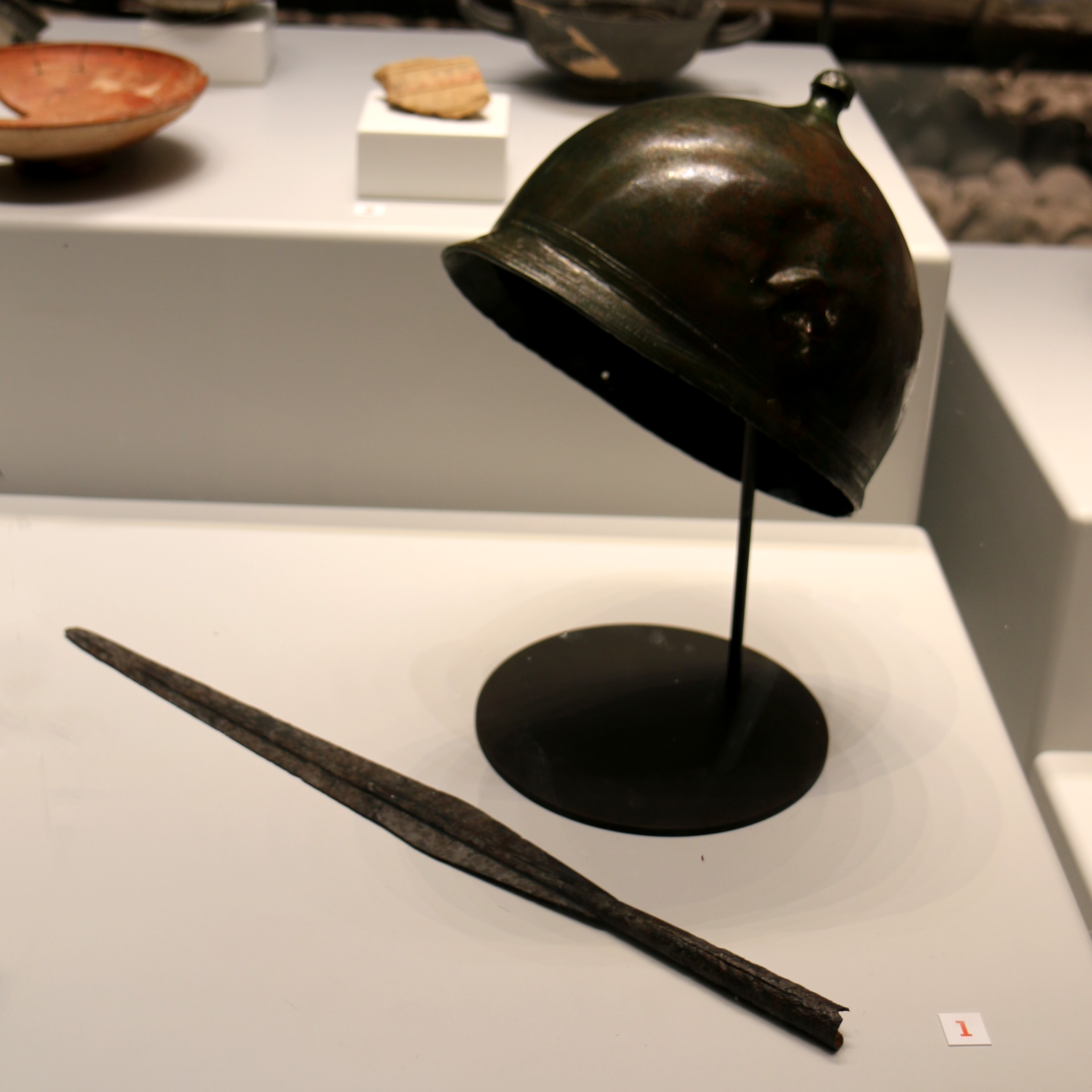
Casque en bronze.
Oppidum du Baou-Roux.

Les principaux objets exposés sont les suivants :
- un casque en bronze et la pointe d'une lance datant du Ier siècle av. J.-C. Le casque est constitué d'une calotte hémisphérique terminée par un bouton porte-aigrette et prolongée à la base par un couvre-nuque. La base du casque est décorée de vagues, de points, de chevrons et de traits obliques[18].
- un ensemble de bijoux en bronze, lignite et pâte de verre
- des lampes à huile en céramique
- une urne pour le stockage des céréales et une coupe à décor incisé réalisées en céramique non tournée.

##### Oppidum de Roquepertuse
C’est en 1824 qu’eurent lieu par hasard les premières découvertes sur le site de Roquepertuse situé sur le territoire de la commune de Velaux, au nord de Marseille. Un peu plus tard, en 1860, deux statues de guerriers accroupis étaient découvertes par le propriétaire. Par la suite des fouilles dirigées par le comte Henry de Gérin-Ricard eurent lieu de 1919 à 1924, puis en 1927. Les fouilles furent reprises en 1960, puis en 1991. Le site comprend une plate-forme de 1,50 m par 22 m pavée de pierres plates dont une quinzaine de stèles en réemploi et accessible par un escalier en gros blocs de pierres. Il comprend également une zone de stockage de 4 m par 5 m où se trouvaient neuf dolia. Sur la plate-forme devait être implanté le portique avec ses piliers. Les premières interprétations des archéologues réduisaient ce site à un sanctuaire isolé. D’après les dernières conclusions tirées de différentes études pluridisciplinaires, il s’agirait en fait d’une agglomération d’environ 0,5 hectare avec un sanctuaire au nord et un rempart de protection.
La date d’occupation de ce site remonterait au Ve siècle av. J.-C. et sa destruction par le feu et par un bombardement de boulets de pierre lancés par des catapultes remonterait au tout début du IIe siècle av. J.-C..
Les objets exposés provenant de ce site d’un intérêt exceptionnel sont les suivants :
- Une sculpture des deux têtes accolées dit "le bicéphale de Roquepertuse" en calcaire de la région de 20 cm de haut et 30 cm de long : il s'agit d'un Hermès bicéphale. Les visages très dépouillés ont les traits émaciés, des yeux en amandes, une bouche large et mince. Des traces de peinture noire apparaissaient sur le front des deux têtes et au-dessus de la bouche de l'un des visages[20]. Une coiffure originelle en feuilles de gui devait orner le centre de la sculpture. Ces protubérances ont fait l’objet d’un martelage.
- La statue d’un oiseau en calcaire de 60 cm × 60 cm. L’oiseau et le cheval appartiennent avec le rite des têtes coupées à une symbolique guerrière. Le comte Henry de Gérin-Ricard qui entreprit les fouilles de 1919 à 1924 voyait dans cet oiseau un rapace ou peur-être un canard, palmipède très commun sur l'étang de Berre[21]. Cette statue a été trouvée brisée en 25 fragments et a fait l'objet d'un remontage difficile avec une erreur au niveau du cou due à l'incorporation d'une partie d'un morceau de bras de guerrier[22]. La statue a été présentée comme figurant sans doute une oie sauvage[23]. Le musée présente actuellement cette statue comme celle d'un rapace.
- Un linteau de 60 cm de longueur et de 34 cm de hauteur en calcaire. Il est gravé de quatre têtes de cheval avec des restes de peintures.
- La reconstitution des trois piliers découverts brisés. Dans chaque pilier sont creusées des niches dans lesquelles devaient se loger des crânes humains. Derrière deux de ces trois piliers sont placés chacune au sommet d'un pylône deux statues représentent chacune un guerrier assis en tailleur vêtu d’une chasuble et d’une plaque couvrant le dos. Les mains devaient être posées sur les genoux. Ces statues n’ont pas de têtes, comme dans d’autres sites, car elles ont dû être brisées volontairement lors de la destruction de l’oppidum. Une des deux statues porte un torque et un brassard.
- Des vestiges d'armes (pointes de javelot, talon de lance) et boulets de catapulte en basalte et calcaire ; les boulets ont été utilisés par des catapultes ou balistes lors de la destruction militaire du site de Roquepertuse sans doute par une armée romaine vers 200/190 av. J.-C.

Oppidum de Roquepertuse
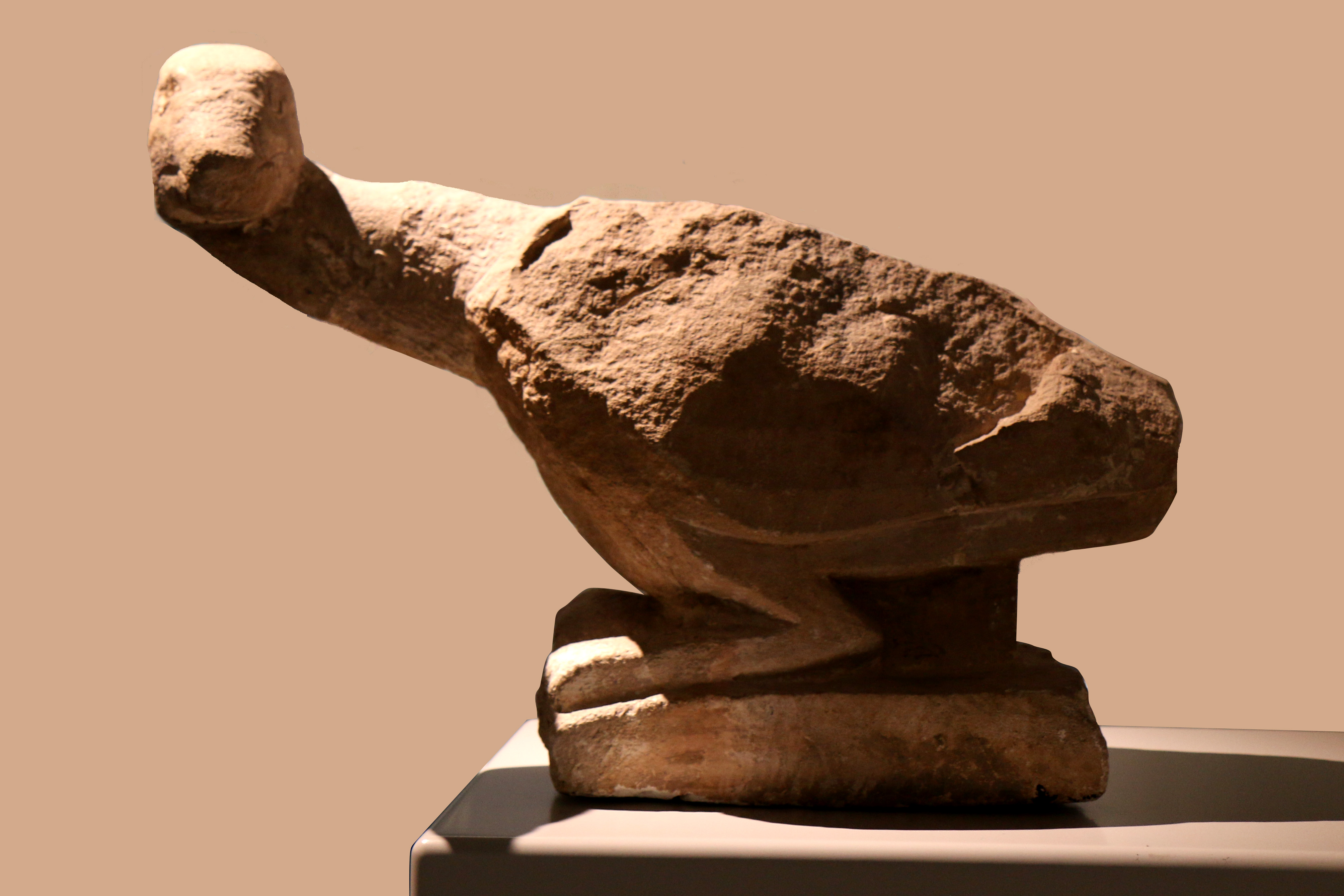
Sculpture de rapace.
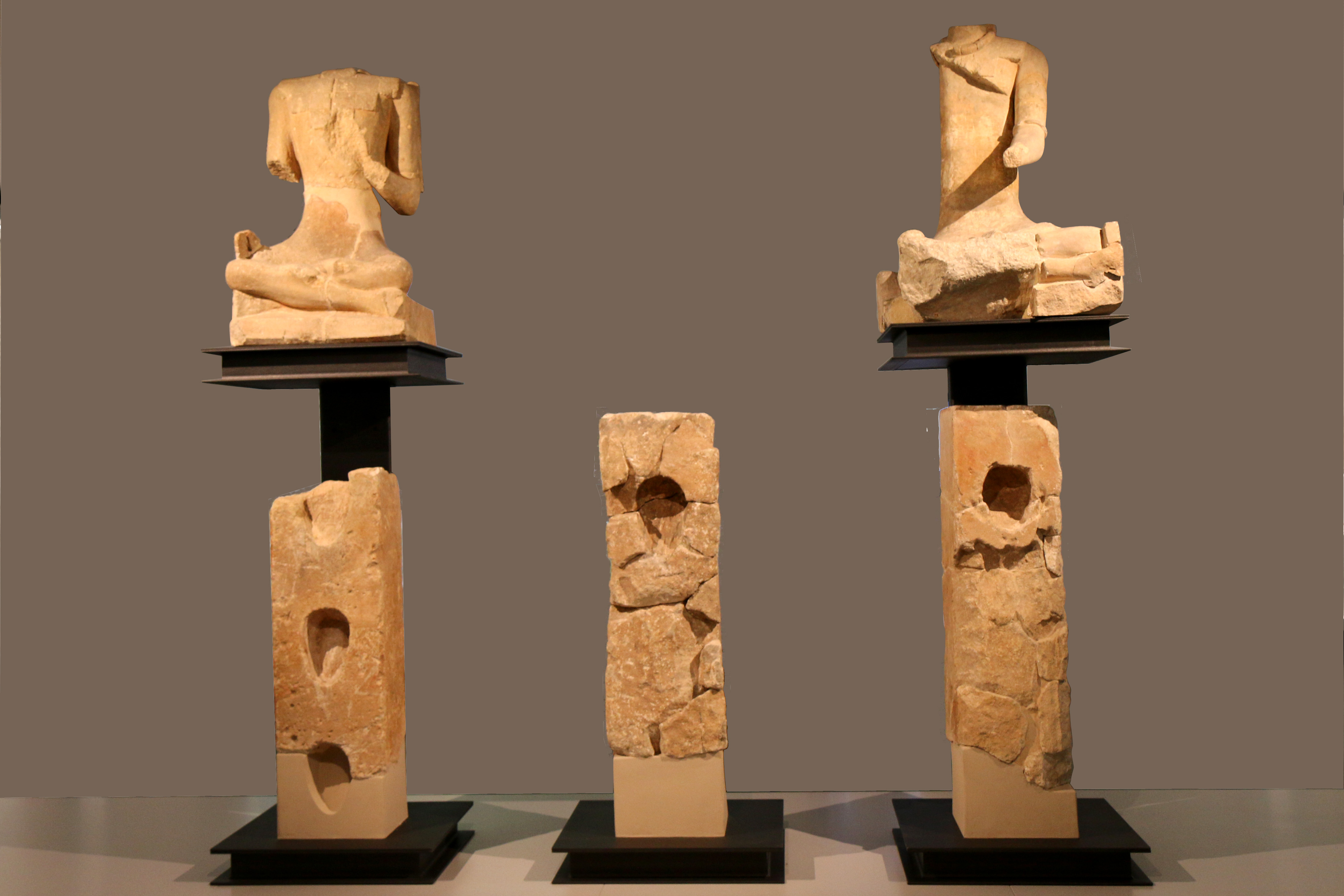
Guerriers et piliers.
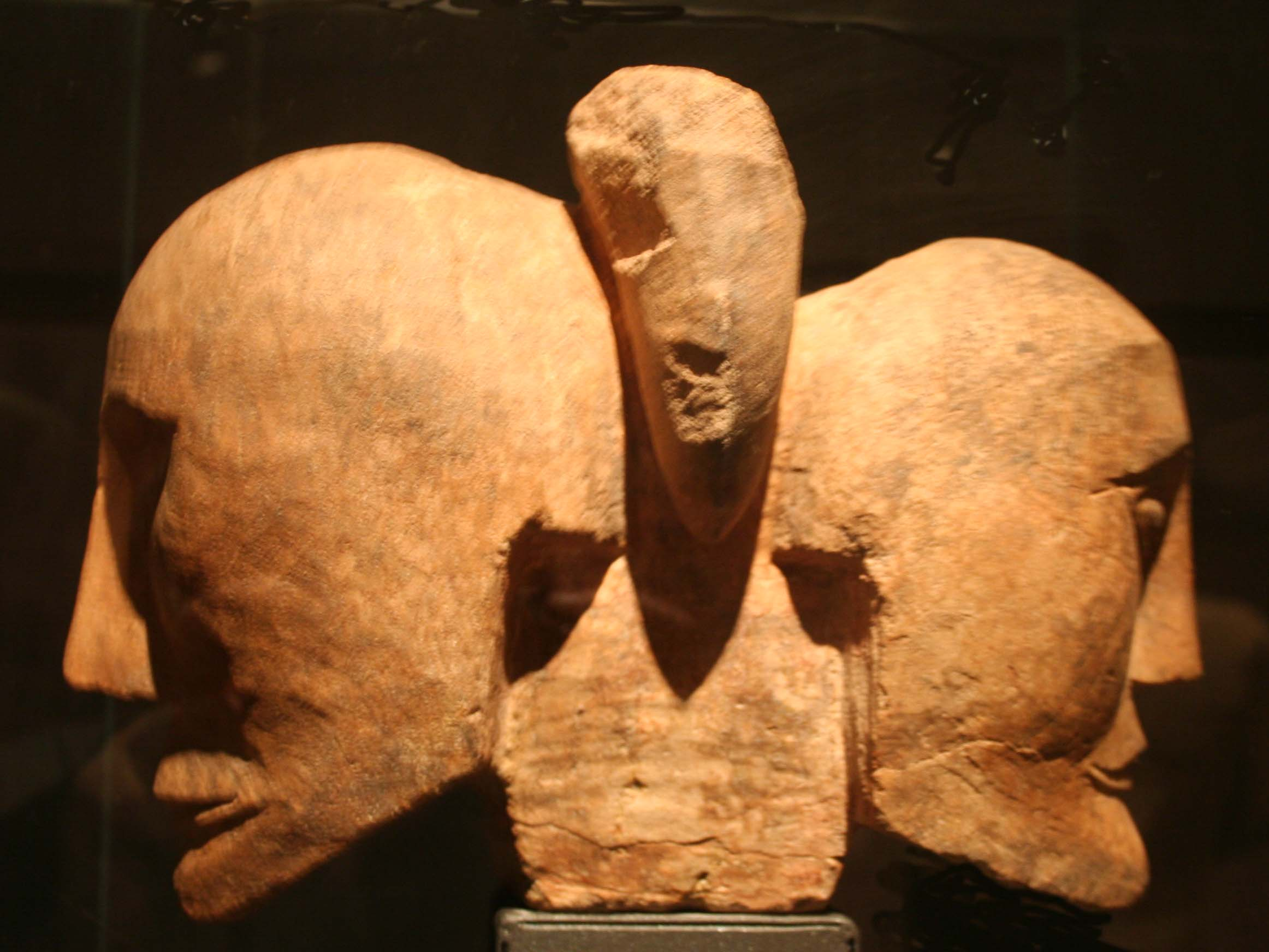
Hermès bicéphale.
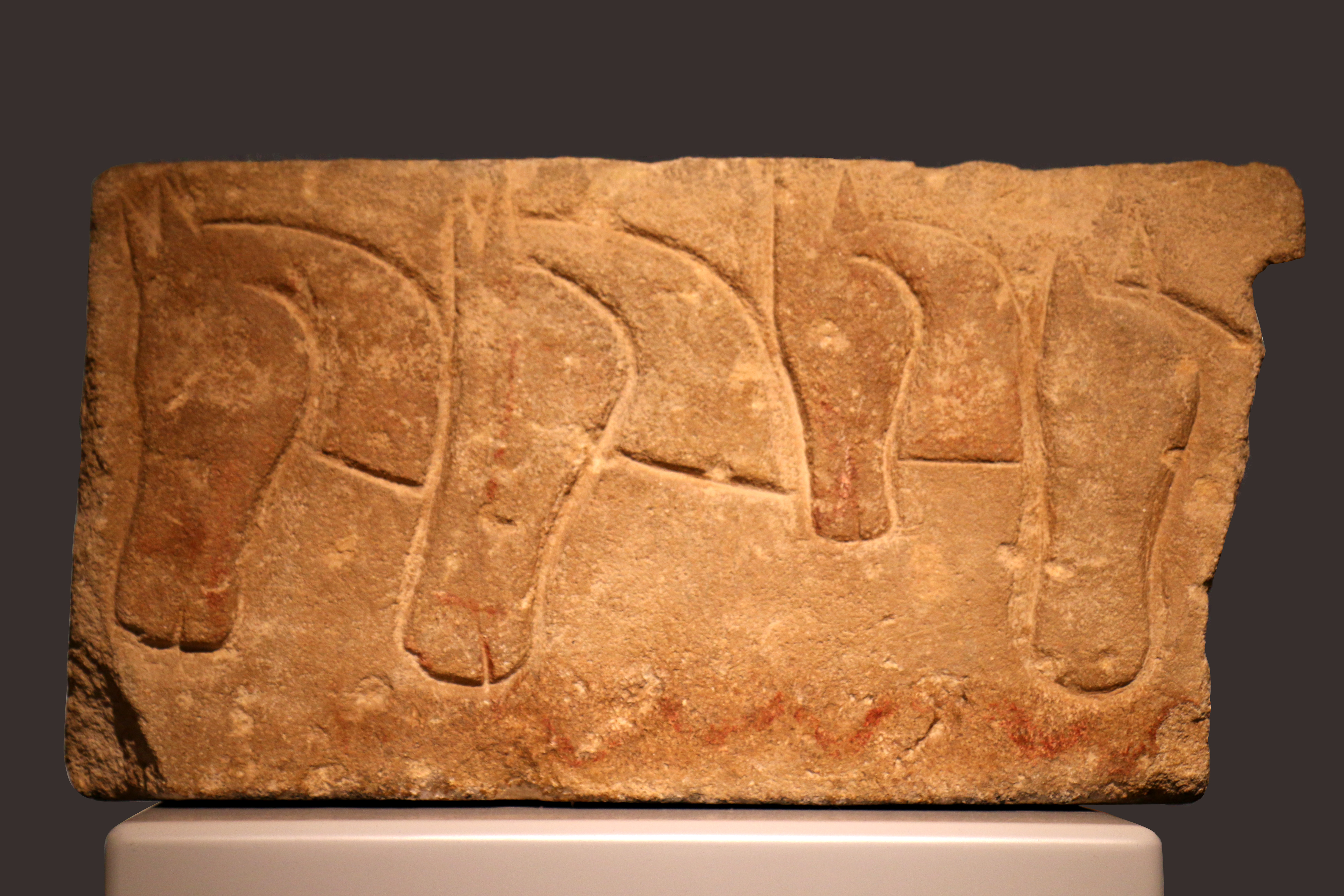
Linteau avec quatre têtes de chevaux sculptées.
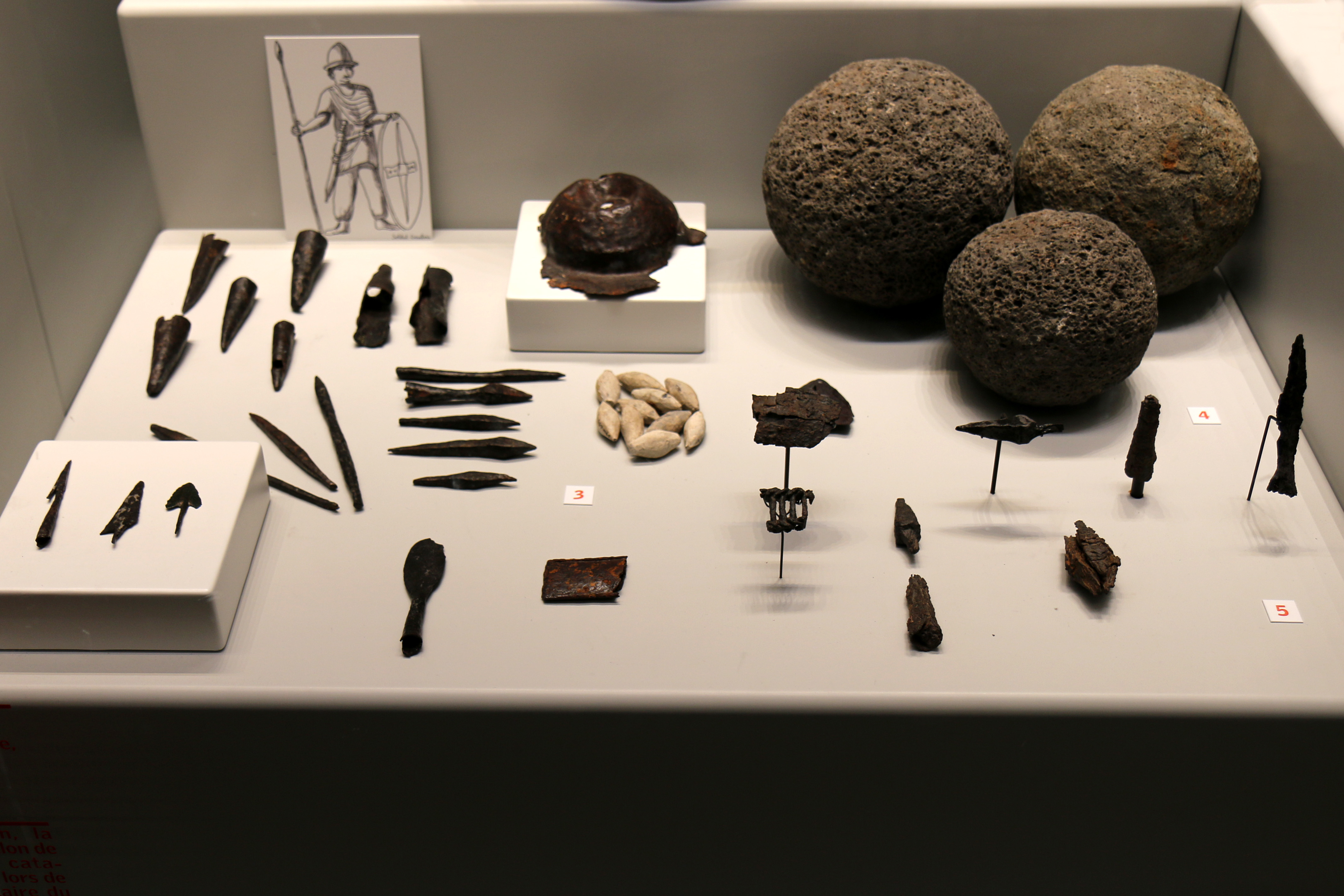
À gauche de la photo, boulets et armes ayant servi à la destruction du site.

##### Oppidum du Baou de Saint-Marcel

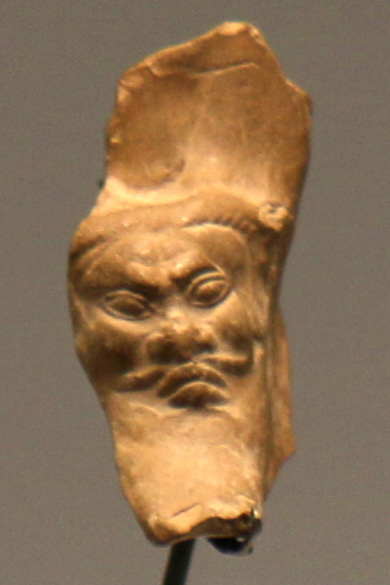
Fragment d'askos,
tête de satyre.

Cet oppidum situé à l'est de Marseille a fourni plusieurs vestiges exposés :
- des vases importés d'Athènes et de Sparte du VIe et Ve siècles av. J.-C..
- des vases destinés à la cuisine en céramique importé.
- des vases en céramique grise du premier quart du Ve siècle av. J.-C. ; une petite tête de satyre provenant d'un fragment d'askos[24].
- un fragment de statue de guerrier d'un style très proche des sculptures d'accroupis de Roquepertuse avec un décor de croix rouges et noires.

### Le site archéologique de la Bourse
Le musée donne accès au jardin des vestiges et au port antique qui correspondent à la partie centrale des fouilles réalisées sur le chantier de la Bourse entre 1967 et 1977 complétées par d'autres plus récentes mais plus ponctuelles (1978-1983, 1985, 1992-1994, 2000). Le visiteur peut observer successivement :
A - Un bassin d'eau douce (IIe et IIIe siècles).

Schéma du jardin des vestiges.

B - La corne du port, espace actuellement engazonné alors qu'au Ier siècle était rempli d'eau et prolongeait le Vieux-Port.
C - Mur d'un habitat tardif (Ve siècle).
D - Mur est-ouest d'époque romaine.
E - Avant mur tardif (Ve siècle).
F - Terrasse funéraire aux triglyphes bas, première moitié du IVe siècle av. J.-C.
G - Tour carrée.
H - Mur de courtine dit mur de Crinas (IIe siècle av. J.-C.).
J - Vestiges de fortifications du IVe au IIe siècle av. J.-C..
K - Voie romaine dallée, passage charretier.
L - Tour penchée.
M - Mur de courtine reconstitué (IIe siècle).
N - Tour sud (IIe siècle av. J.-C.)
O - Avant mur (Ve siècle).
P - Tour médiévale.

### De Massalia à Massilia (de 49 av. J-C. à 309 apr. J-C.)

#### Une ville romaine active
Pendant cette période, les rives du port font l'objet de travaux importants qui montrent l'activité économique. Il en est de même pour les épaves retrouvées place Jules-Verne et dans la corne du port.
Les épaves exposées dites Jules-Verne 3 et 4 sont toutes deux datées du Ier ou IIe siècle et sont toutes deux du même type caractérisé par une ouverture au fond du bateau de 2,60 m de longueur et 0,50 m de largeur. Cette particularité permet d'identifier ces épaves comme des chalands à clapet permettant de rejeter au large les sédiments isuus du dragage du port. L'épave Jules-Verne 3 correspond à un navire qui devait mesurer 15 m de long et 4 m de large ; les deux tiers de ce navire sont exposés ainsi qu'une maquette de reconstitution réalisée par le centre Camille-Jullian.
L'épave Jules-Verne 8 est plus modeste et correspond à la seule proue d'un navire du IIIe siècle ; cette partie avant du bateau est généralement détruite, d'où l'intérêt particulier de cette épave.
L'épave de la corne du port datant de la fin du IIe siècle a été découverte en novembre 1974, au cours des travaux de terrassement au Centre Bourse. Ce bateau qui avait subi de nombreuses réparations, fut, à la suite d’une grave avarie, coulé dans la corne du port et arasé. Cette partie du port s’envasait progressivement et, ayant un faible tirant d’eau, ne devait plus être utilisée. Le bateau s’enfonça progressivement dans la vase ce qui le conserva. L’extraction fut difficile car l’épave d’une longueur de 19,20 m et d’une largeur de 7,50 m pesait plus de 20 tonnes. Pour procéder à sa conservation, les spécialistes choisirent la lyophilisation utilisée en pharmacie ou en agro-alimentaire (par exemple pour la fabrication du café soluble). Cette technique consiste à utiliser la sublimation, passage direct d’une matière de son état solide à son état vapeur, sans passer par la phase liquide. Pour cela l’ensemble a dû être congelé pour solidifier l’eau imbibant le bois de l’épave, puis, après une mise sous vide atmosphérique, il fallut éliminer la vapeur d’eau au fur et à mesure de sa production. Cette technique était une première mondiale pour une pièce de ce volume. Les analyses ont montré que plusieurs espèces de bois ont été utilisées pour la construction de ce bateau : la quille a été fabriquée en bois de cyprès, bois dur et résistant, l’étrave en pin parasol et le revêtement extérieur en pin d’Alep, bois de qualité moins noble.
Les échanges commerciaux sont démontrés par le mobilier archéologique retrouvé dont les amphores constituent un indicateur majeur des régions d'importation et de la nature des denrées échangées. Un présentoir à amphores montre six amphores romaines datant du Ier siècle au IIIe siècle et d'origine différente : Bétique, Languedoc, Campanie et Tunisie. La production d'amphores et de céramique est attestée au Ier siècle par un important atelier de potiers situé au nord de la cité à proximité du rempart de la butte des Carmes. Une maquette de ce four produisant notamment des amphores à fond plat est présentée.
L'habitat privé constitue un exemple de romanisation de la ville. En effet les maisons retrouvées sont bâties et décorées selon des procédés romains ; les murs sont décorés de peinture et les sols de mosaïques. La vie quotidienne des marseillais de cette époque est évoquée par l'exposition de divers objets d'usage courant : lampes à huile retrouvées dans les sépultures, bijoux, épingles à cheveux, flacons, vases à parfum, instruments de toilettes, tablettes à écrire etc.

Amphores et décorations
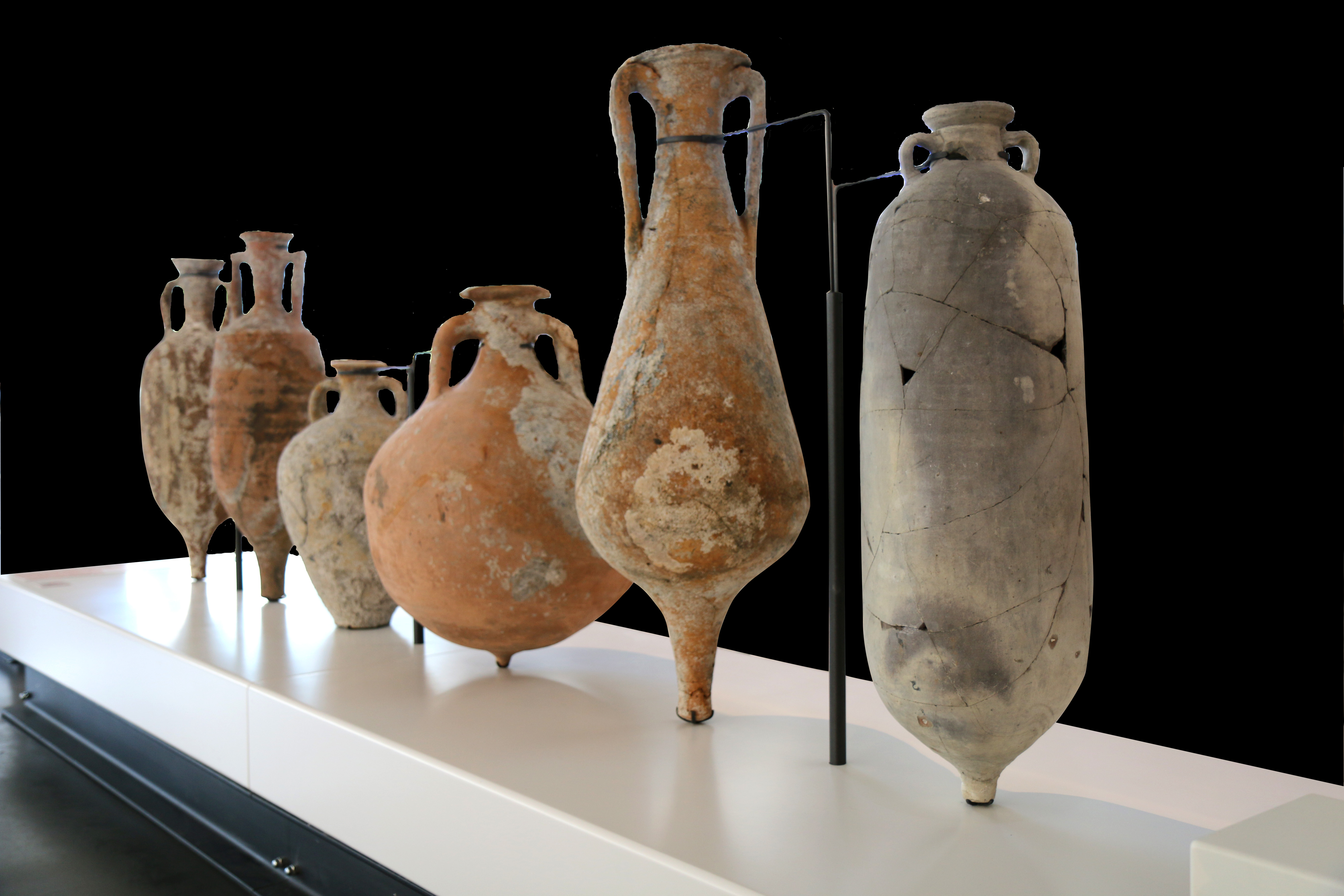
Amphores.
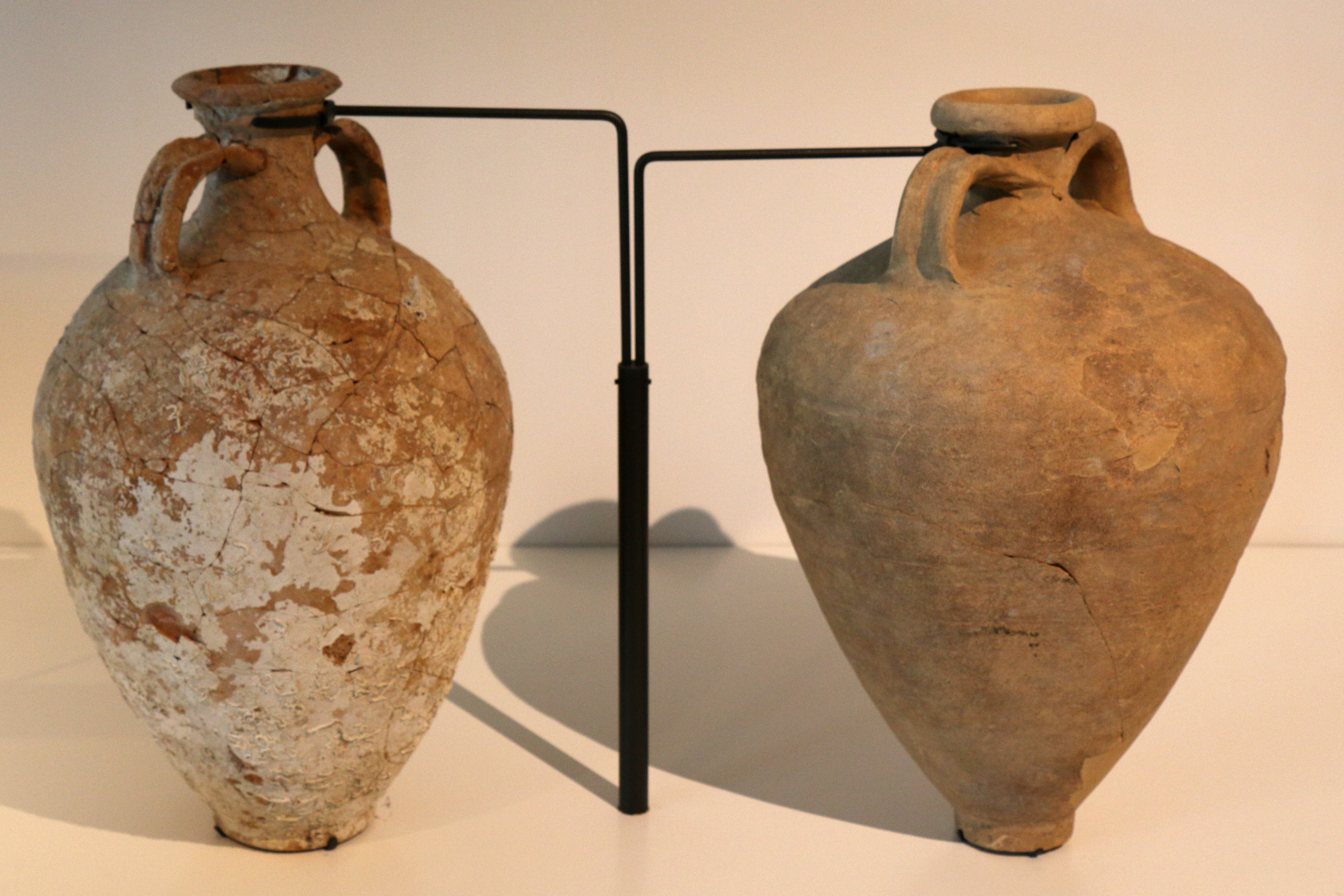
Amphores massaliètes à fond plat.
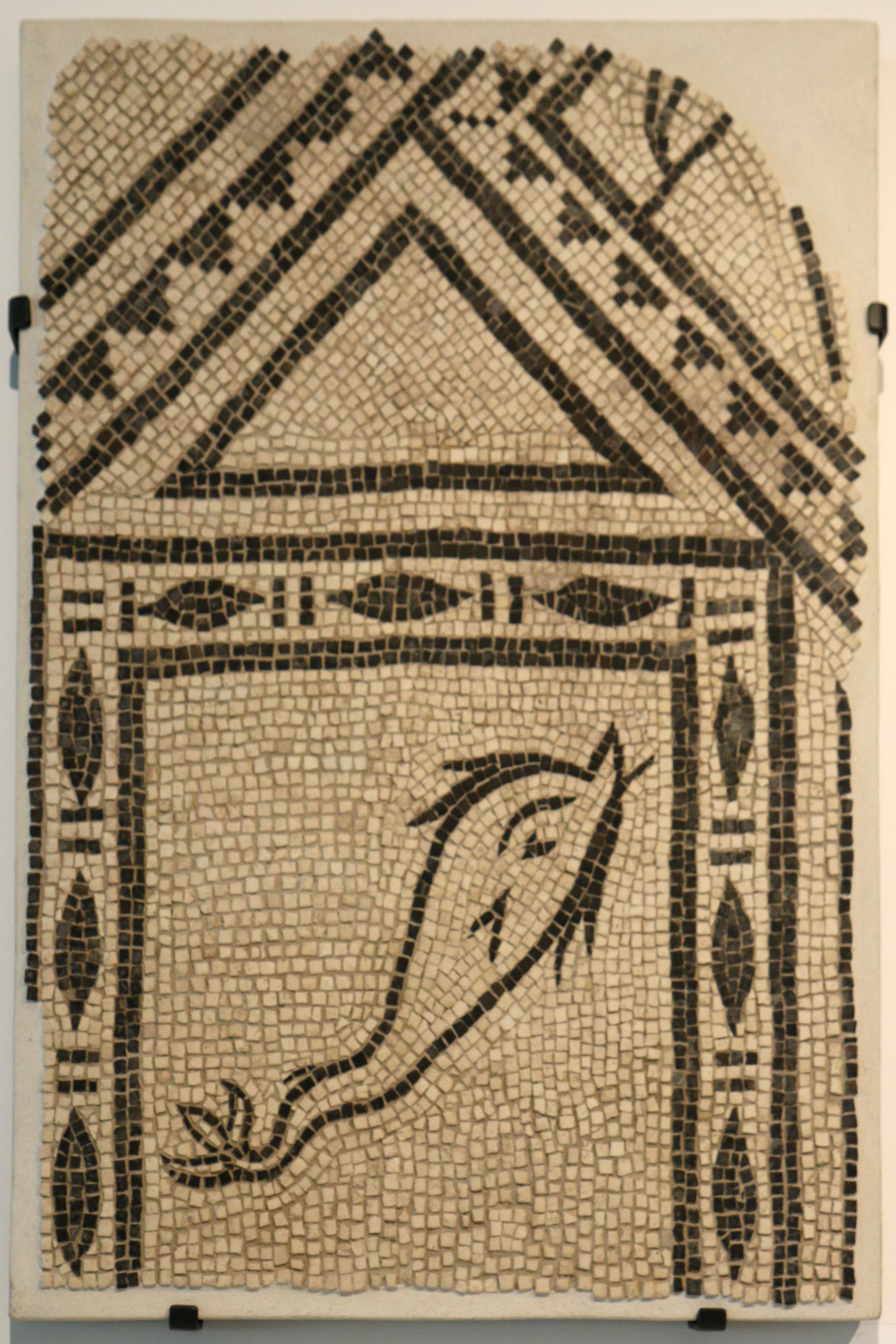
Mosaïque au dauphin.
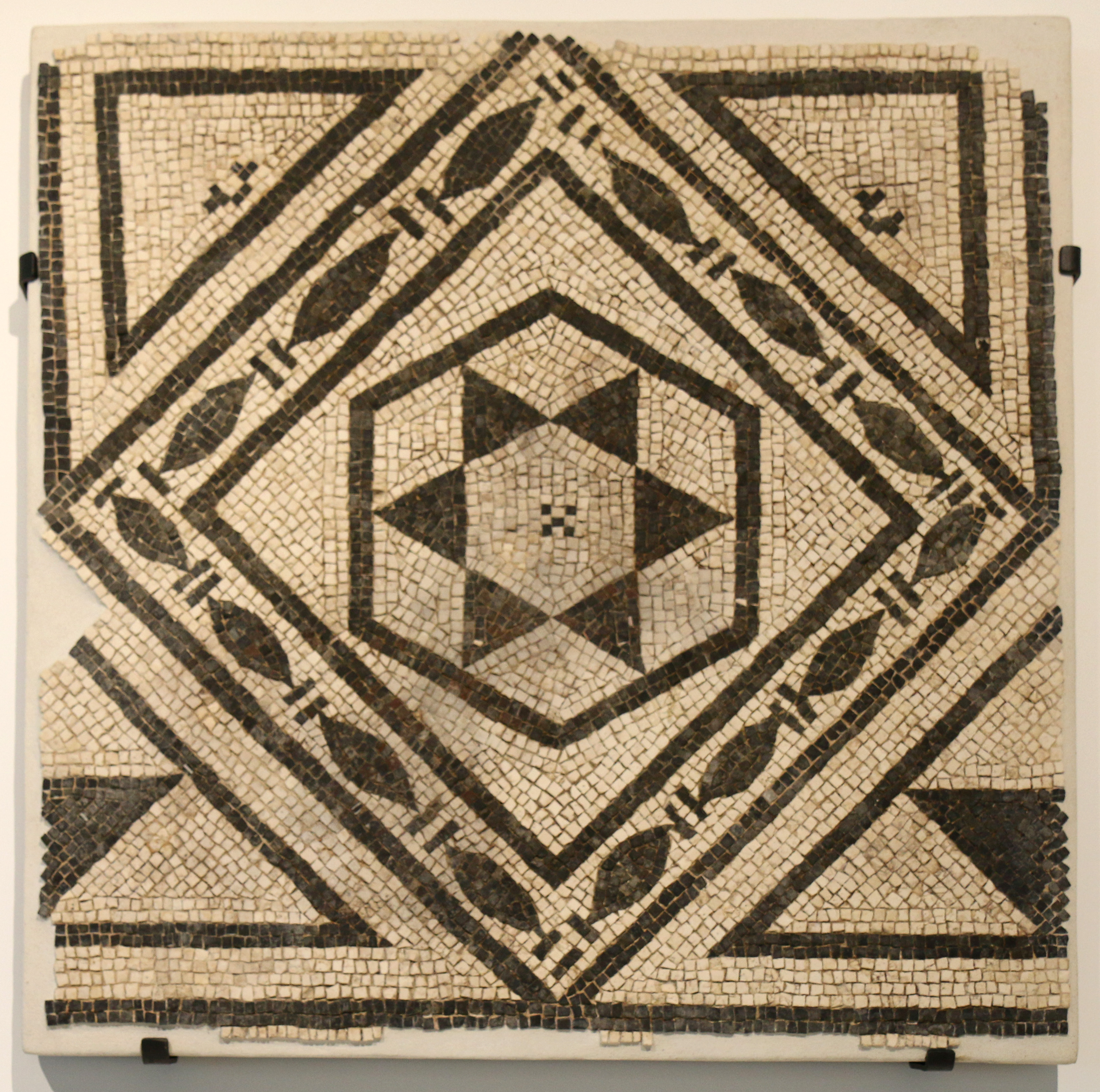
Mosaïque à dessin géométrique.

#### Le monde des morts
Une partie du musée est réservée aux découvertes anciennes ou récentes des sépultures qui révèlent le comportement des Marseillais devant la mort. Les très nombreux sites funéraires se répartissent autour de la cité antique, formant une auréole funéraire. Un des sites les plus importants est la nécropole de Sainte Barbe découverte lors des fouilles de sauvetage effectuées en 1991 avant la construction d’un parking. Cette zone se situe entre la porte d’Aix et le Centre Bourse, à l’ouest de la rue d’Aix et au nord de la Faculté des sciences économiques Pierre Puget. Ce site se trouvait primitivement dans un talweg qui a été progressivement comblé et se situait entre la butte des Carmes et la colline Saint-Charles. Les fouilles ont permis de découvrir 548 tombes antiques dont 532 ont pu être identifiées dont 96 pour la période grecque et 436 pour la période romaine. Quelques tombes sont reconstituées avec des moulages en mousse et plâtre mais avec l'intérieur en mobiliers (urne, vase) et squelettes originaux, dont :
- Tombe 368 : Dans cette tombe à incinération de la fin du Ier siècle av. J.-C. au début du Ier siècle apr. J.-C. se trouvaient une urne en céramique à pâte sombre avec son couvercle et une cruche en céramique à pâte claire en offrande. L'ensemble était maintenu vertical par un aménagement de pierres et scellé par une dalle. C'est une des tombes la mieux conservée et des plus remarquables de la nécropole de Sainte-Barbe[25].
- Tombe 335 : Sépulture à inhumation primaire d’époque romaine (seconde moitié du Ier à la première moitié du IIe siècle). Le mort est allongé sur le dos. C’est un homme d’une taille de 1,67 m. La tête est placée dans un aménagement céphalique constitué de tuiles plates posées de chant qui constituaient un coffrage. Des pierres et d'autres tuiles servaient de couverture à la sépulture[26].
- Tombe 355 : Il s’agit d’une tombe à incinération secondaire datant du Ier siècle apr. J.-C. Les restes de la crémation d'un adulte âgé sont placés dans une urne en verre bleu brisée, elle-même renfermée dans un coffret en plomb à couvercle plat et bord droit. Des arêtes de poisson signalent une offrande alimentaire[27].

Divers cippes, sarcophages et stèles funéraires avec des inscriptions en grec ou en latin sont exposés :
- Une stèle cintrée en grès avec acrotères avec inscription en grec datant de la fin du IIe siècle av. J.-C.
- Un cippe en calcaire de Cassis trouvée aux allées de Meilhan (actuelle partie haute de la Canebière) avec l'épitaphe de Blaesius Valerius Cupitus.
- Un cippe en marbre du Ier siècle trouvée dans l'ancienne rue des quatre-pâtissiers avec l'épitaphe de Julia Strenua.
- Un cippe à couronnement avec l'épitaphe de Gaius Vecticius Neon.
- Une stèle à fronton du IIIe siècle de Zosimos avec épitaphe en grec trouvée en 1882 rue des Minimes, aujourd'hui Rue des Trois-Frères-Barthélemy.
- Un sarcophage à strigile d’époque romaine découverte aux abords de la cathédrale de la Major réemployé par Pierre Puget au XVIIe siècle pour être utilisé comme fonts baptismaux à la vieille Major. Ce sarcophage en marbre blanc est décoré seulement sur la face principale : au centre est représenté un couple qui pourrait être les défunts. L'homme est assis sur un tabouret luxueux et tenant des rouleaux. À gauche la femme drapée et s'appuyant sur un pilier est tournée vers l'homme. Entre les deux figures se dégage le visage d'un homme barbu. De part et d'autre du sarcophage est figuré un personnga : celui de gauche pourrait être la muse Calliope. Ce sarcophage a été sans doute fabriqué en Italie, peut-être à Rome, vers le milieu du IIIe siècle et a été donné à la ville de Marseille en février 1850 par Mgr Eugène de Mazenod[28].

Le monde des morts
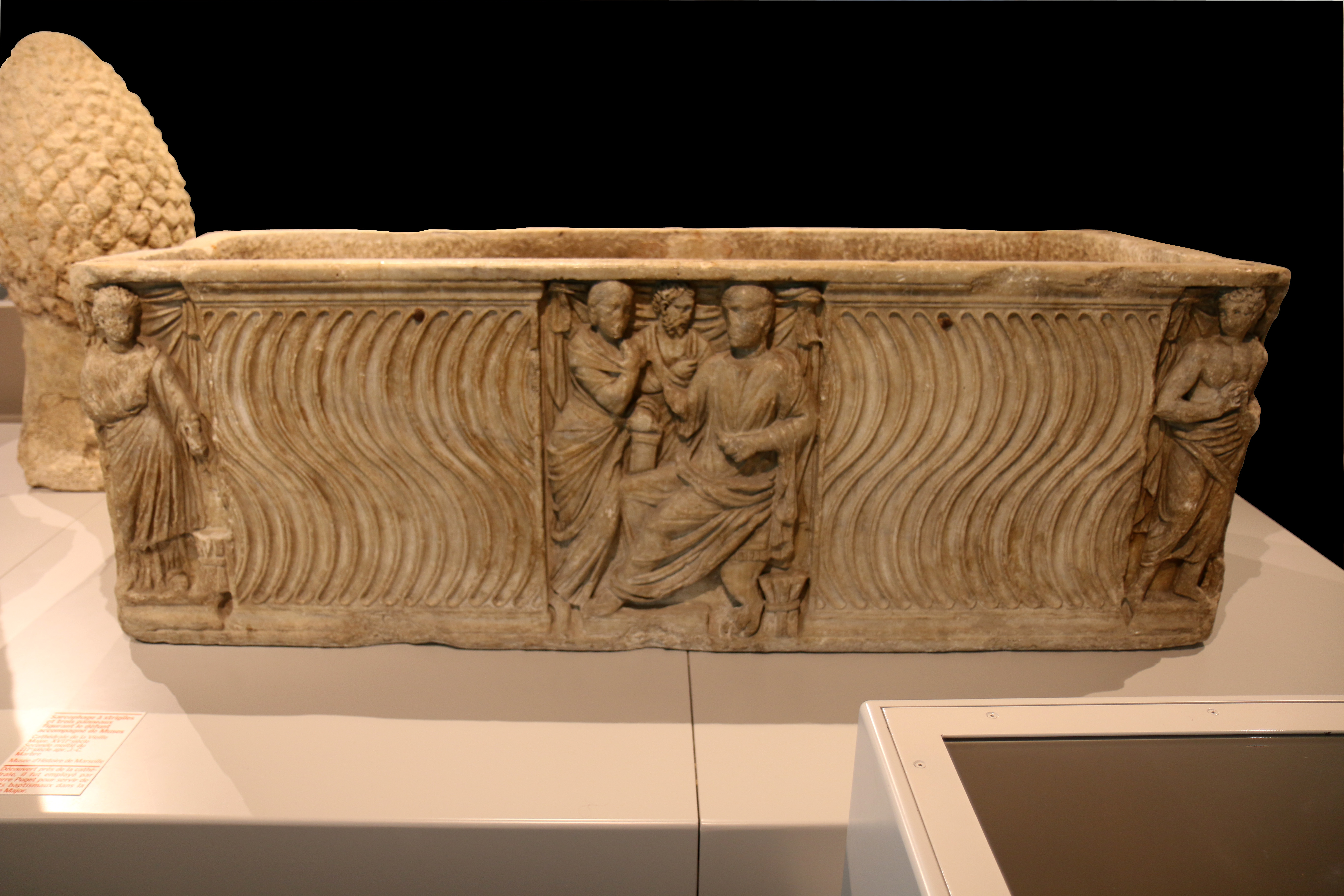
Sarcophages à strigiles, IIIe siècle.
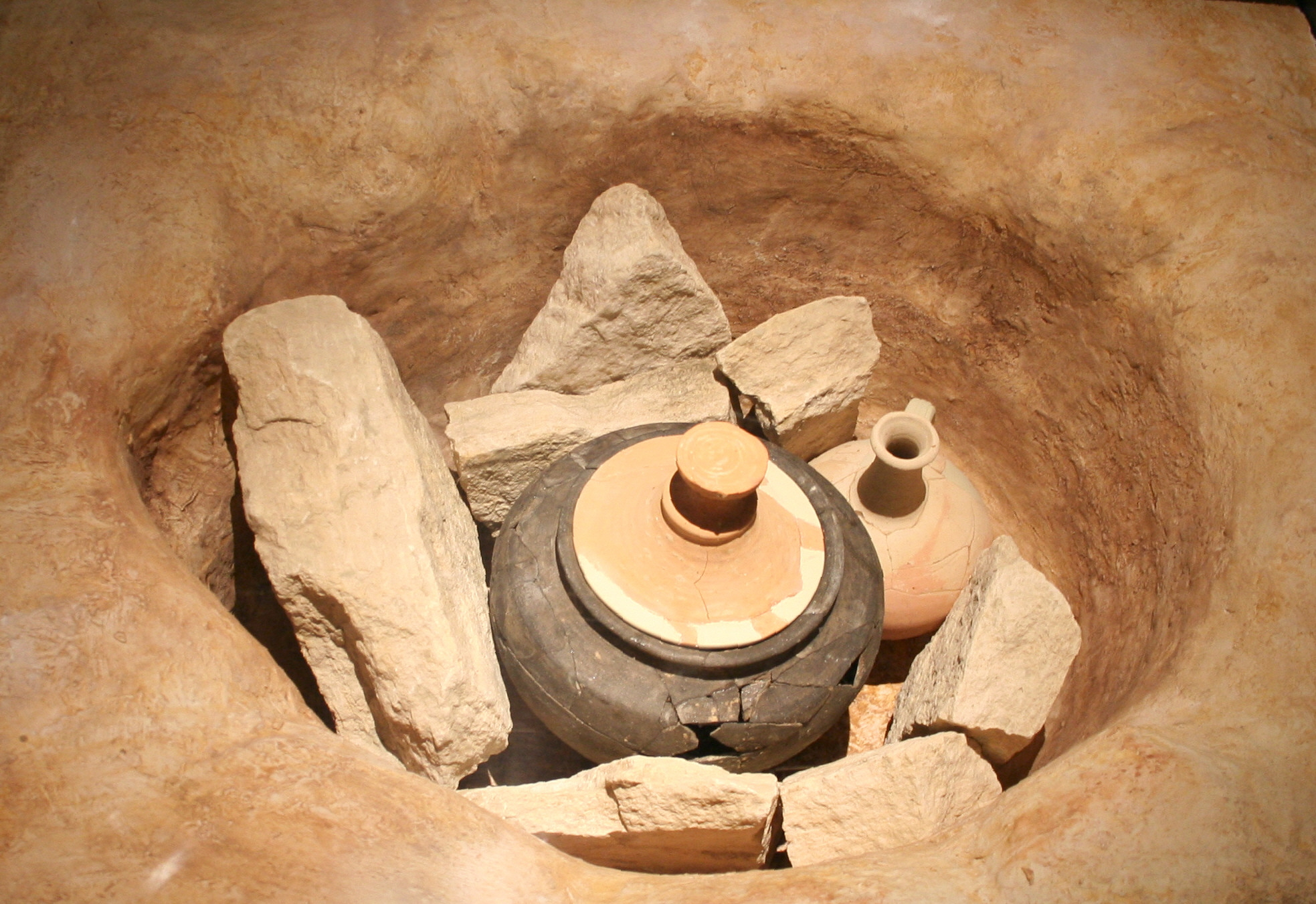
Tombe T 368.
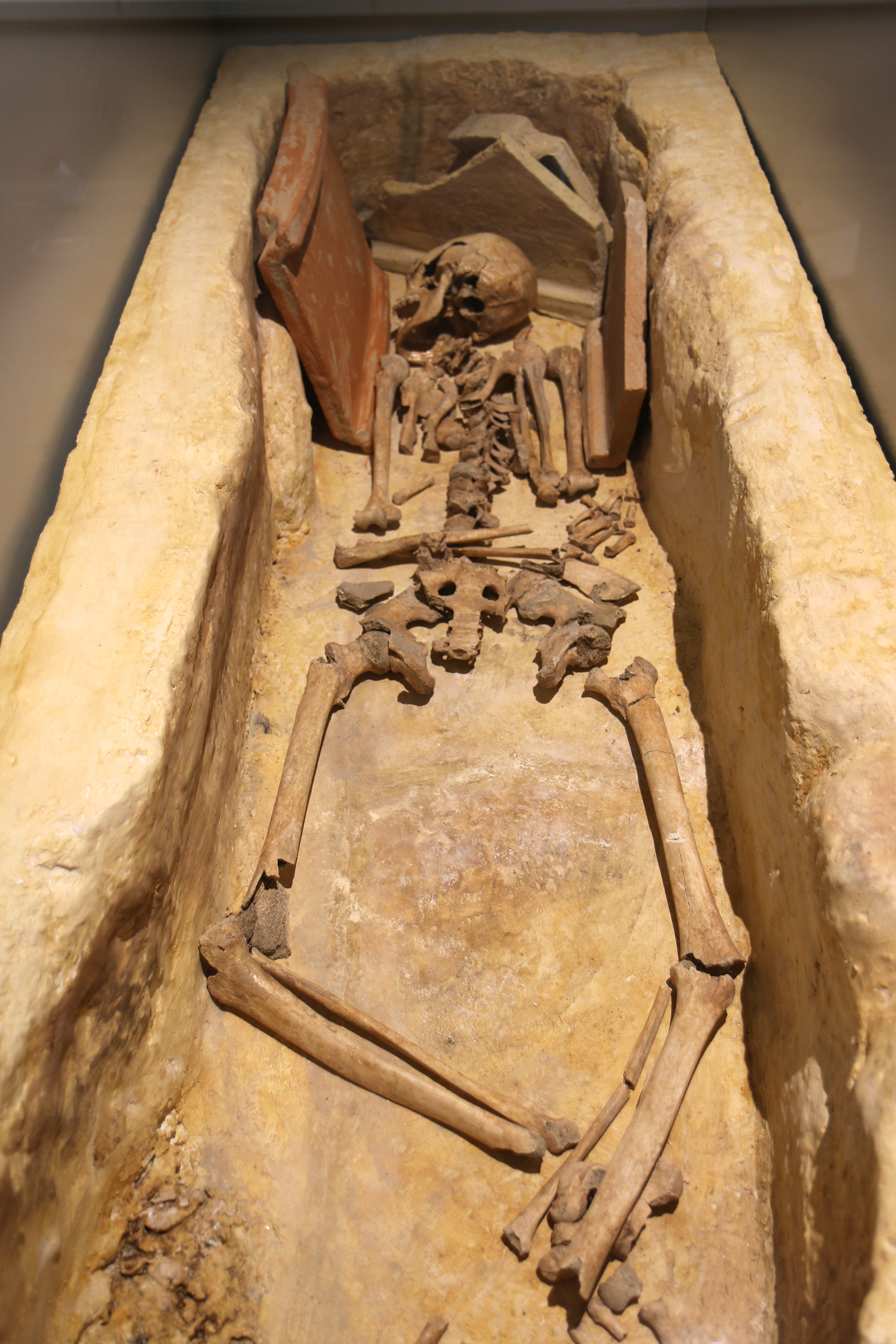
tombe T 335.
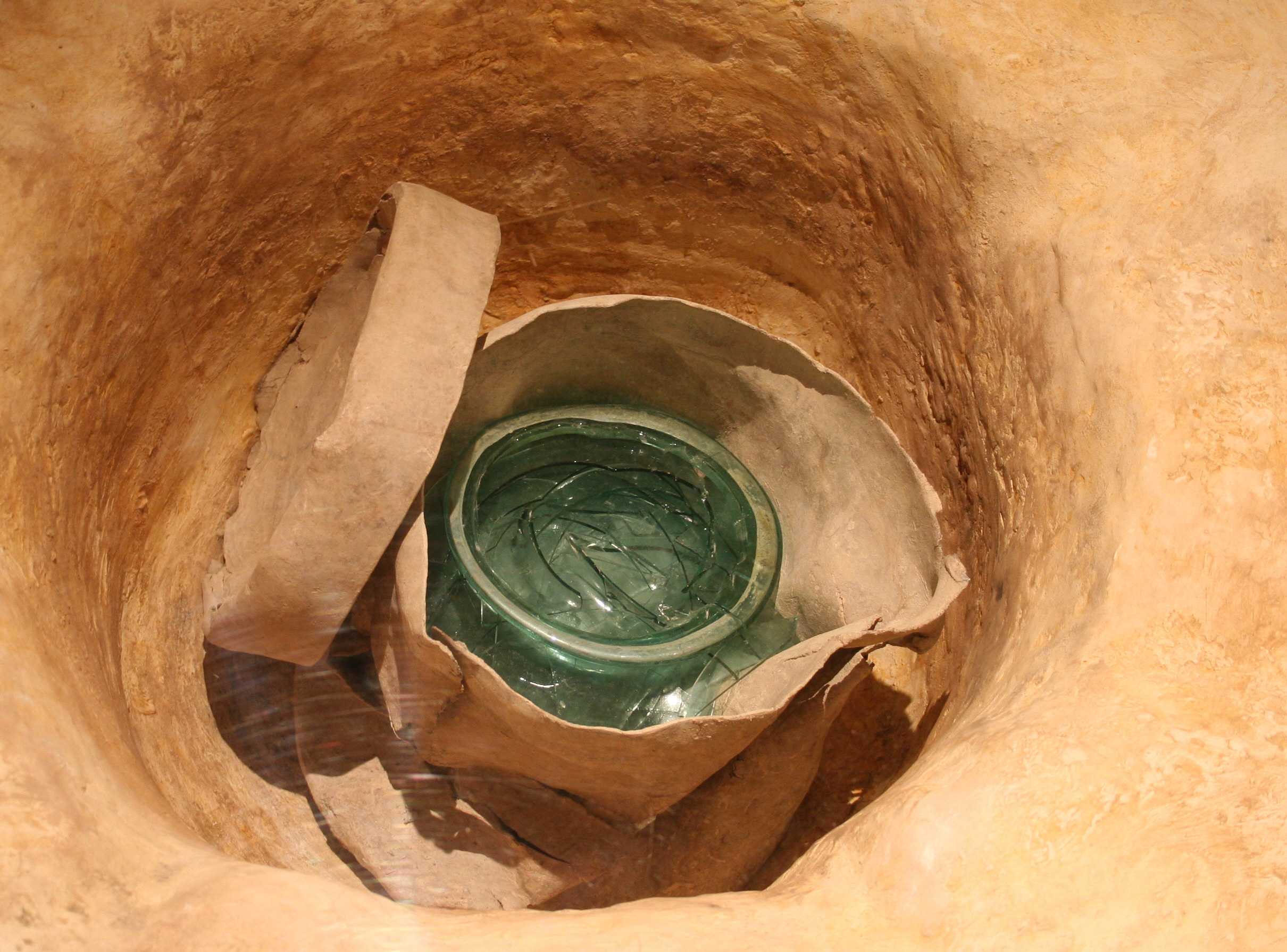
Tombe T 355.
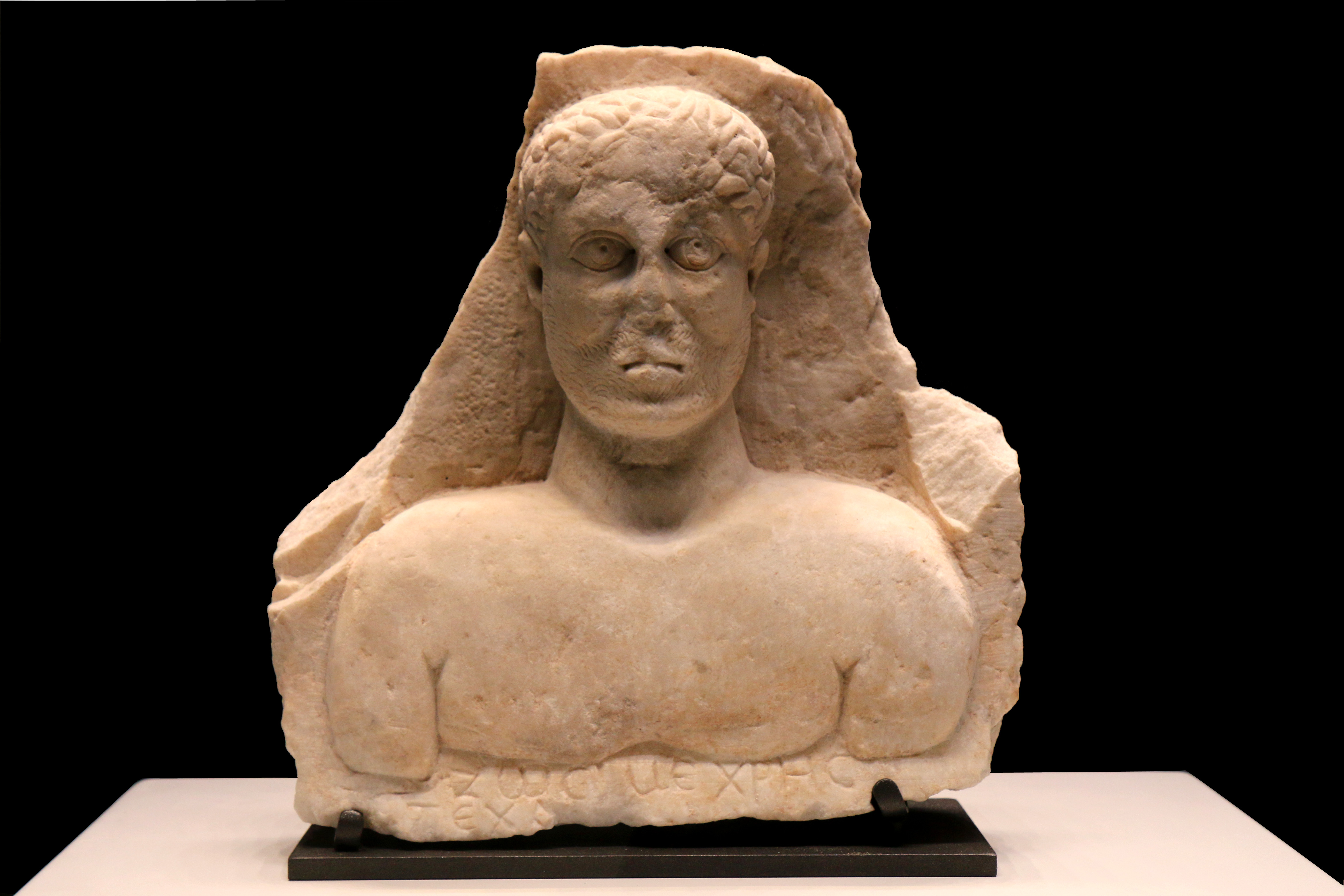
Buste en marbre au nom de Zosimos.

### De la cité antique à la ville médiévale (de 309 à 948)

#### Les premiers temps chrétiens
En 309, au temps de la tétrarchie, le futur empereur Constantin assiège et capture son beau-père Maximien. Les boulets exposés et découverts lors des fouilles de la Bourse en 1967-1984 sont les traces archéologiques de ce siège. L'empereur se convertit au christianisme d'où la construction de bâtiments consacrés à cette religion. Le groupe épiscopal qui s'implante près de la vieille Major se dote du plus grand baptistère des Gaules mis au jour à partir de 1852 lors de la destruction d'une partie de la vieille Major pour la construction de la nouvelle cathédrale. Une maquette de ce baptistère est présentée. Lors des fouilles entreprises en 2008 au voisinage de la Major, a été découverte une mosaïque de tesselles polychromes malheureusement incomplète. Elle comporte en son centre un panneau central aux angles duquel sont représentés des pyramides végétales sortant d'un cratère avec au pied un couple d'oiseaux. Ce panneau est encadré par des cercles à médaillons de fleurons et sparterie. La bordure est composée de nœuds de Salomon et de sparterie. Ce pavement qui appartenait probablement à la demeure de l'évêque a été déposé dans une pièce du musée.

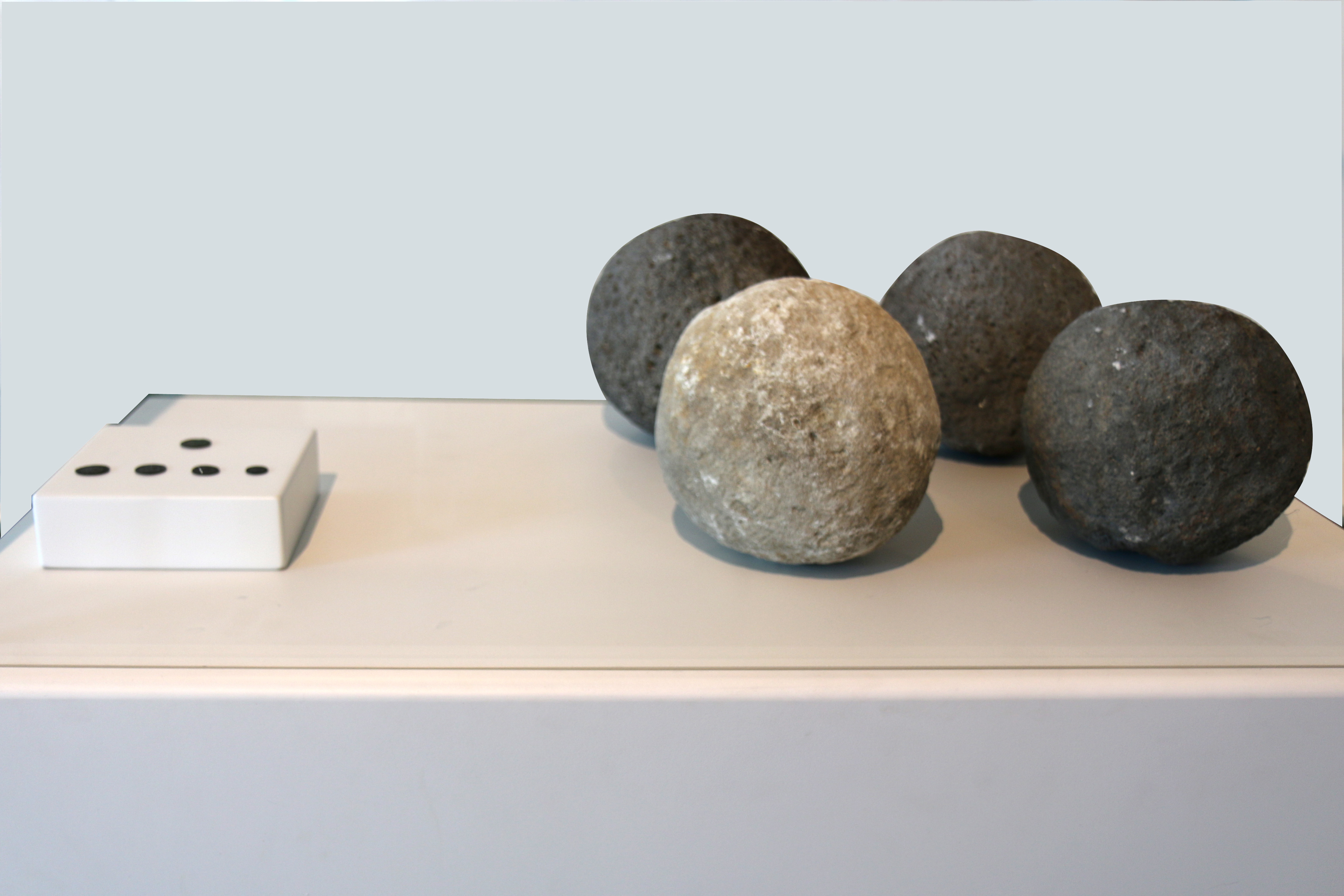
À gauche cinq monnaies de la dynastie des Constantin, à droite boulets.
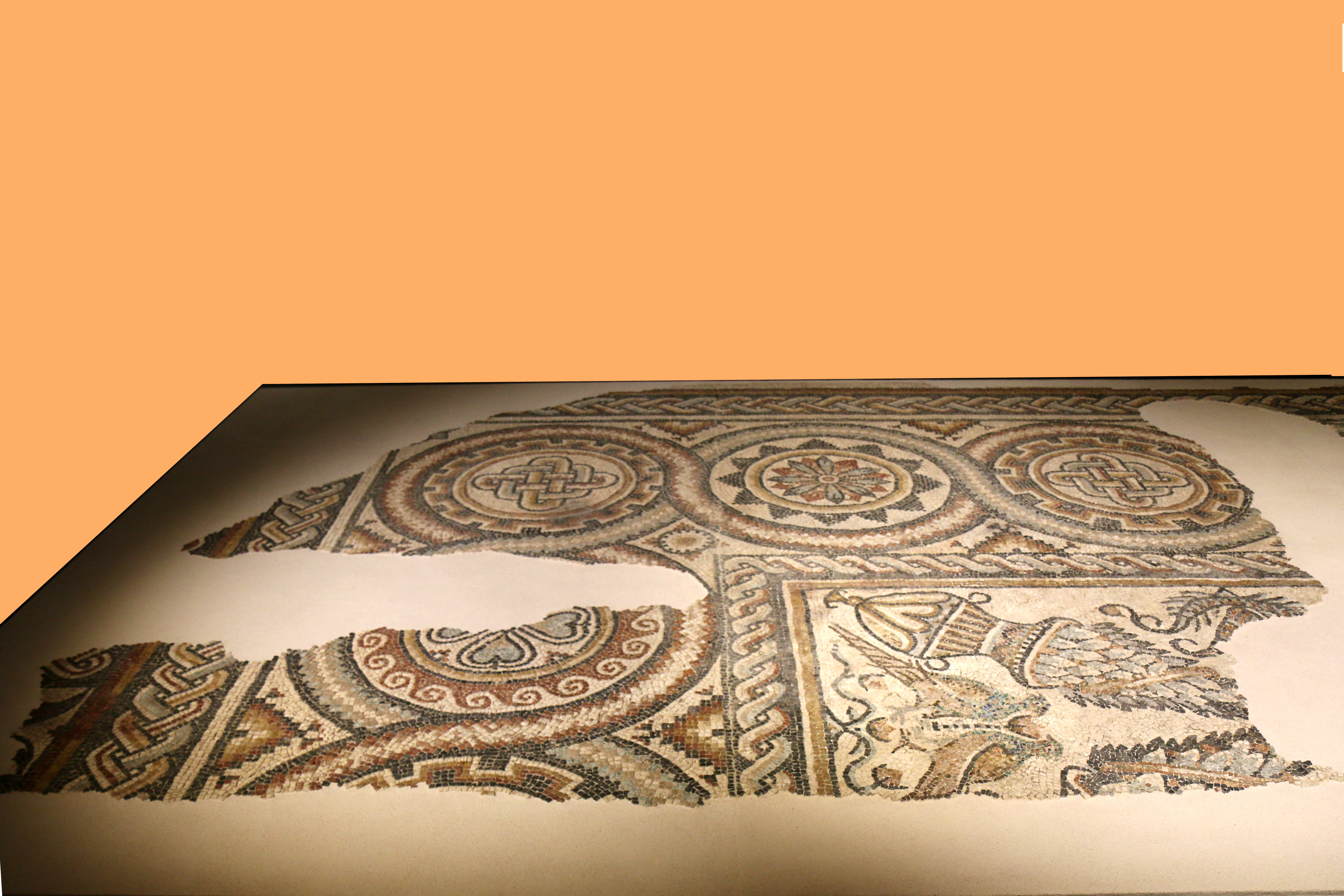
Mosaïque polychrome début du Ve siècle Fouilles de la Major, 2008.

#### L'église de la rue Malaval
En 2004 les vestiges d'une importante église du Ve siècle sont découverts rue Malaval. Cette église funéraire située à l'époque en dehors des remparts au nord de la cité est orientée à l'est et mesurait 35 m de long et 16,5 m de large. Elle se caractérise par une memoria exceptionnelle (tombe privilégiée) composée de deux sarcophages en calcaire rose dans lesquels était déposé un cercueil de plomb à couvercle emboîté renfermant chacun la dépouille d'un homme adulte vénéré. Cette tombe, destinée à être vue des fidèles, était placée dans un endroit remarquable de l'église à savoir dans le chœur à droite de l'autel. Elle est ornée de marbre polychrome dont deux chancels à motif d'écaille. Autour de cette tombe se trouvait une tumulation ad sanctos soit un grand nombre de sépultures, témoignage d'une ferveur intense à l'égard de deux personnages. Les fouilles ont livré 228 sépultures d'hommes, de femmes et d'enfants datées du Ve et VIe siècles. Ces tombes en pleine terre sous tuiles, en sarcophages et en amphores sont installées à l'intérieur et autour de l'église. Une restitution à l'identique des vestiges du chœur de l'église est présentée dans le musée ; elle correspond à la dernière phase d'utilisation de l'édifice. Les murs et la base de l'autel sont des moulages. Les pièces originales sont les chancels en marbre de la tombe privilégiée, les 39 cuves et leur couvercle en calcaire de la Couronne, et les tombes pour enfants (sept bâtières de tuiles et une amphore funéraire). Cette restitution est unique et exceptionnelle

#### Un port et une ville dynamique
Comme toujours les amphores mais aussi les céramiques d'importation illustrent les échanges trans-méditerranéens allant de la péninsule Ibérique jusqu'au Proche-Orient. Le musée présente de la vaisselle de table et de cuisine, des lampes huile provenant d'Afrique du nord et de Méditerranée orientale. Les productions régionales de vaisselle de table ou de cuisine en céramique grise ou en céramiques dérivées des sigillées paléochrétiennes sont également présentées.
Les amphores une fois utilisées et vidées de leur contenu sont très souvent utilisées comme cercueil pour de jeunes enfants. Plusieurs amphores originaires d'Espagne, de Gaza ou de Tunisie ont ainsi servi de sépulture pour enfant dans l'église funéraire de l'église de la rue Malaval et sont exposées.

#### À l'aube du Moyen Âge: duVIIeauIXesiècle

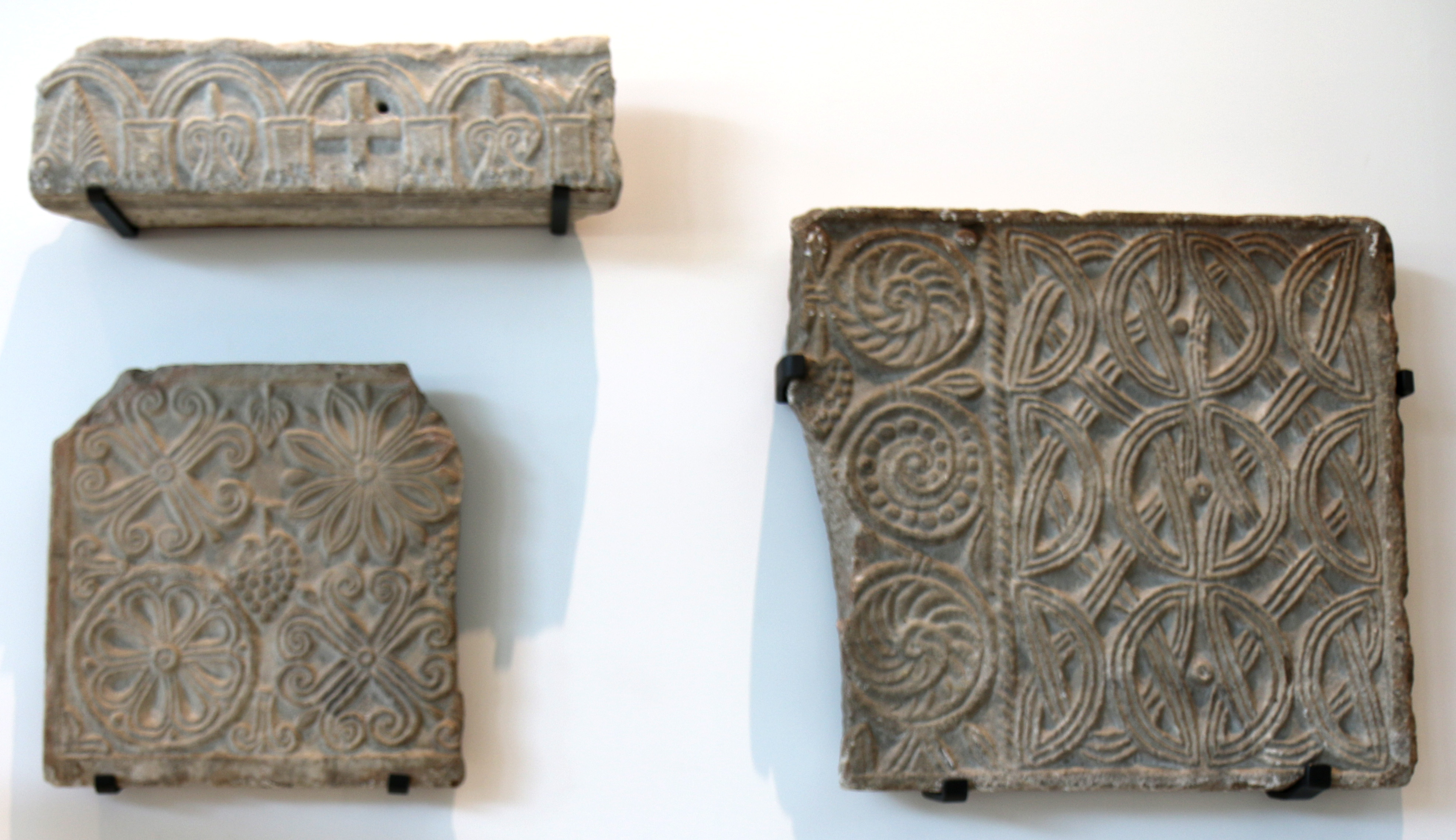
Un linteau et deux plaques de chancelles du.

Le haut Moyen Âge est peu documenté par l'archéologie. Au cours du VIIe siècle la ville de Marseille subit plusieurs crises sanitaires : peste de 643 et 689. Les indices de construction sont bien minces à l'exception d'une réparation d'enceintes dans le secteur de la Bourse et sur les hauteurs des Carmes.
Pour illustrer cette période, seules peuvent être montrées quelques belles pièces lapidaires décorées telles les plaques de chancels du VIIIe ou IXe siècle qui attestent des transformations dans l'édifice primitif de l'Abbaye Saint-Victor de Marseille aux temps carolingiens.

### Le Moyen Âge marseillais (de 948 à 1481)
Cette période s'ouvre avec l'installation du vicomtat à Marseille et se termine par le rattachement de la Provence à la France. Elle est marquée par l’événement dramatique du sac de Marseille en 1423.

#### Les ports
La politique expansionniste des Angevins stimule les activités économiques des ports qui après le sac de Marseille, seront relancées en 1446 par l'installation de Jacques Cœur à Marseille. Ces échanges commerciaux sont matérialisés par les objets exposés :
- Maquette au 1/40e de la Montjoie nef de Saint-louis, mesurant 110 cm de longueur et 40 cm de largeur. Il s'agit d'un navire huissier conçu pour le transport des chevaux et disposant à cette fin d'une porte ou huis sur son flanc pour les embarquer. La construction d'un tel navire propulsé uniquement à la voile constituait une audace inouïe car l'ouverture latérale affaiblissait la structure et constituait donc un danger. Le gréement est composé de voiles triangulaires ; le navire est dirigé à l'aide d'un timon latin c'est-à-dire de deux pièces de bois placées à la poupe du bâtiment, l'une à bâbord l'autre à tribord[35].
- Stèle funéraire en marbre gravée avec des caractères arabes et trouvée à l'ancienne Major.

Les échanges sont attestés par le matériel trouvé dans différentes épaves et par les diverses céramiques trouvées au cours des fouilles :
- L'épave de Plane III dite Sarrasine du Xe siècle renfermait les objets suivants : jarres, amphores, jarre à bec trilobé, vase à filtre, filtre à sept trous, lampes à huile, meules, etc.
- L'épave de Carro 4 dite de La couronne du XIVe siècle contenait une centaine d'écuelles émaillées et ornées au bleu de cobalt de motifs floraux, épigraphiques ou zoomorphes.
- Les céramiques de l'Uzège du XIIIe et XIVe siècles recherchées pour leur grande résistance ont été trouvées rue des Pistoles, place Jules-Verne et place du Général-de-Gaulle. Ces poteries en pâte kaolinitique sont des marmites, jattes et pichets.
- Les céramiques importées d'Espagne trouvées rue de la cathédrale, place Jules-Verne et place du Général-de-Gaulle sont des assiettes à décor vert et brun (Catalogne), bol à lustre métallique de Valence, tian, pot à glaçure verte, grand plat.
- les céramiques importées du monde islamique : jarre glaçurée dite de l'Alhambra, coupe à décor bleu de cobalt et bleu de manganèse, coupe à décor de poisson.
- Les céramiques importées d'Italie : cruches pisanes à décor vert et brun, florentine à décor bleu de cobalt, du Latium avec un bec en entonnoir, coupes dont une à décor vert et brun d'oiseau tenant dans son bec un ver.

Activité du port
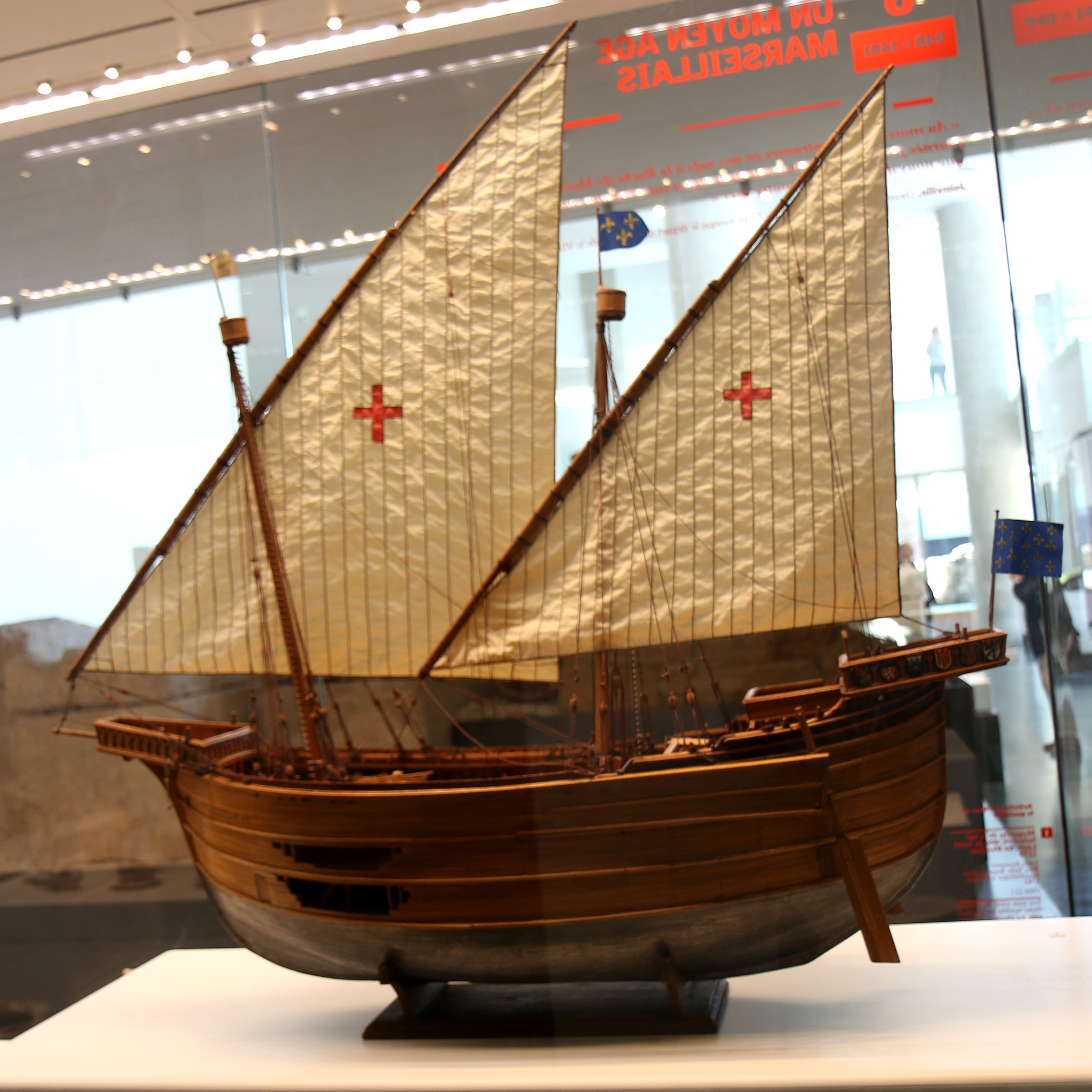
Nef de Saint-Louis.
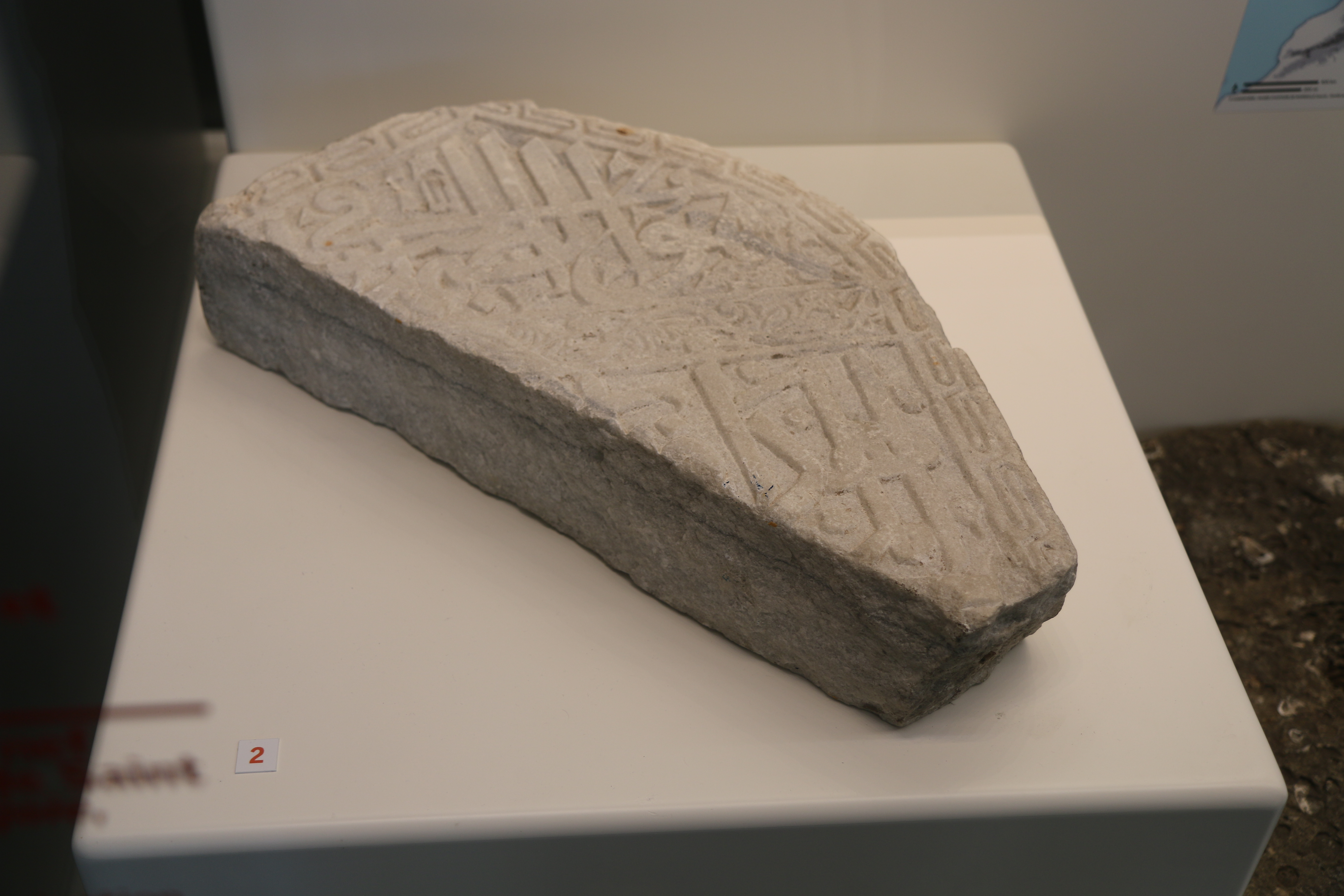
Stèle marbre. Caractères arabes.
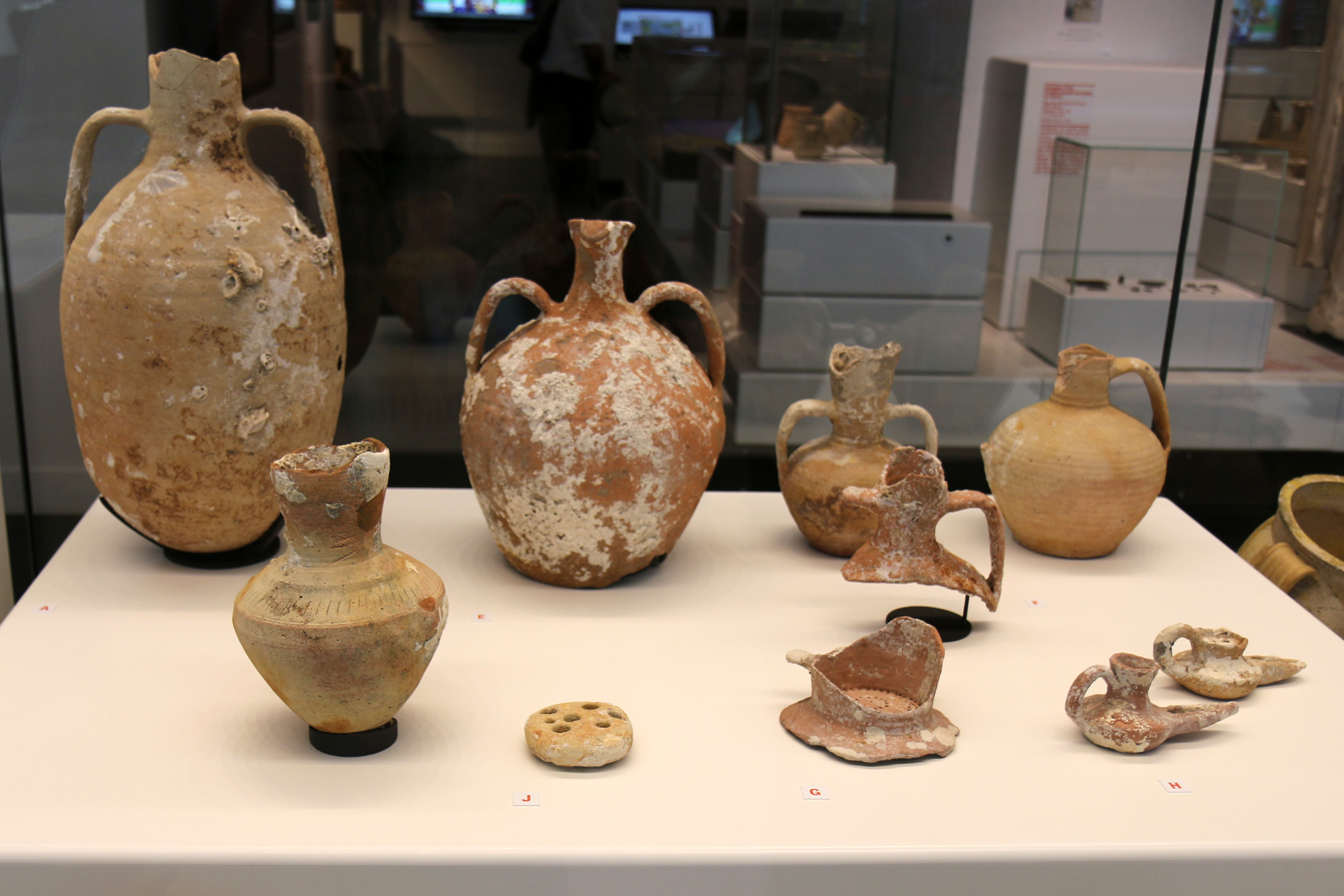
Épave de plane III.
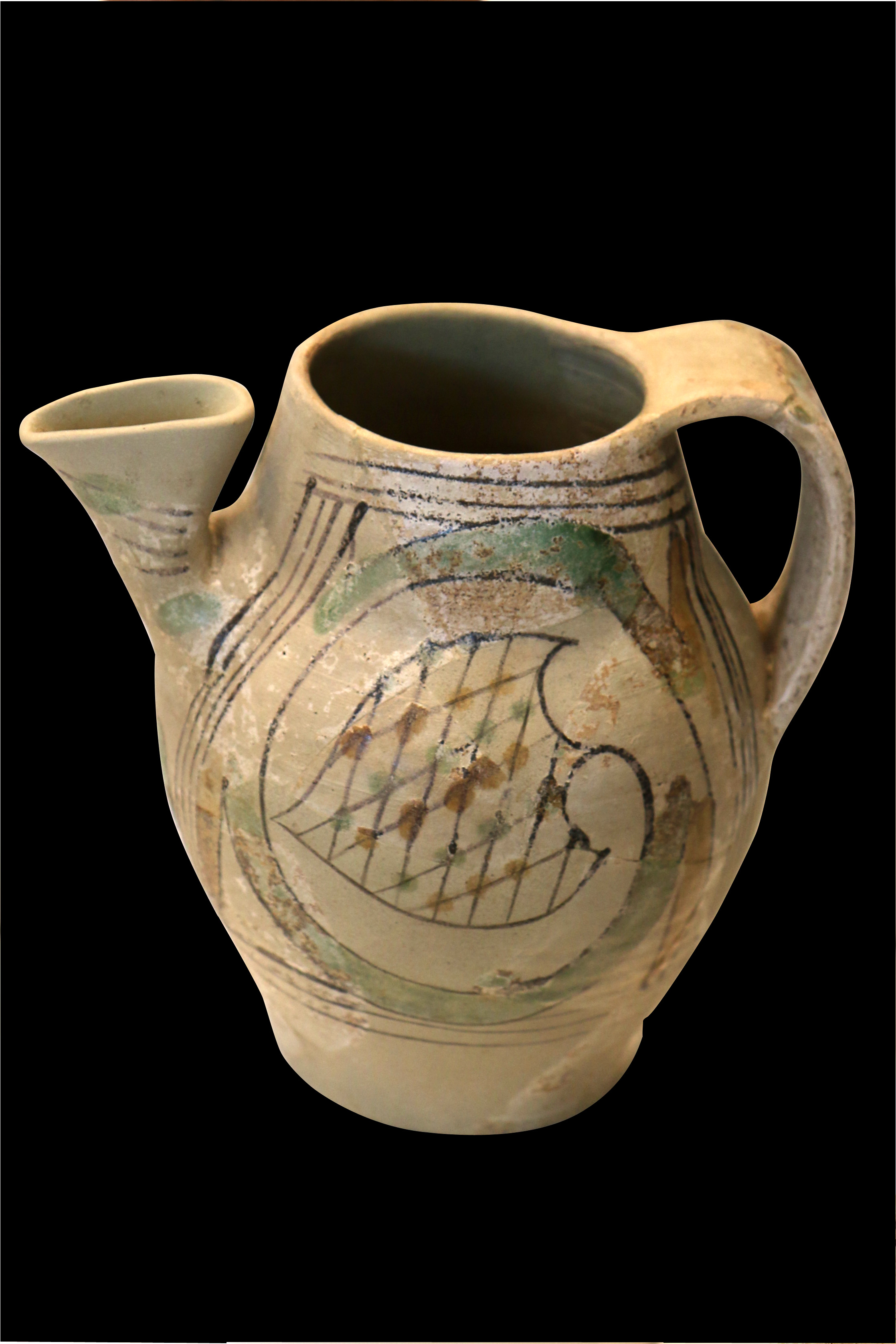
Cruche à entonnoir. Latium.

#### La ville et le pouvoir
Au milieu du Xe siècle la ville de Marseille est administrée par une famille de vicomtes. Au cours du XIIe siècle avec la volonté d'émancipation de la bourgeoisie marseillaise, on se trouve en présence d'une situation particulière avec une cité éclatée en trois zones : la Ville-Haute dont le seigneur est l'évêque, la Ville-Basse administrée par la bourgeoisie et une Ville prévôtale sous le contrôle des chanoines du Chapitre de la cathédrale. Après la mort de Raimond-Bérenger V, comte de Provence, sa fille cadette Béatrice de Provence épouse en 1246 Charles Ier d'Anjou frère de Saint Louis. La Provence passe sous la domination angevine. Charles d'Anjou réunifiera l'administration de la ville sous son autorité. Des objets précieux aussi bien que de la vie quotidienne permettent d'illustrer cette période :
- Trois chopes-mesures avec une crosse gravée sur leur paroi indiquent le contrôle de l'évêque sur la Ville-Haute.
- Une statue de princesse du XIIIe siècle : la princesse est debout, légèrement déhanchée, vêtue d'un large et long surcot serré à la taille. Sa chevelure séparée en deux est surmonté d'une couronne. Le visage présente une grande ressemblance avec Béatrice de Provence.
- Une maquette au 1/1 000 de la ville de Marseille au XIVe siècle.
- Le portrait par un peintre anonyme du Roi René ; le comte de Provence porte les mêmes vêtements que dans le retable du Buisson ardent d'Aix-en-Provence[36].

ville et pouvoir
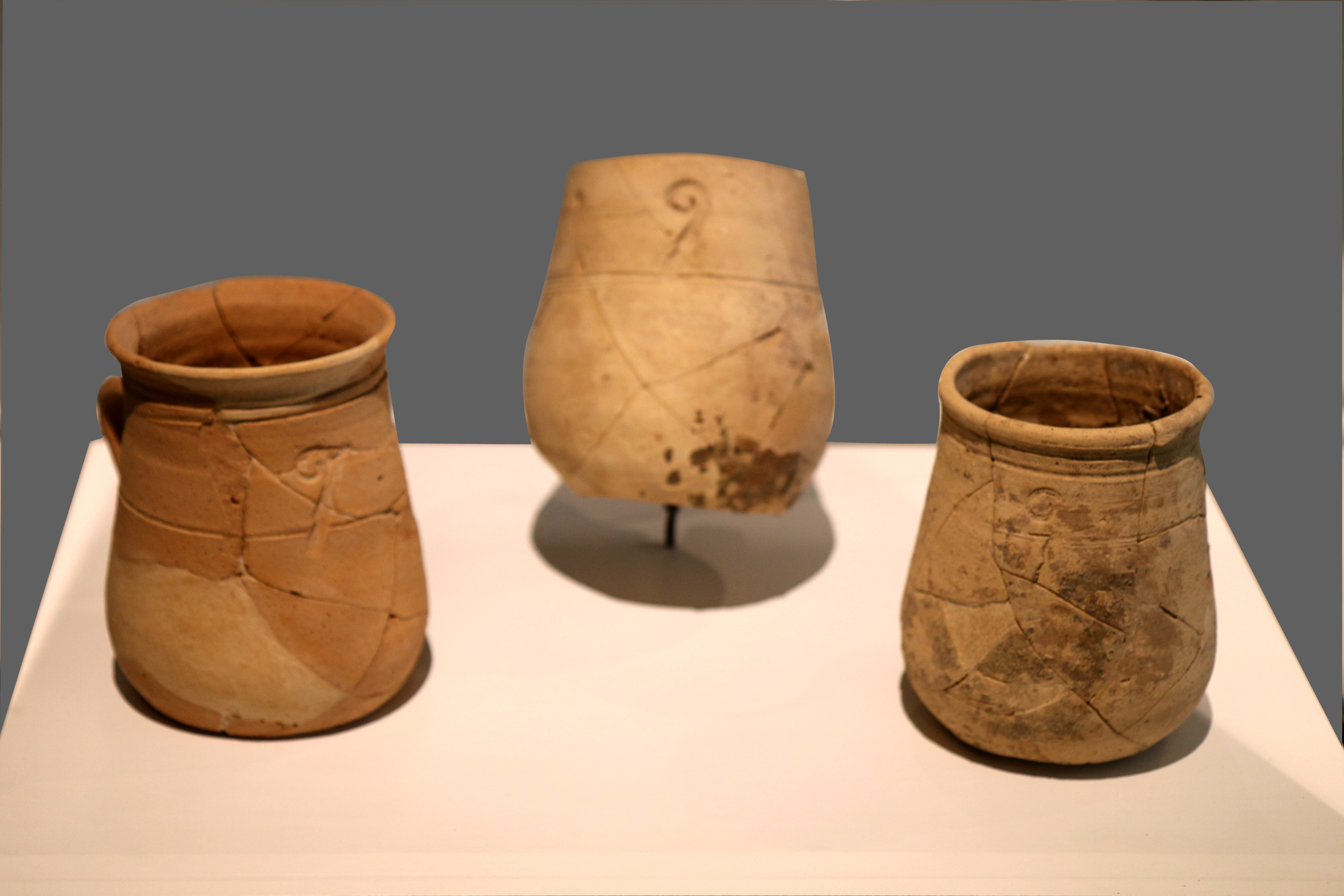
Trois chopes-mesures avec crosse d'évêque.
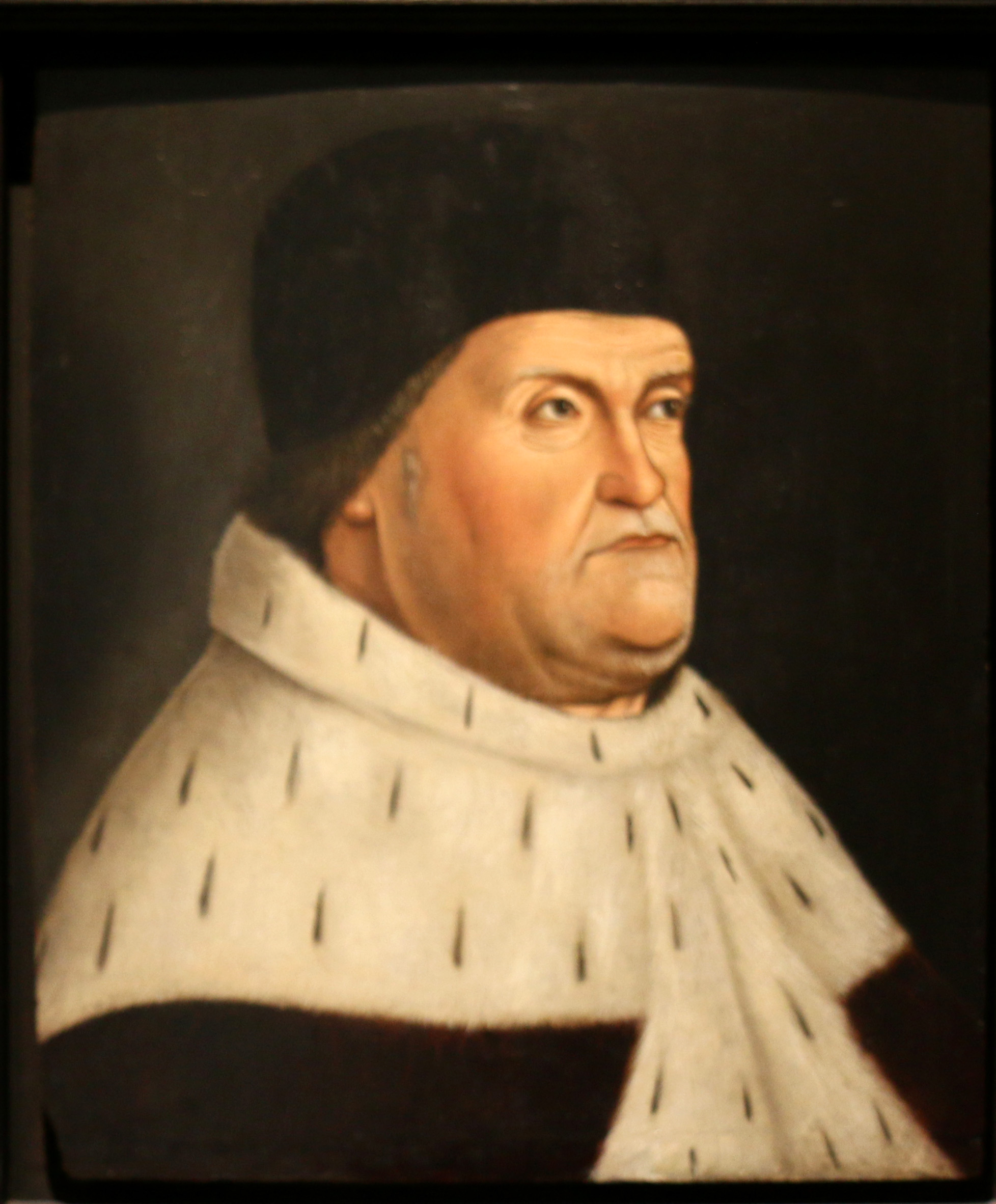
Portrait du roi René.
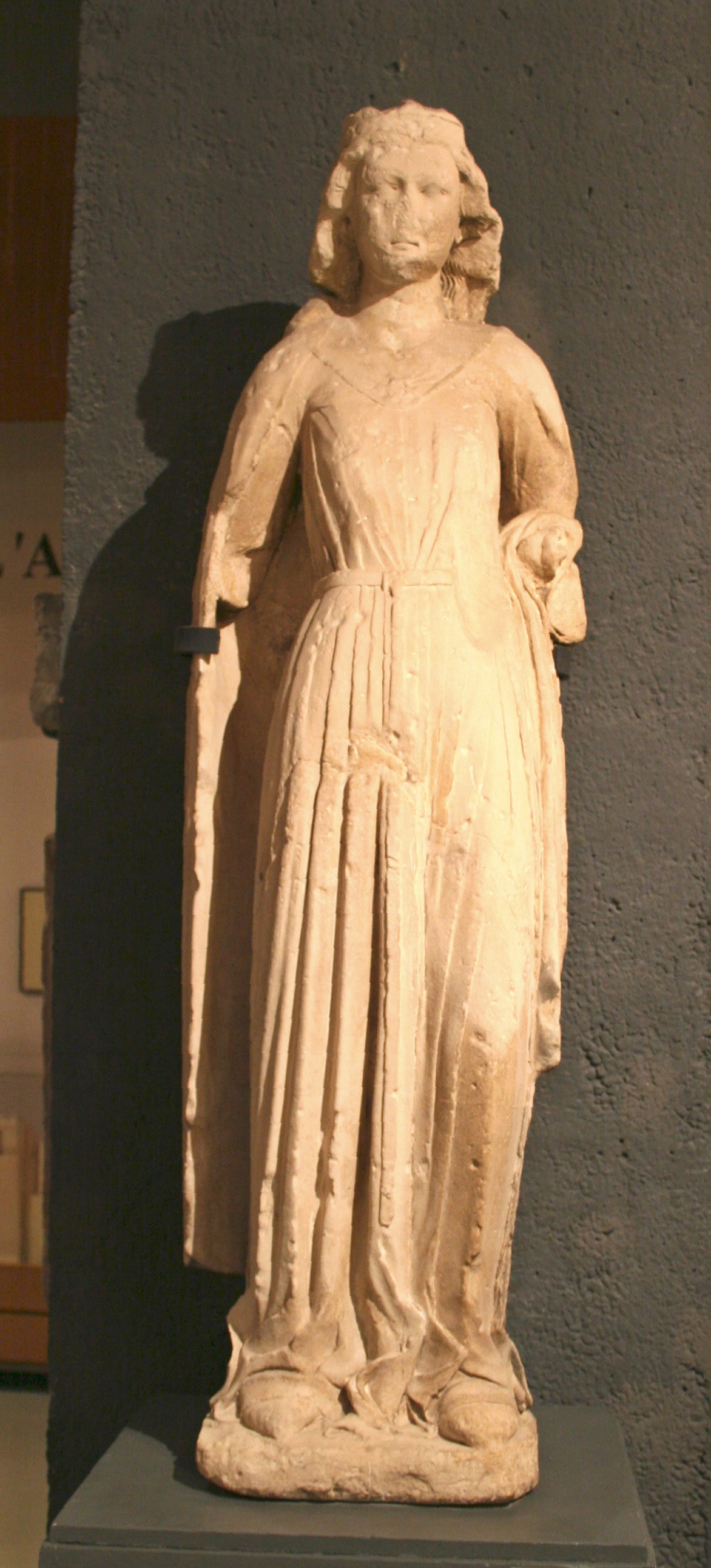
Statue de princesse.

#### Activité économique
Si les vestiges matériels de l'activité économique manquent intra-muros, ils sont en revanche nombreux pour la partie extra-muros. En effet des fouilles entreprises en 1991 ont mis au jour au niveau de la rue Sainte-Barbe, un exceptionnel quartier de potiers appelé bourg des Olliers. Cette zone, située entre la butte des Carmes et la colline Saint-Charles, avait servi de nécropole depuis la fin du Ve siècle av. J.-C. et jusqu’au IIIe siècle. Cet espace reste ensuite inoccupé pendant plusieurs siècles, puis à la fin du XIIe siècle et surtout au début du XIIIe siècle, un faubourg se développe avec implantation d’ateliers de potiers. Deux phases ont été distinguées dans la création et le développement de cette zone appelée faubourg des Olliers : Une phase 1 correspondant aux premières constructions au Sud-Ouest et à l’activité des premiers artisans à partir de la fin du XIIe siècle jusque vers l’an 1240, une phase 2 avec une restructuration à l’intérieur des maisons existantes et une extension vers le Nord-Est. La durée de cette seconde phase couvre la deuxième moitié du XIIIe siècle et même les deux premières décennies du XIVe siècle. Mais peu de temps après les ateliers sont rasés et le quartier est réoccupé pour peu de temps par des artisans travaillant le métal et le corail. Puis ce faubourg est rapidement détruit. La création en 1710 de l’Hospice des Incurables avec son jardin préservera une grande partie des vestiges découverts lors des fouilles préventives effectuées en 1991 avant la rénovation de ce quartier. Une maquette reconstitue ce bourg des potiers et montre les bâtiments abritant les ateliers avec d'une part des espaces couverts pour le façonnage et la cuisson avec onze fours dont trois à oxydes et d'autre part des espaces ouverts pour le séchage et le stockage des céramiques. Cet ensemble est le plus ancien atelier de fabrication de faïence connu en France.
Plusieurs fours font l'objet d'une maquette de reconstitution dont :

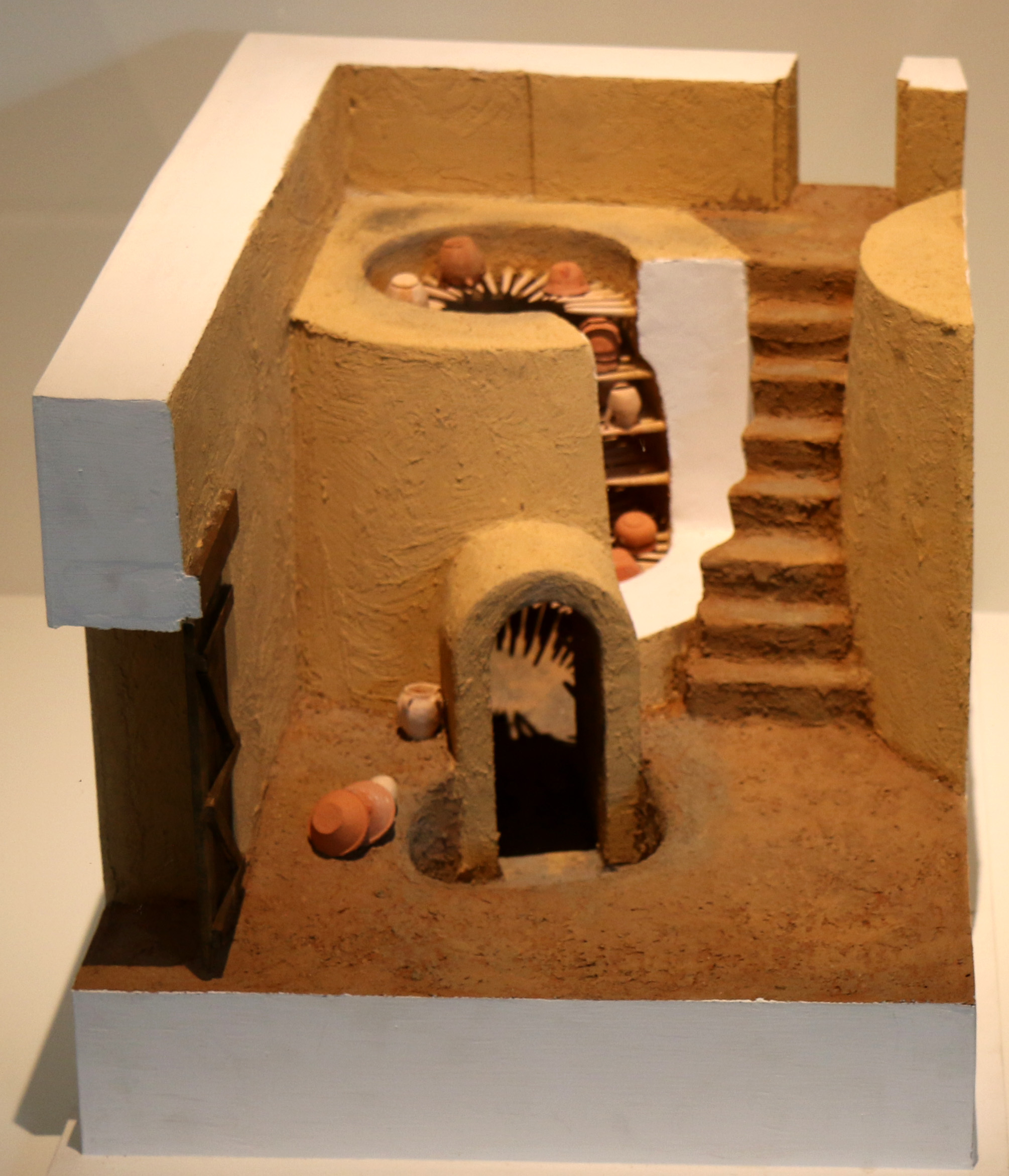
Maquette en résine au 1/10 du four à barres.

- Le four à barres : ce four, le seul de ce type découvert dans cette zone, fait exception car les seuls connus en Occident jusqu'alors l'étaient en Espagne (Andalousie)[37]. D'un diamètre intérieur de deux mètres environ, sa paroi présente des rangées de trous régulièrement répartis destinés à recevoir des barres de terre cuite de 45 cm de long avec un diamètre de six à sept centimètres maximum. Ces barres forment ainsi des étagères destinées à supporter les poteries pendant la cuisson. Ce four a été utilisé dès la création de l’atelier ; il est de type islamique et a été rapidement transformé en four à arceaux en réemployant les barres primitives comme matériaux de construction. Des fours à barres existent actuellement en Iran et dans la région de Samarcande[38].
- Le four 107 qui était exceptionnellement bien conservé jusqu'à une hauteur de 20 cm au-dessus des témoins de la sole. C'est un four cylindrique à tirage vertical avec une sole reposant sur un pilier central et des arcs rayonnants. Lors de la dernière réfection, la paroi de la chambre de cuisson a reçu une épaisse couche d'argile, creusée de cannelures régulières et lissées au pouce ; on en ignore l'utilité[39].
- Le four 93, un des derniers fours implantés dans l'atelier. Il est cylindrique, à tirage vertical et à demi enterré. Il est réalisé en briques crues, englobées dans une construction en pierre. La sole repose sur un plier central servant d'appui à des arcs rayonnants. Il a produit des carreaux de pavement[40].

Des objets de travail du potier sont exposés tels que des creusets pour la fabrication d'oxydes et des moules ainsi que les barres d'enfournement du four à barres ou des pernettes, sorte de trépied en pâte calcaire cuite pour supporter les céramiques dans le four. Les productions locales exposées proviennent de fouilles réalisées autant au quartier de Sainte-Barbe où se trouvaient les fours que dans divers quartiers : Saint-Marcel, place Jules-Verne, place du Général-de-Gaulle. Elles sont variées, à savoir :
- Vases à corps globulaire et large ouverture. Les plus récents sont ornés de tétons ou de motifs géométriques.
- Vases à deux anses de petites dimensions.
- Pichets à panse globulaire ou piriforme surmontée d'un étroit goulot plus ou moins haut dont l'ouverture peut être pincée. Ils sont dotés d'une anse.
- Aiguières à panse globulaire surmontée d'un long col sans bec s'ouvrant sur une petite collerette fermée par un couvercle.
- Aquamaniles à panse globulaire pourvue d'un bec verseur zoomorphe et surmontée d'un haut col cylindrique fermé par un couvercle.
- Céramiques de table (coupes, coupelles, bols) ou de stockage et transport de liquide : bouteille bonbonne, jarre à goulot avec deux anses, jarres à ailerons.
- Un bassin à deux anses très remarquable : de forme tronconique largement ouvert, muni de deux anses, il se caractérise par un décor exceptionnel avec sur le pourtour douze médaillons à visage humain. Ce décor anthropomorphe est rare en Provence[41].
- Tirelires, petits pots sphériques fermés et entrouverts par une fente sur le bouton sommital.
- Chopes-mesures, petits vases de différentes formes, de taille décroissante avec anse.
- Alambics : ce sont les plus anciens ustensiles de distillation connus et produits en France[42].
- Céramiques pour la construction : tuyaux de canalisation, carreaux de pavement à motif unique (12 cm de côté) ou historiés et plus grand (15 cm de côté), enfin des zelliges, carreaux à pâte claire découpés en forme d'étoile à huit branches pour la décoration des murs et des sols.

Production de l'atelier Sainte-Barbe
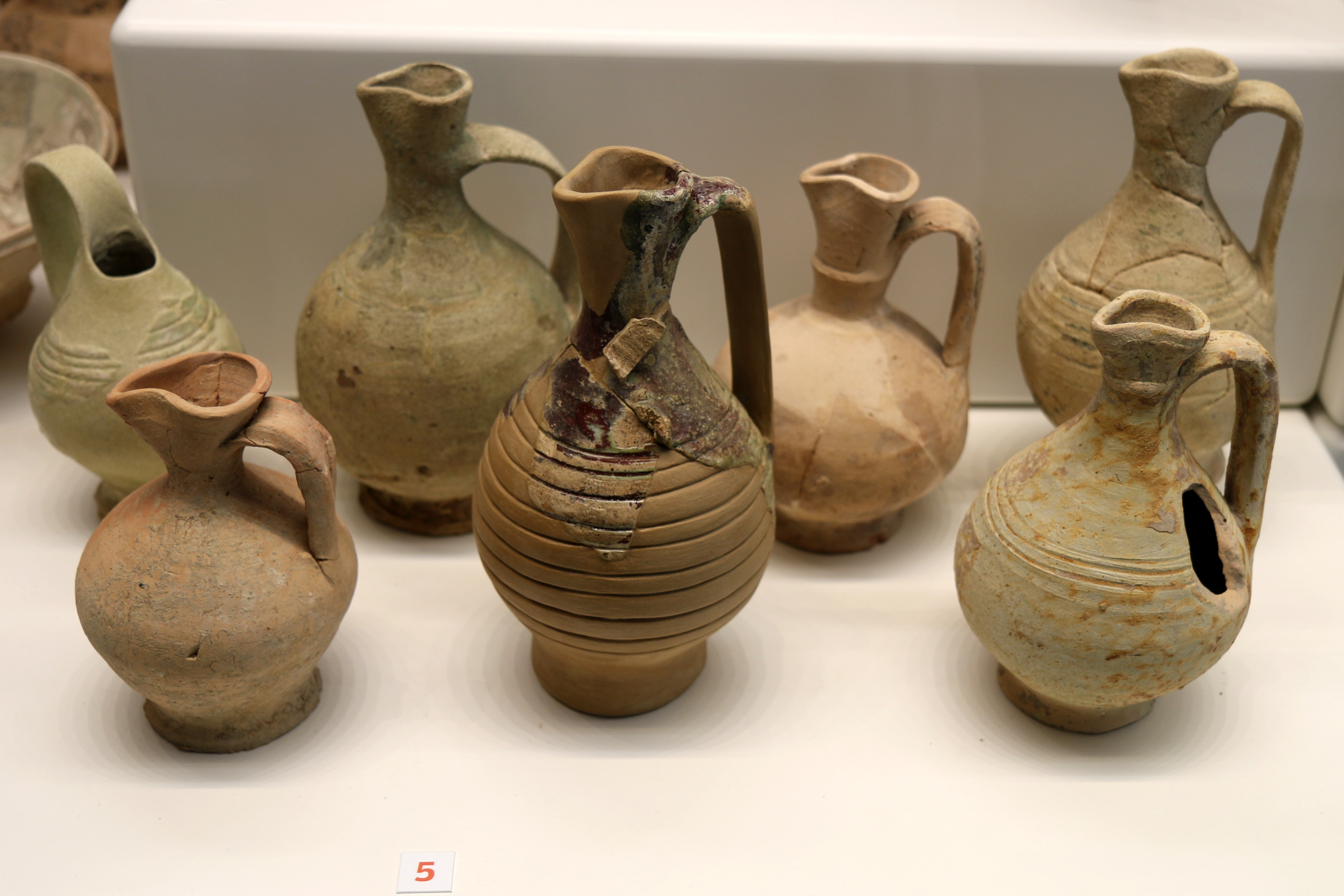
Lot de pichets.
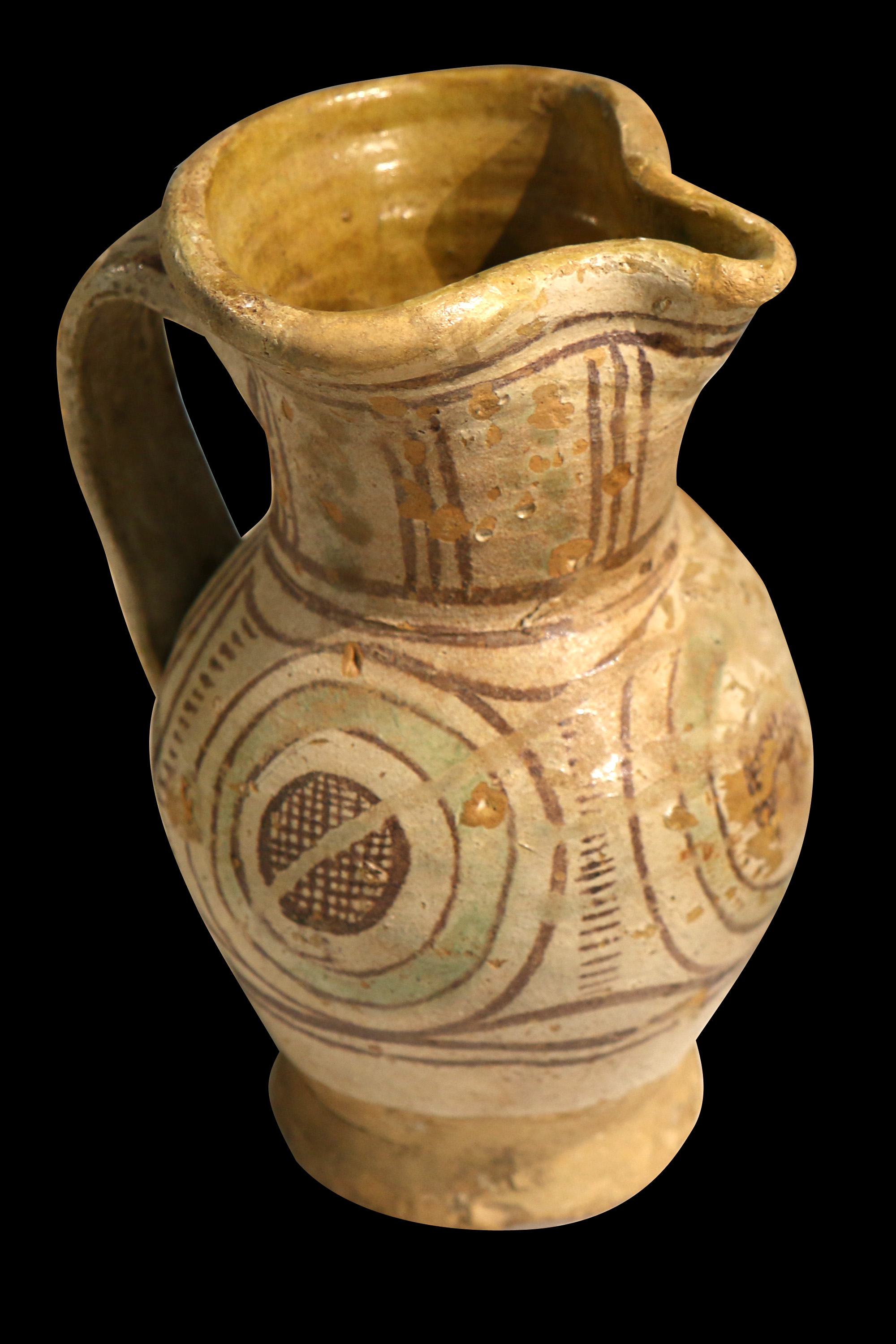
Cruche.
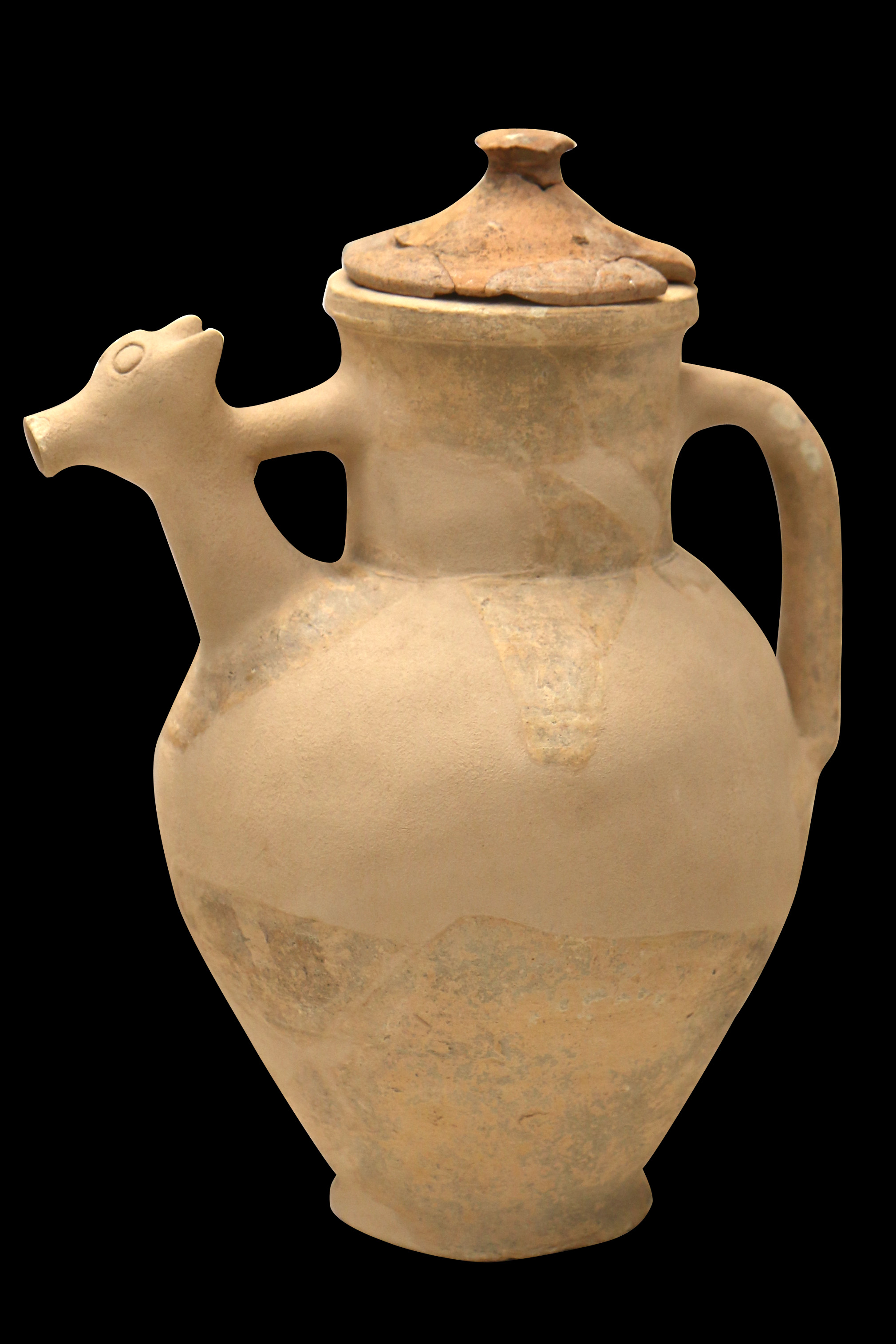
Aquamanile.
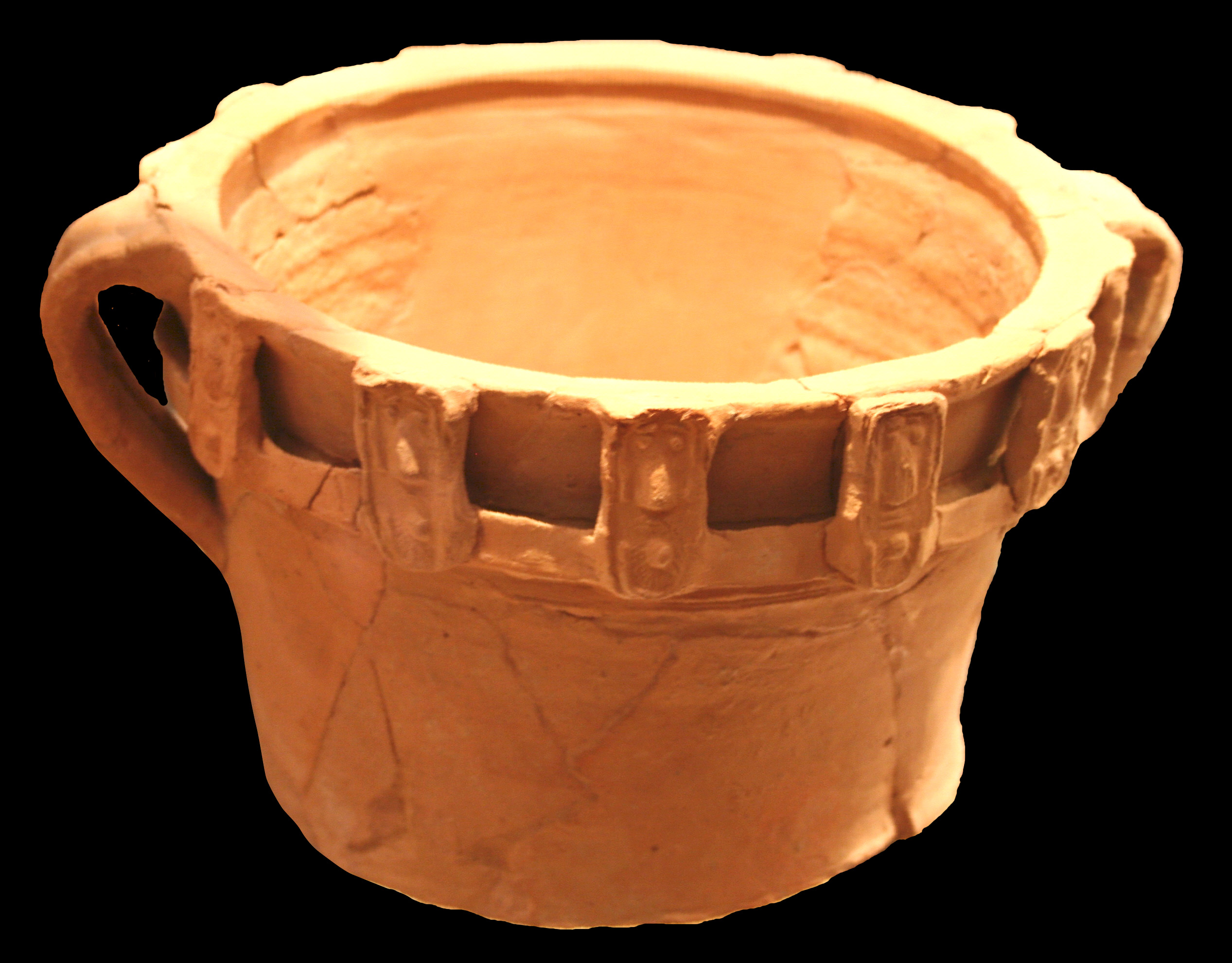
Bassin à deux anses et douze médaillons à tête humaine.
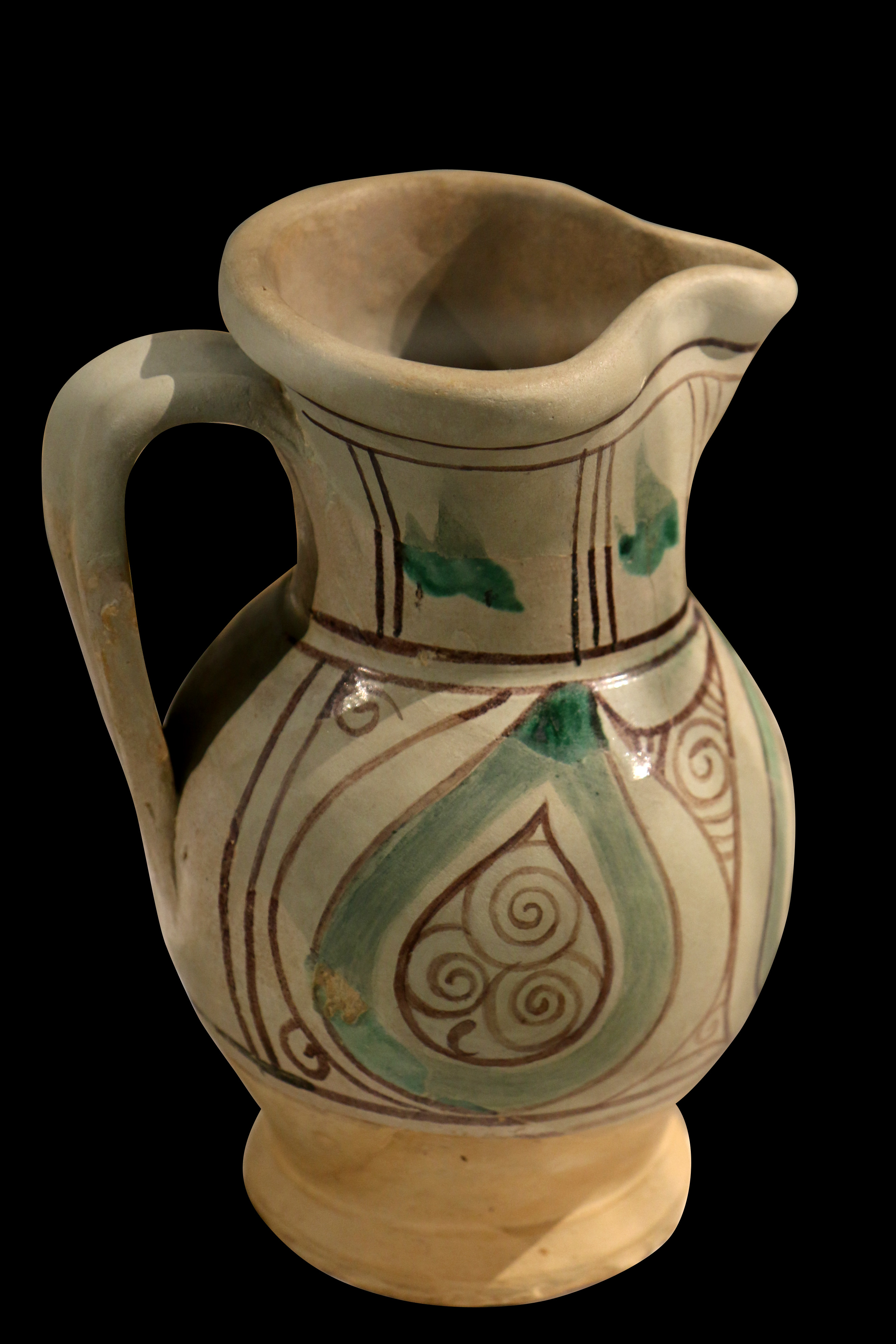
Cruche.
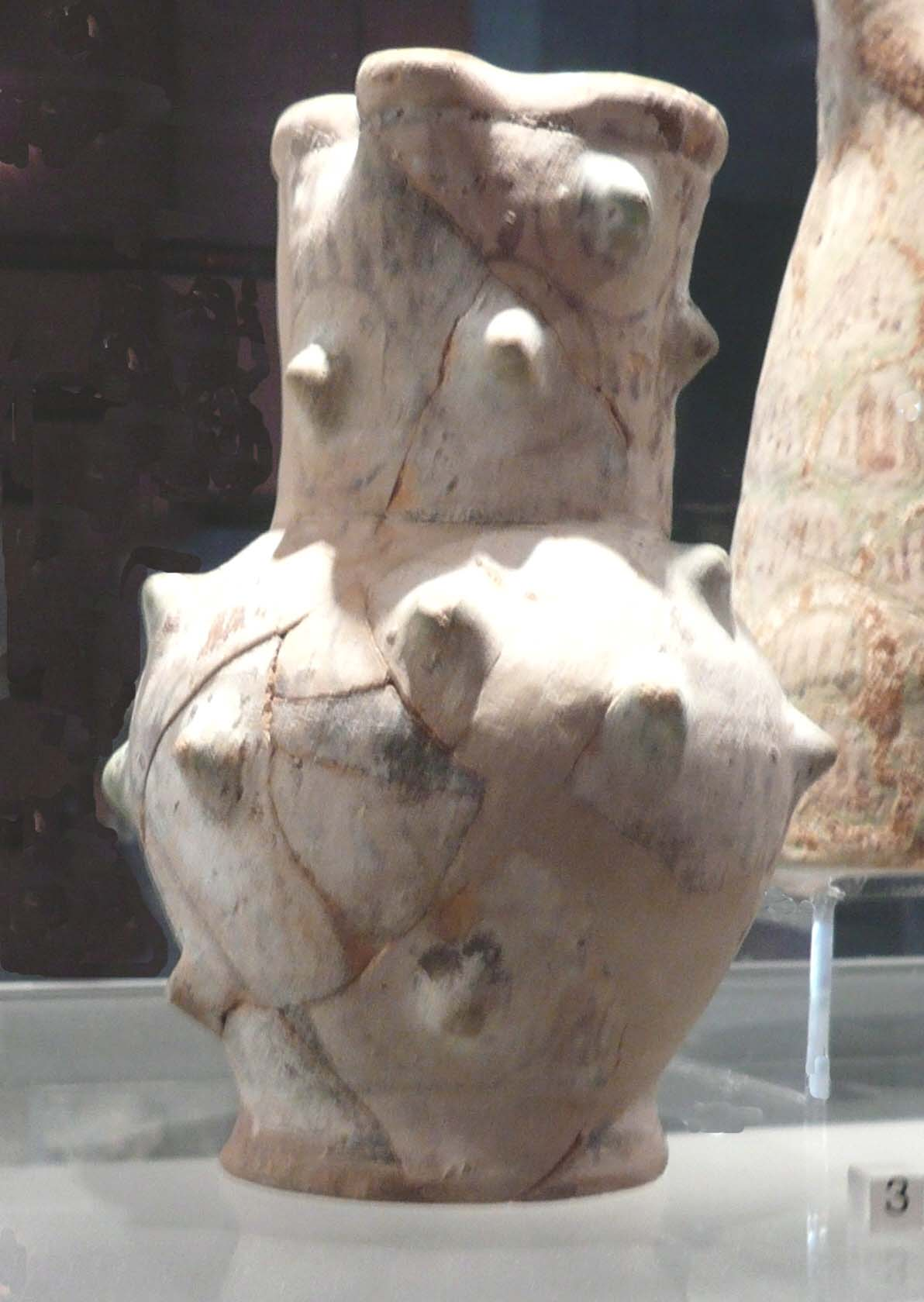
Cruche émaillée à décor vert et bleu, rehaussé de tétons.
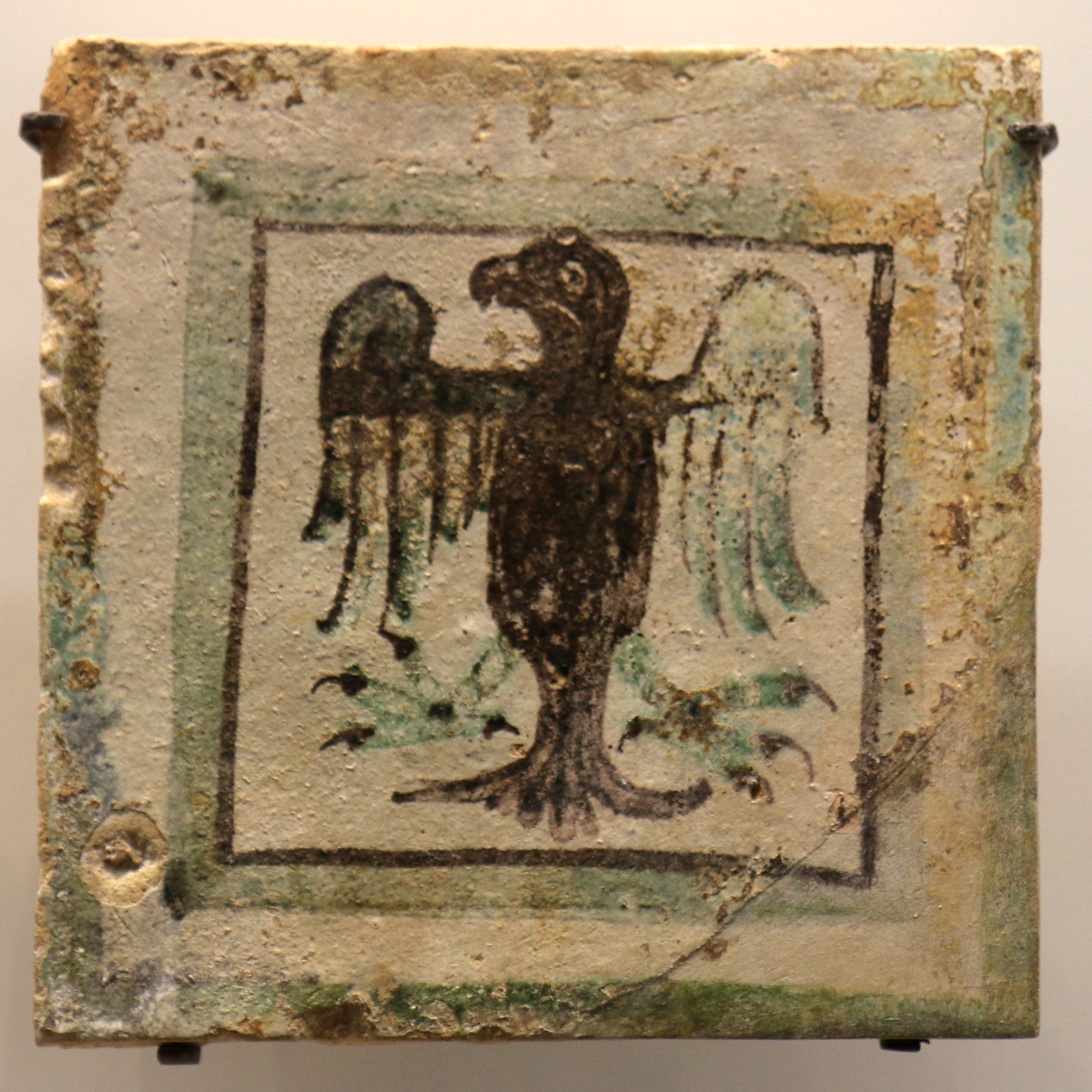
Carreau à l'aigle.

#### Marseille chrétienne
Les monuments médiévaux encore visibles à Marseille sont relativement rares : l'église Saint-Laurent, l'abbaye Saint-Victor, l'église de la vieille Major et le clocher des Accoules. Une maquette de l'église de la vieille Major datant de la seconde moitié du XIXe siècle est exposée pour représenter la cathédrale de l'époque dans son intégralité avant sa destruction partielle au milieu du XIXe siècle pour permettre la construction de la nouvelle cathédrale.
La collégiale Saint-Martin qui était construite à proximité de la halle Puget a été démolie en 1887 pour permettre le percement de la rue Colbert. Des vestiges de cette collégiale sont exposés : deux bénitiers, une mandorle sculptée par Antoine Duparc, vingt-quatre chapiteaux dont certains dans un état remarquable de conservation, des groupes d'anges en marbre en provenance des différents autels de l'église ainsi que des anges en bois qui étaient situés au-dessus de l'orgue.

Vestiges de l'église Saint-Martin
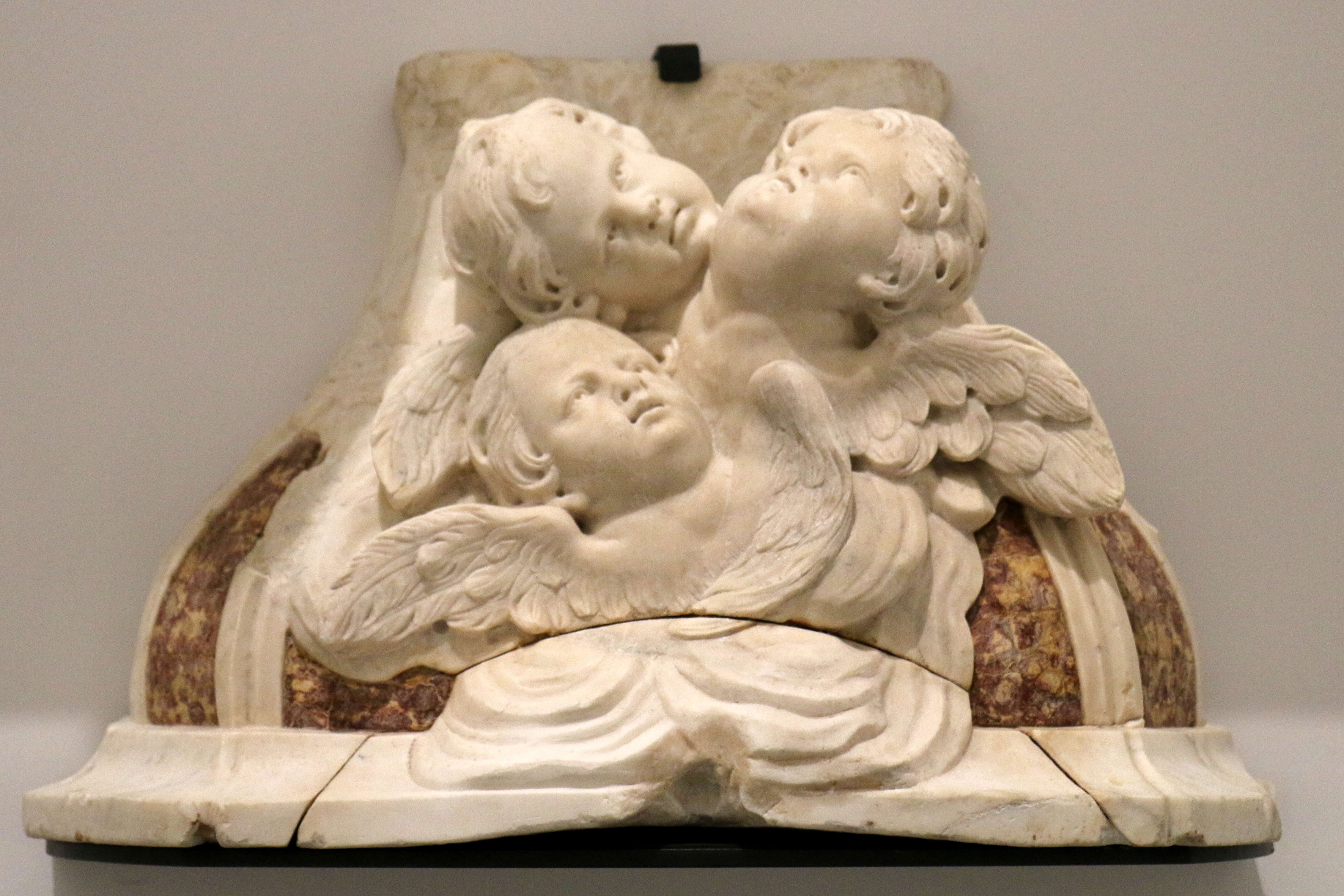
Chérubins en marbre.
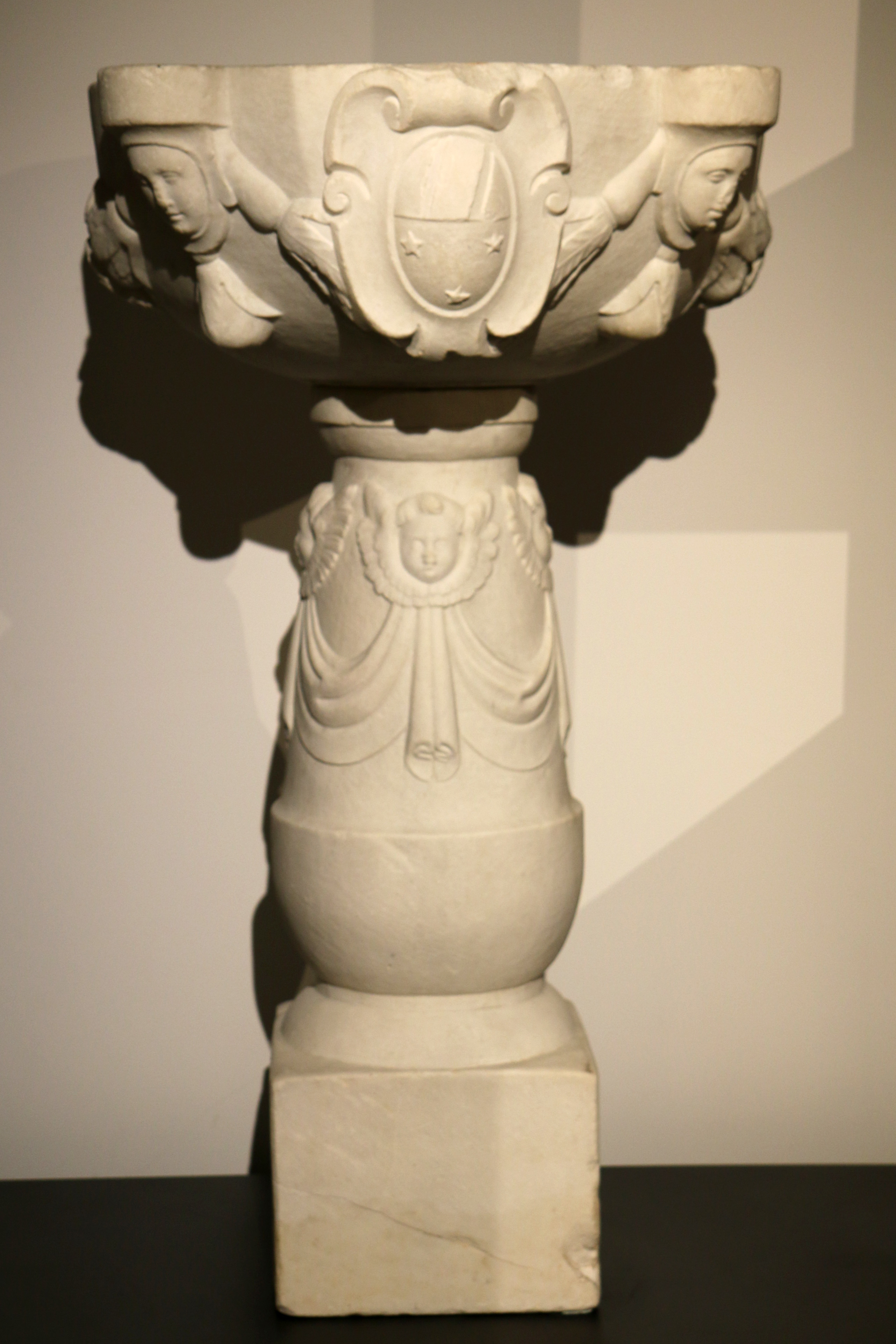
Bénitier.
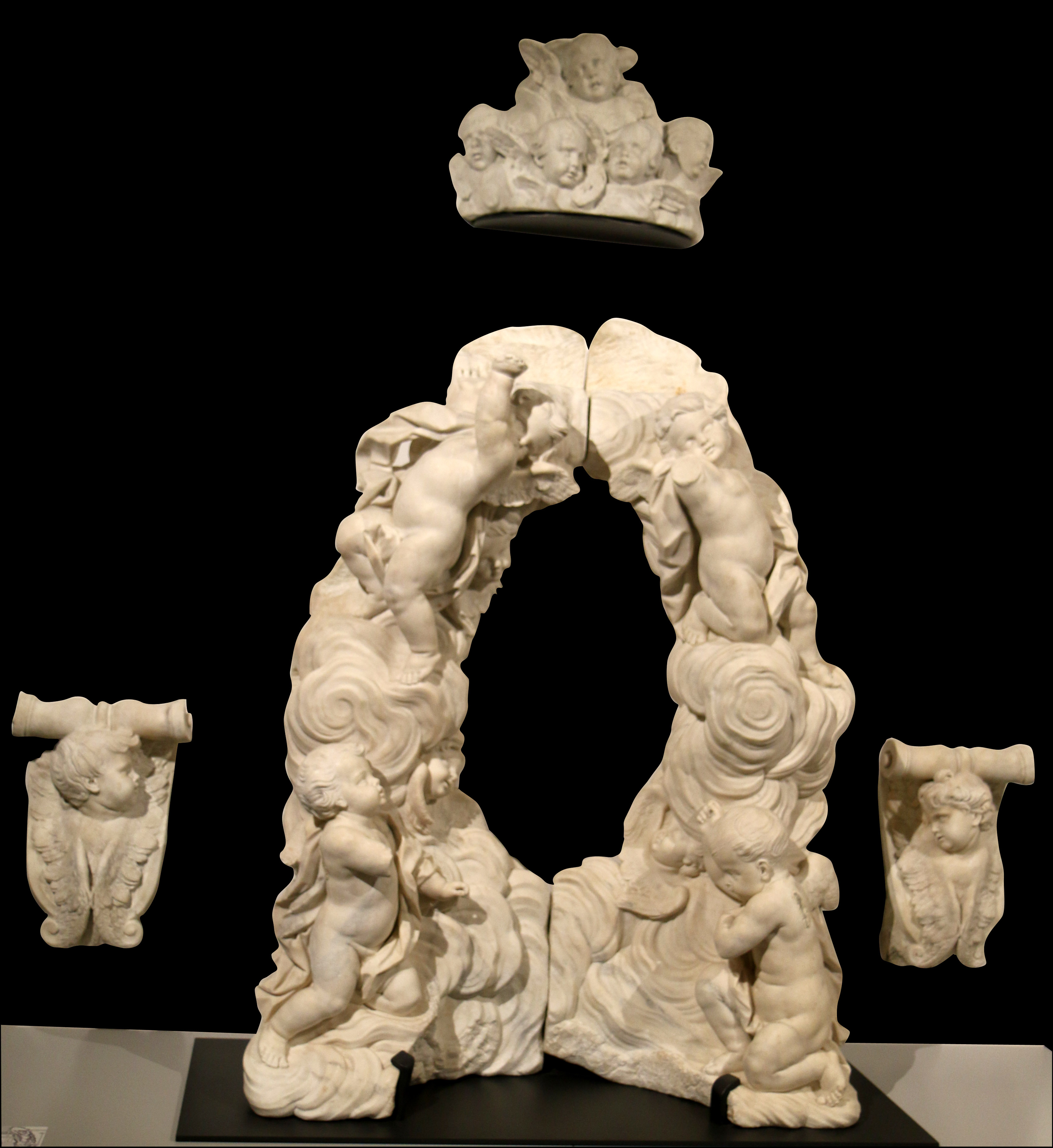
Mandorle sculptée par Antoine Duparc.
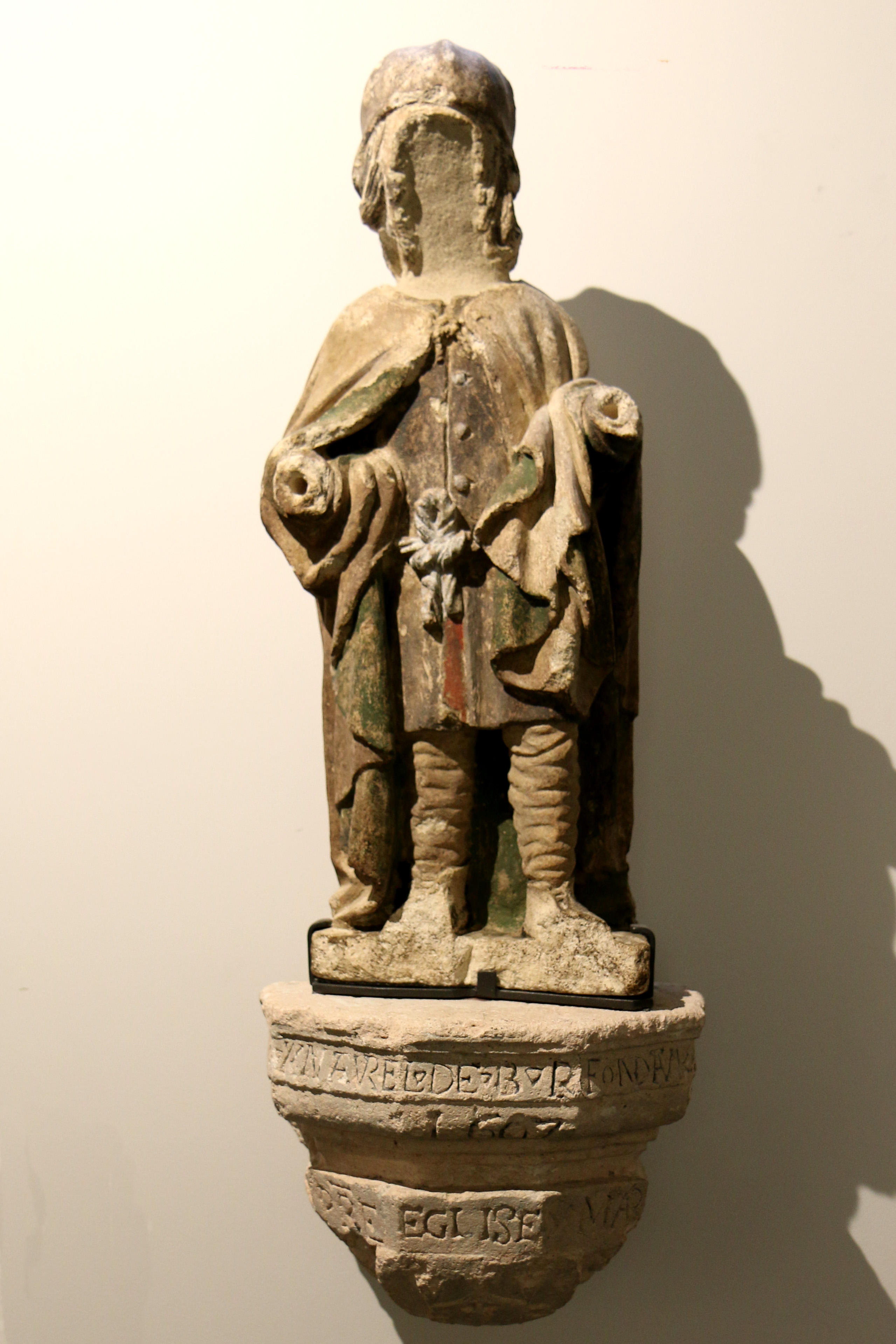
Statue polychrome représentant Barthélemy Reynaud.
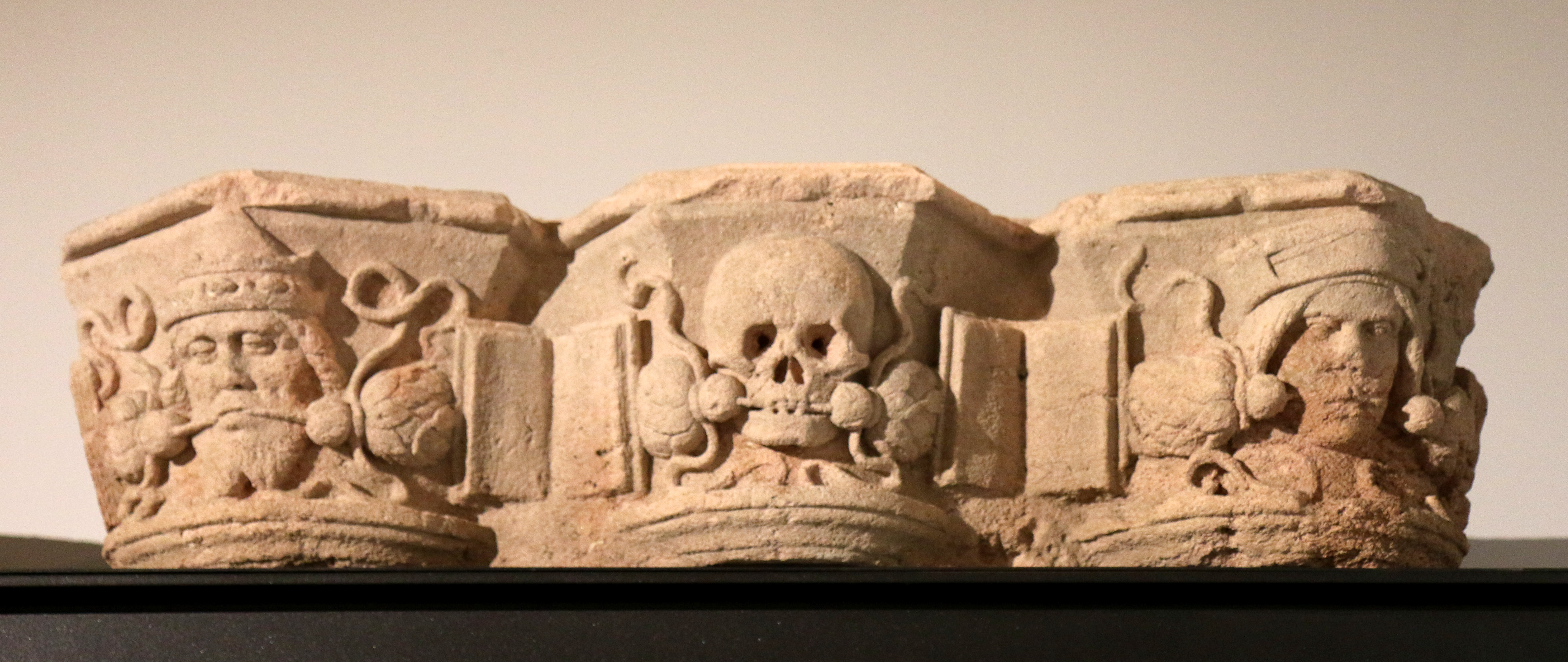
Chapiteau avec tête de mort.

Enfin deux tableaux illustrent cette période:
- une peinture sur bois représentant saint Louis d'Anjou réalisée par Vicente Carducci.
- une autre peinture sur bois représentant une pietà entre saint François et saint Jérôme par Étienne Peson datée de 1515. Ce panneau financé par un calfat était destiné au couvent des cordeliers de Saint-Jérôme. Au centre du tableau se trouvent le corps du Christ, la Vierge Marie vêtue d'une robe d'un rouge profond. Le corps du Christ est déposé dans un linceul tenu de part et d'autre par deux personnages assez richement vêtus. En arrière-plan se trouvent à droite saint Jérôme se frappant la poitrine avec des pierres et à gauche saint François.

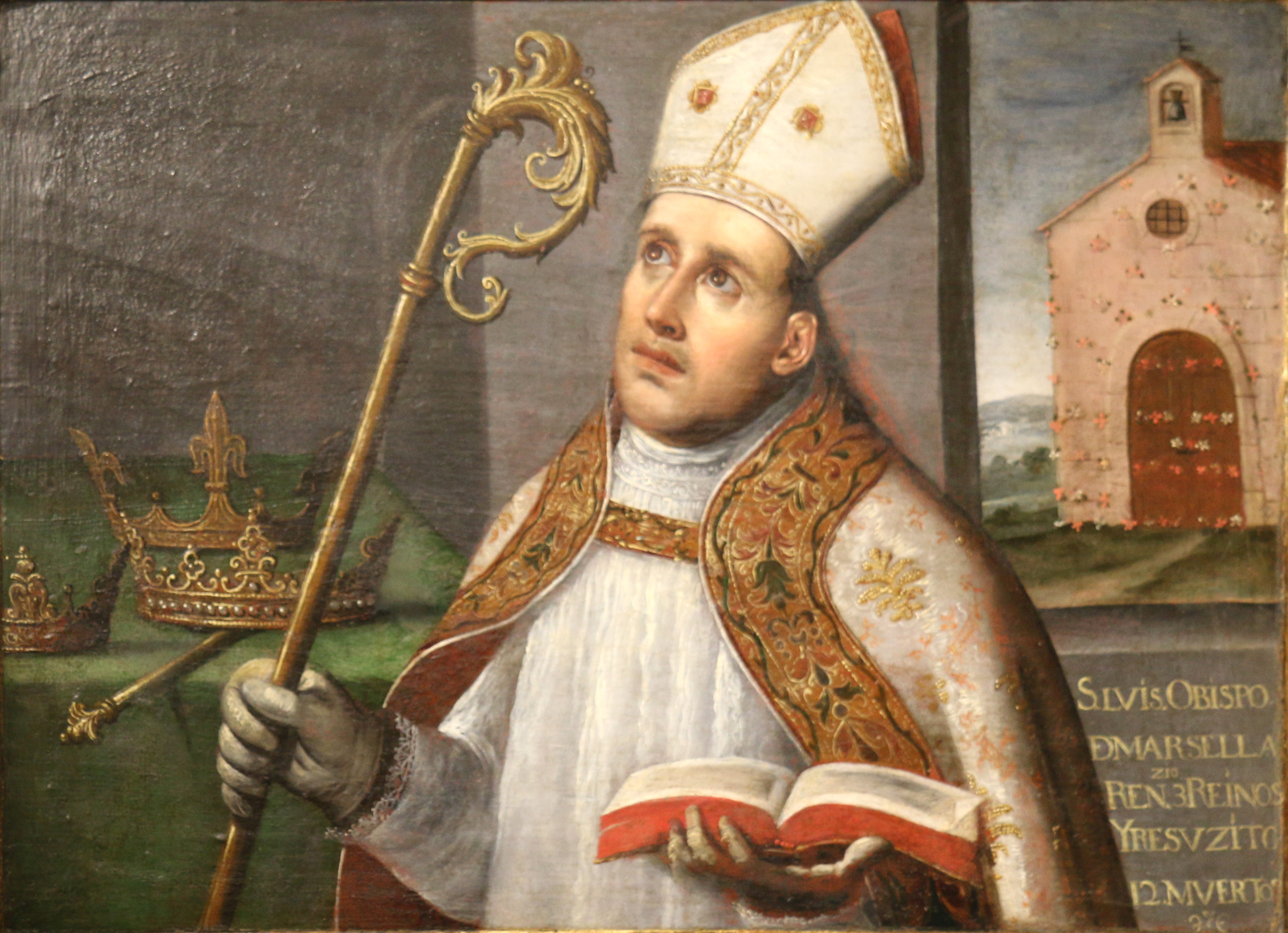
Saint Louis d'Anjou par Vicente Carducci.
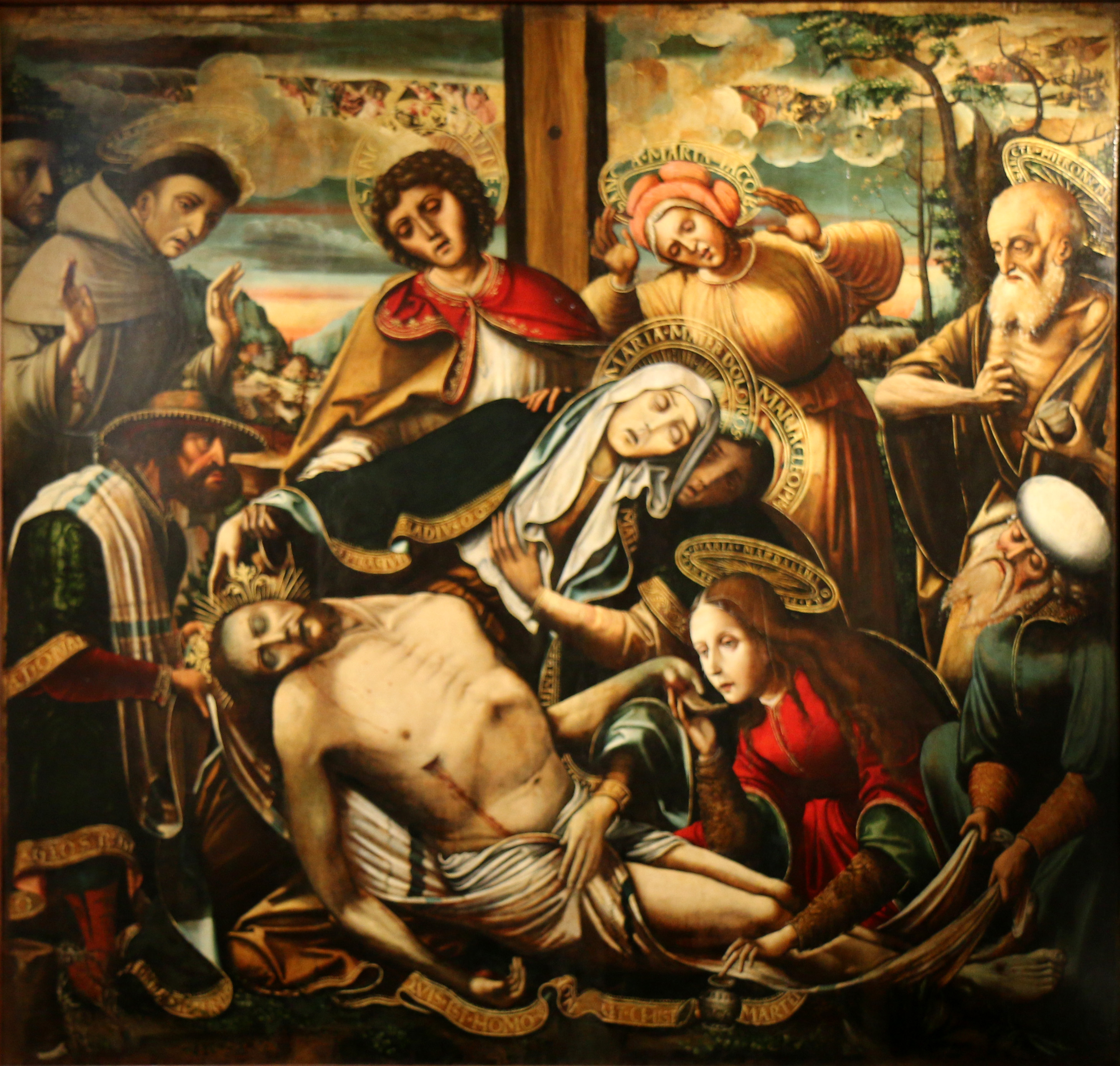
Pietà entre saint François et saint Jérôme par Étienne Peson.

### Marseille devient française (de 1481 à 1596)
À la mort de Charles V d'Anjou appelé également Charles III de Provence, héritier du roi René, la Provence est unie à la France, mais Marseille a le statut privilégié de « terre adjacente ».

#### L'activité commerciale
Les échanges commerciaux de la ville avec le bassin méditerranéen sont illustrés par un dépôt d'une partie de l'importante cargaison de l'épave des Sardinaux découverte au large de Sainte-Maxime et datée de 1525. Dans cette vitrine sont exposées des écuelles à fond plat caractéristiques de cette vaisselle d'usage courant fabriquée à Fréjus et exportée dans l'ensemble du bassin méditerranéen à partir do port de Marseille. Il y a également des pichets à bec pincé à décor vert et bleu.
Une pièce exceptionnelle en provenance du château Borély complète cette vitrine : il s'agit d'une grande jarre haute de 1,20 m réalisée à Biot. L'artisan Louis Accaron qui a fabriqué cette jarre a fait preuve d'une grande habileté technique ; il a pu être identifié grâce à un cachet apposé sous le col. Ce type de jarres importées à Marseille par voie maritime était destiné à stocker des denrées alimentaires : huile, vin, olives etc.

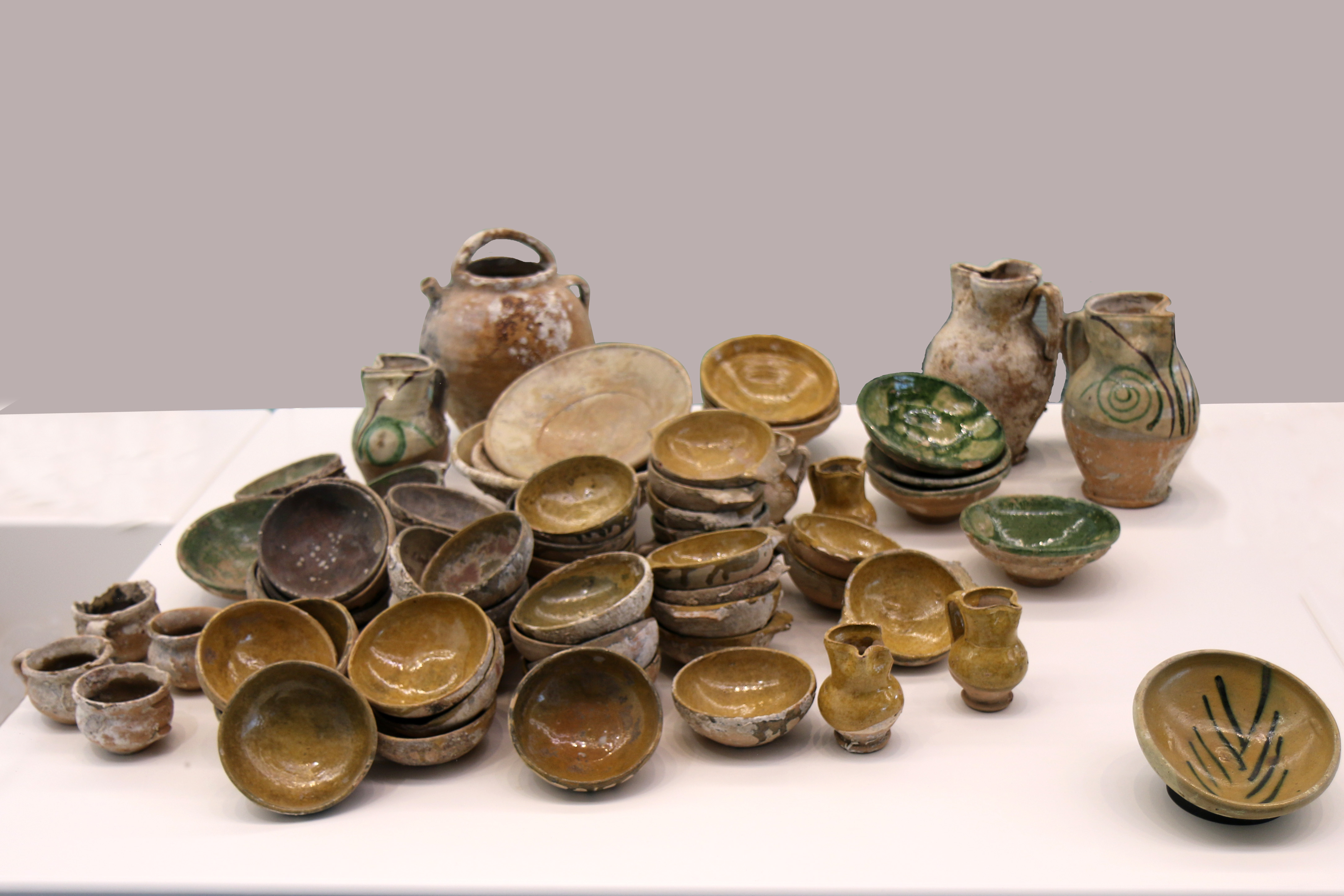
Vaisselle de l'épave des Sardineaux.
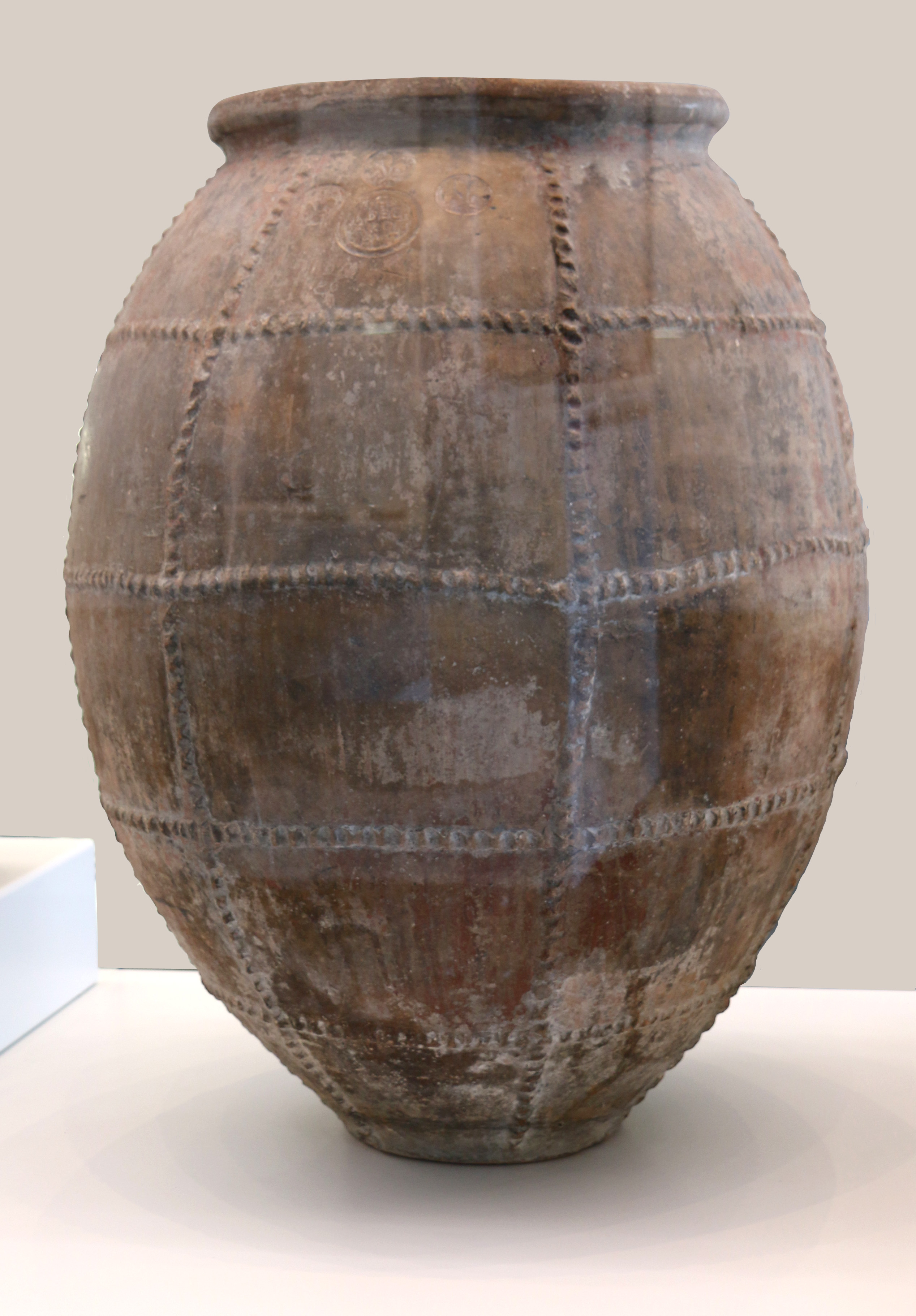
Jarre de Biot.

#### Architecture
L'architecture civile de ce XVIe siècle a laissé peu de traces à Marseille à l'exception de l'hôtel de Cabre construit en 1535.
Un tableau, huile sur bois, attribué à Antoine Ronzen représente la prédication de Marie-Madeleine ; cette œuvre exceptionnelle réalisée vers 1517 est particulièrement intéressante car elle représente la physionomie de Marseille au XVIe siècle. On peut y reconnaître l'église Notre-Dame-des-Accoules, l'église Saint-Laurent, le fort Saint-Jean, la chapelle Notre-Dame de la Garde avec la tour de la vigie etc. Un dispositif multimédia offre une analyse iconographique de l'œuvre.
Au cours de cette période deux édifices à destination militaire sont construits sur ordre de François Ier : le fort Notre-Dame de la Garde qui englobera la chapelle du même nom et qui sera partiellement démoli pour la construction de la basilique Notre-Dame-de-la-Garde et le château d'If. Le musée présente deux maquettes de ces constructions.

#### La République de Casaulx
Pendant la guerre des religions Marseille est acquise à la ligue. Charles de Casaulx prend le pouvoir en se faisant élire 1er consul et veut faire de la ville une République catholique indépendante. Casaulx est un bon administrateur : il est le fondateur de l'hôtel Dieu en réalisant la fusion des hôpitaux du Saint-Esprit et de Saint-Jacques de Gallice. Cependant Casaulx est de plus en plus contesté pour finir assassiné le 17 février 1596 par Pierre de Libertat alors que la ville allait subir un siège difficile de Charles de Lorraine, duc de Guise et fils du « balafré ». Cette période est illustrée par les objets suivants :
- un blason de l'hôtel-Dieu,
- une statue de Pierre de Libertat ; ce marbre commandé par la ville en 1597 et achevé vers 1610 sera installé à la porte Royale, puis à l'hôtel de ville et ensuite à l'intérieur du château Borély. En 1966 la statue sera exposée dans le parc Borély où elle s'est considérablement dégradée. Après restauration, elle est maintenant exposée dans le présent musée.
- La pierre de fondation de la maison de Charles de Casaulx datée de 1594, témoignage de la maison du 1er consul rasée après son assassinat.

Charles de Casaulx
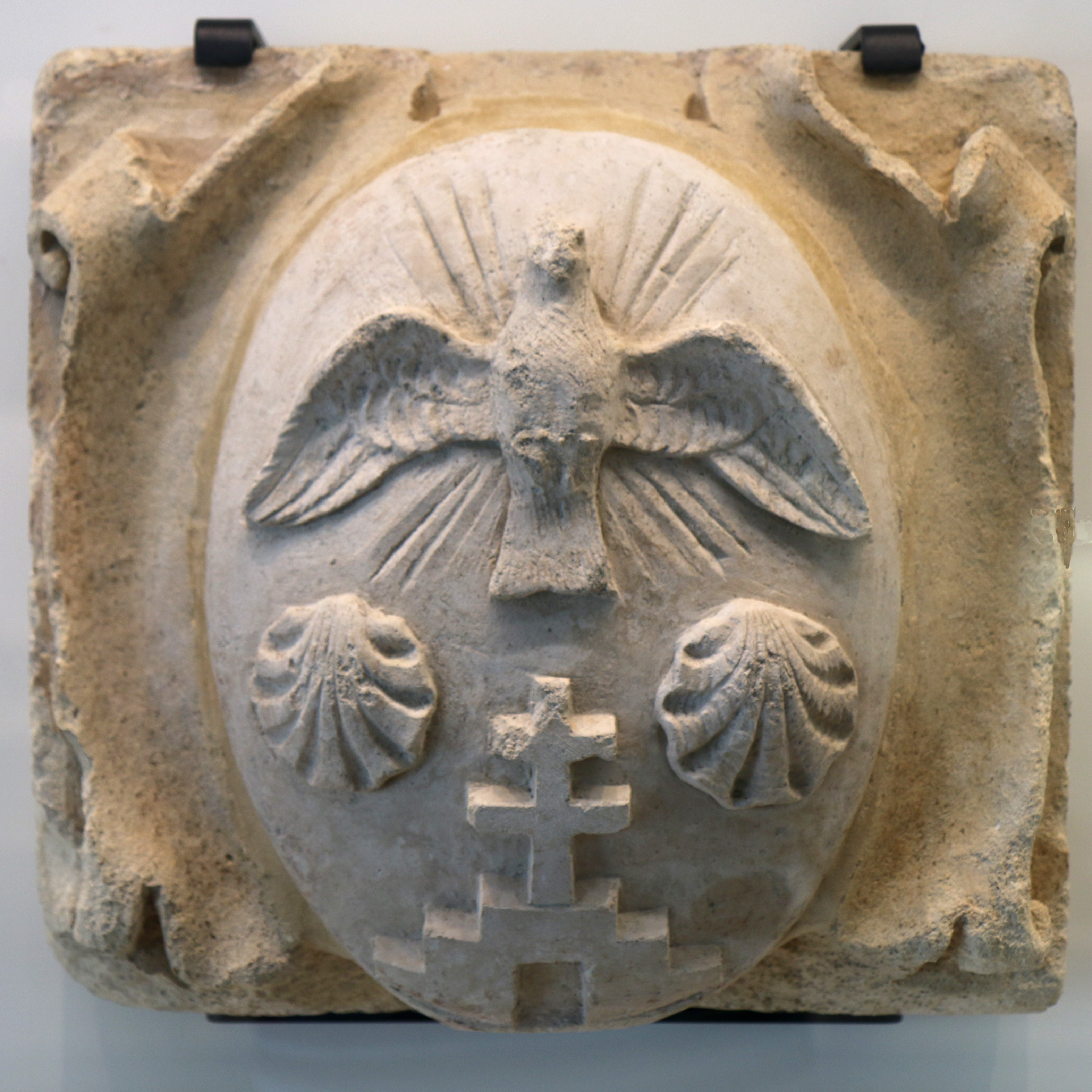
Blason de l'Hôtel-Dieu.
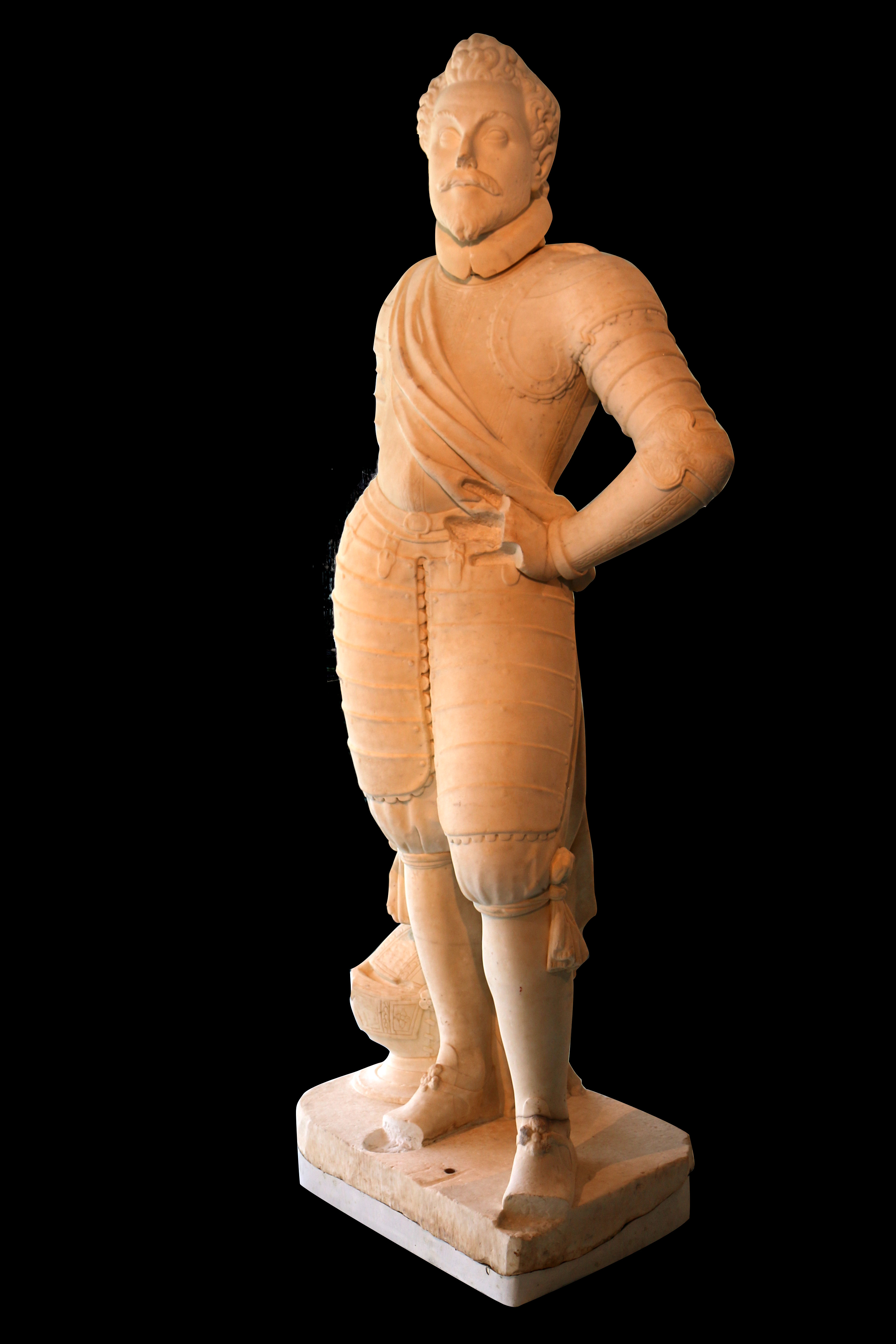
Pierre de Libertat.
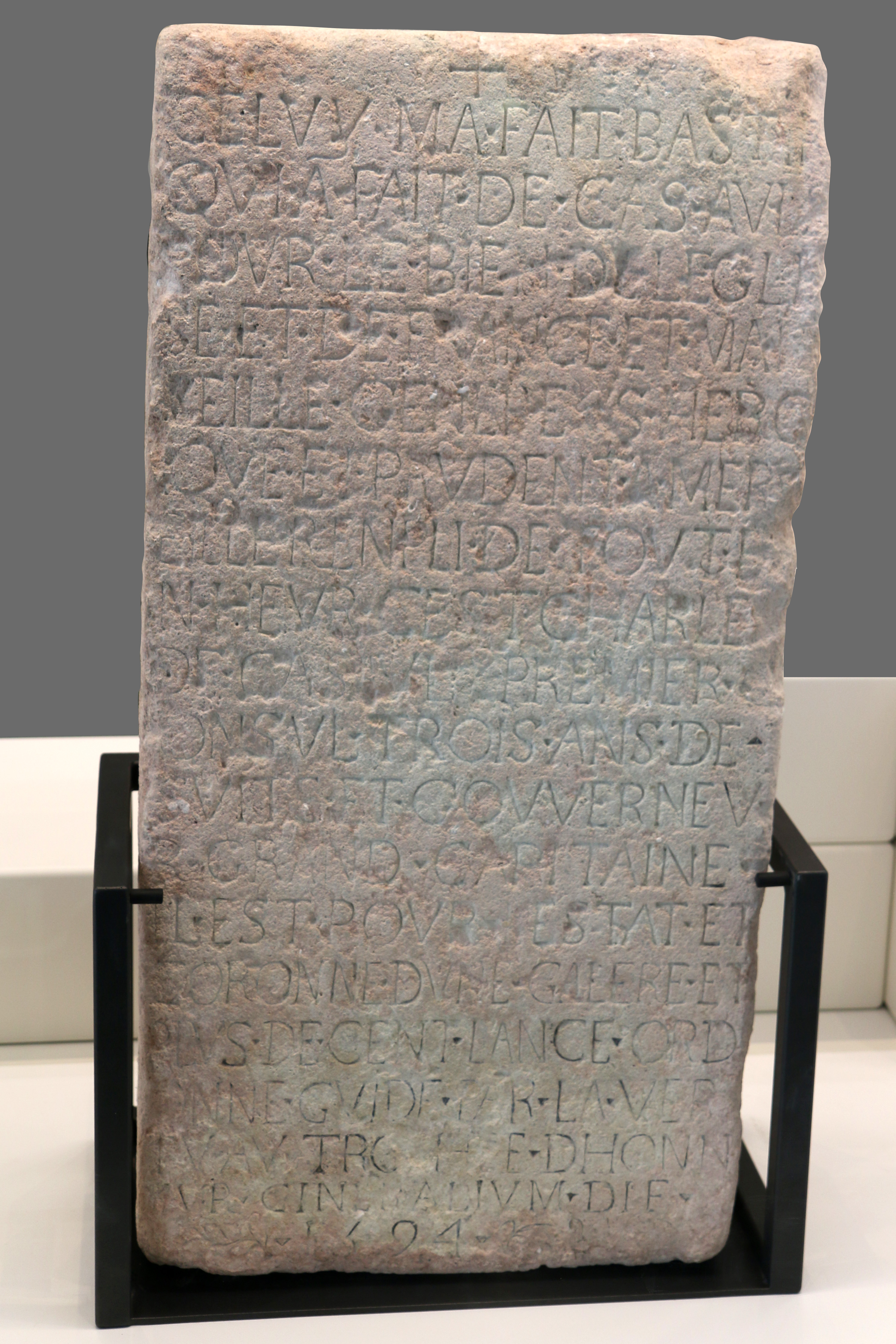
Pierre de fondation de la maison de Casaulx.

### Le siècle de Louis XIV (de 1596 à 1725)

#### Commerce maritime et piraterie

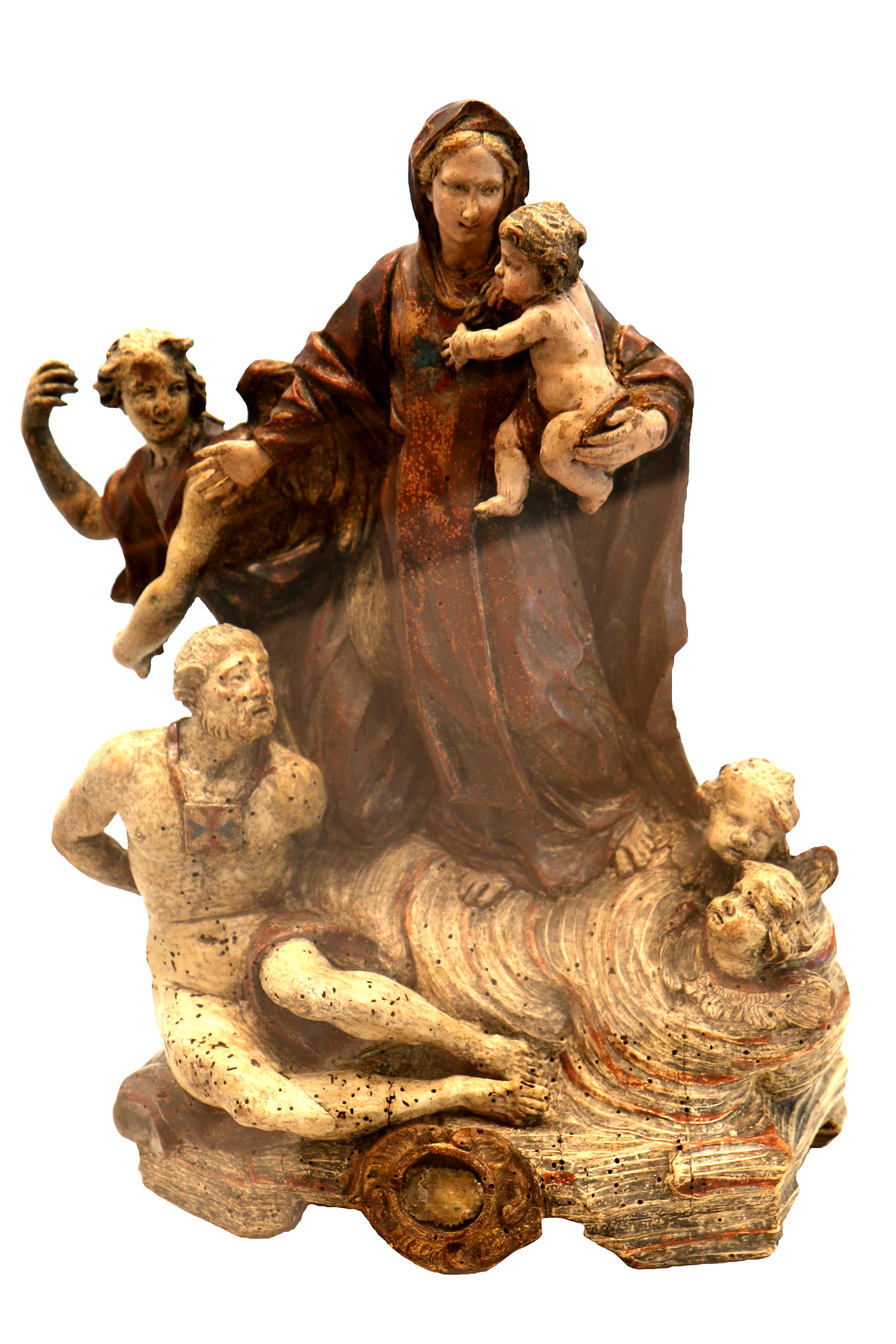
Reliquaire des Trinitaires.

Les traités négociés avec les turcs par François 1er sont renouvelés par Henri IV. Louis XIV et Colbert confient l'administration des échelles, c'est-à-dire des comptoirs commerciaux, à la chambre de commerce de Marseille créée en 1599. Ce commerce est cependant largement perturbé par les corsaires d'Afrique du nord qui se saisissent des marchandises transportées et vendent les captifs comme esclaves. Un ordre religieux, les trinitaires, se spécialisent dans le rachat des captifs et collectent des fonds à cet effet. Pour illustrer ce conflit le musée expose un reliquaire de cet ordre en bois polychrome représentant la Vierge Marie avec l'enfant Jésus dans ses bras et à ses pieds un captif.

#### Marseille, terre adjacente
Marseille, comme Arles, avait le statut de terre adjacente c'est-à-dire que tout en faisant partie de la Provence, elle ne dépendait pas du comte de Provence. Au milieu du XVIIe siècle la ville se tient à l'écart des troubles de la Fronde mais son premier consul Gaspard de Glandevès de Niozelles s'engage imprudemment dans un rapport de force avec le jeune roi Louis XIV. Niozelles ayant refusé de se rendre au Parlement, Mazarin décide de la convoquer à la Cour. Un messager se rend à l'Hôtel de ville de Marseille où des émeutiers déchirent l'ordre du roi. Une telle désobéissance ne peut être tolérée ; le duc de Mercœur, gouverneur de Provence, investit la ville de Marseille le 22 janvier 1660.
Louis XIV décide alors de marquer sa domination sur la ville en faisant construire par l'ingénieur et architecte militaire le chevalier de Clerville deux ouvrages militaires à l'entrée du Vieux-Port : le fort Saint-Nicolas et le fort Saint-Jean. Une maquette de chacun de ces forts est présentée.

#### Les transformations urbaines de la ville
L'agrandissement de Marseille est ordonné par lettres patentes du 10 juin 1666. Les remparts médiévaux sont démolis et une nouvelle est construite, ce qui permet de tripler la superficie de la ville et de réaliser dans les nouveaux quartiers (rive sud et est du Vieux-port) des îlots d'immeubles avec des rues rectilignes. Les travaux sont confiés à Nicolas Arnoul, intendant des galères. Cette nouvelle enceinte sera progressivement démolie au cours du XIXe siècle ; il n'en subsiste qu'une toute petite partie située rue des Lices. Le grand Cours, actuel Cours Saint-Louis et Cours Belsunce, est achevé en 1687.

#### L'arsenal des galères

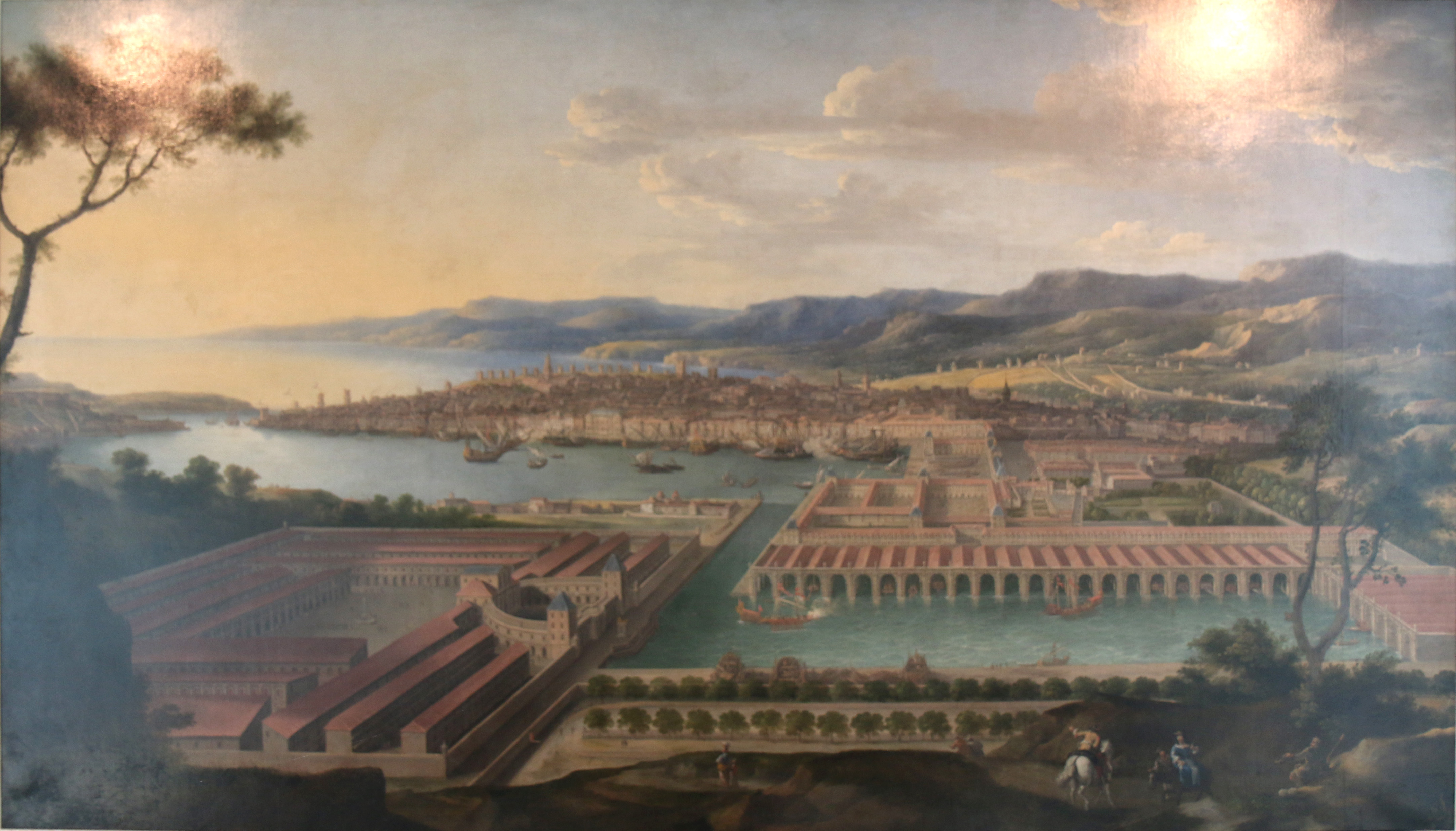
Projet d'aménagement de l'arsenal des galères de Marseille
attribué à Jean-Baptiste de La Rose.

Louis XIV transfère la flotte des galères de Toulon à Marseille. Il nomme intendant des galères Nicolas Arnoul qui s'installe à Marseille en 1665 et y mène une politique radicale et coercitive d'aménagement du port. L'arsenal occupe à la fin du XVIIe siècle environ 9 ha de superficie et abrite jusqu'à 20 000 personnes dont 12 000 galériens.
L'évocation de cet arsenal qui sera par la suite détruit est réalisée par diverses gravures et une maquette des bâtiments avec maison de l'intendant et ses jardins, le pavillon de l'horloge, les formes de radoub, la cour du petit parc, la boulangerie, l'atelier des armes et la corderie. Cette évocation est dominée par un tableau attribué à Jean-Baptiste de La Rose, collaborateur de Pierre Puget, intitulé Projet d'aménagement de l'arsenal des galères et daté de 1668. L'artiste représente l'arsenal avec de nombreuses constructions tel qu'il ne sera jamais réalisé.

#### La peste de 1720
Malgré un système de contrôle sanitaire rigoureux, la ville est durement frappée par la peste en 1720. En effet le navire le Grand-Saint-Antoine en provenance de Syrie arrive à Marseille le 25 mai 1720 Durant la traversée neuf personnes sont décédés ; malgré les suspicions sur l'état sanitaire du navire, la quarantaine est écourtée et la cargaison débarquée aux infirmeries, lazaret situé au nord de la ville. la peste se propage rapidement et fait dans la seule ville de Marseille entre 30 et 35 000 victimes sur une population évaluée à 90 000 personnes environ.
Ce dramatique épisode de la vie marseillaise a fait l'objet d'une abondante iconographie dont trois toiles du peintre d'origine espagnole Michel Serre, témoin direct du drame. Un tableau d'après ce peintre réalisé par un artiste anonyme est exposé.
Pour rappeler les procédures de contrôle sanitaire le musée présente :
- Une maquette de la consigne sanitaire,
- une lithographie des îles de Ratonneau et d'If,
- un plan du Lazaret dit des Infirmeries.

Un hommage est rendu à l'évêque de Marseille de l'époque, Mgr de Belsunce qui est resté à son poste, en exposant son buste en bronze réalisé par Auguste Ottin. Quelques objets et documents de l'époque relatifs à la protection et à la lutte contre les ravages de la peste sont présentés :
- La recette du Vinaigre des quatre voleurs qui permettait, croyait-on, d'éviter la contagion de la peste,
- un perce document pour désinfecter l'intérieur du courrier qui est trempé dans du vinaigre ou traité par fumigation,
- une pince pour donner la communion sans toucher le malade,
- divers instruments médico-chirurgicaux ayant servi durant le peste de 1720 : cautères, bistouris, pinces, sondes etc.
- des vestiges du Grand-Saint-Antoine brûlé le 25 septembre 1720 sur ordre du Régent au large de l'île Jarre et qui ont été récupérés par l'Association de Recherches historiques et Archéologiques au cours de fouilles sous marines : poulies, battants de cloche, tête de gaffe et blocs de cendre ; cette cendre provient des sacs embarqués à Sidon (Liban) pour servir de lest, absorber l'humidité du navire afin de mieux conserver les précieuses étoffes embarquées et être enfin utilisées par les savonneries de Marseille.

La peste de 1720
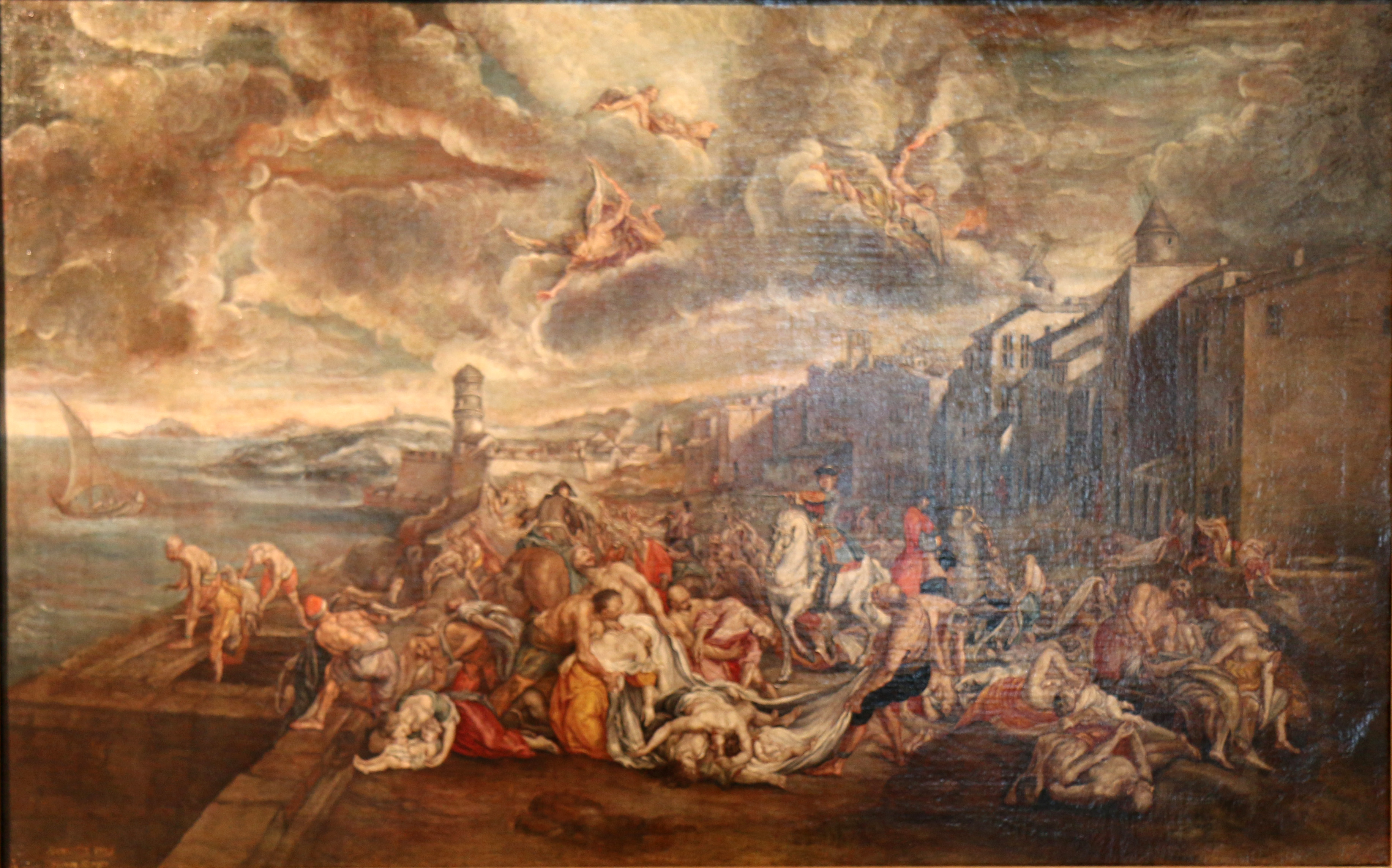
Tableau anonyme Scène de la peste de 1720.
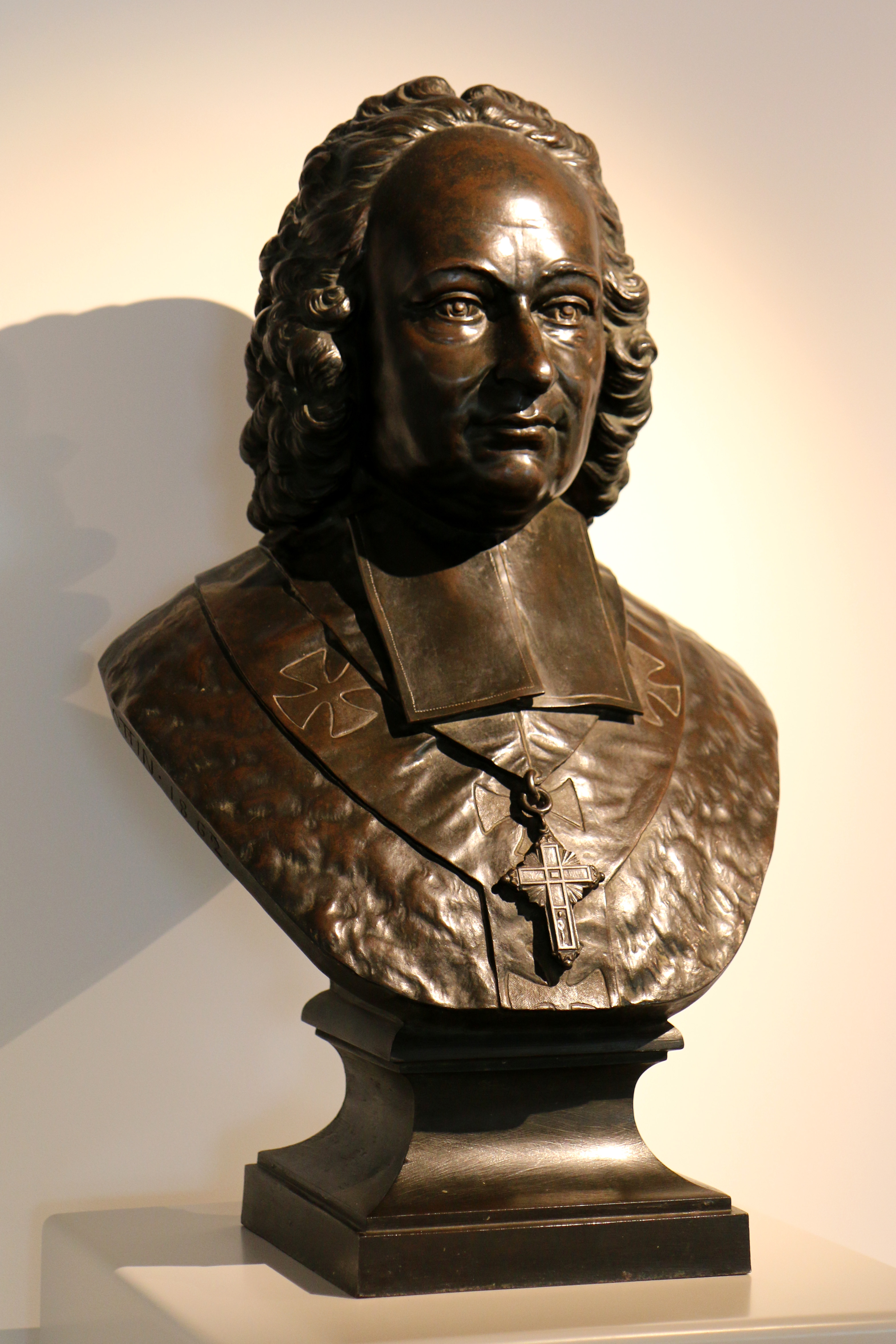
Buste de Mgr de Belsunce par Auguste Ottin.
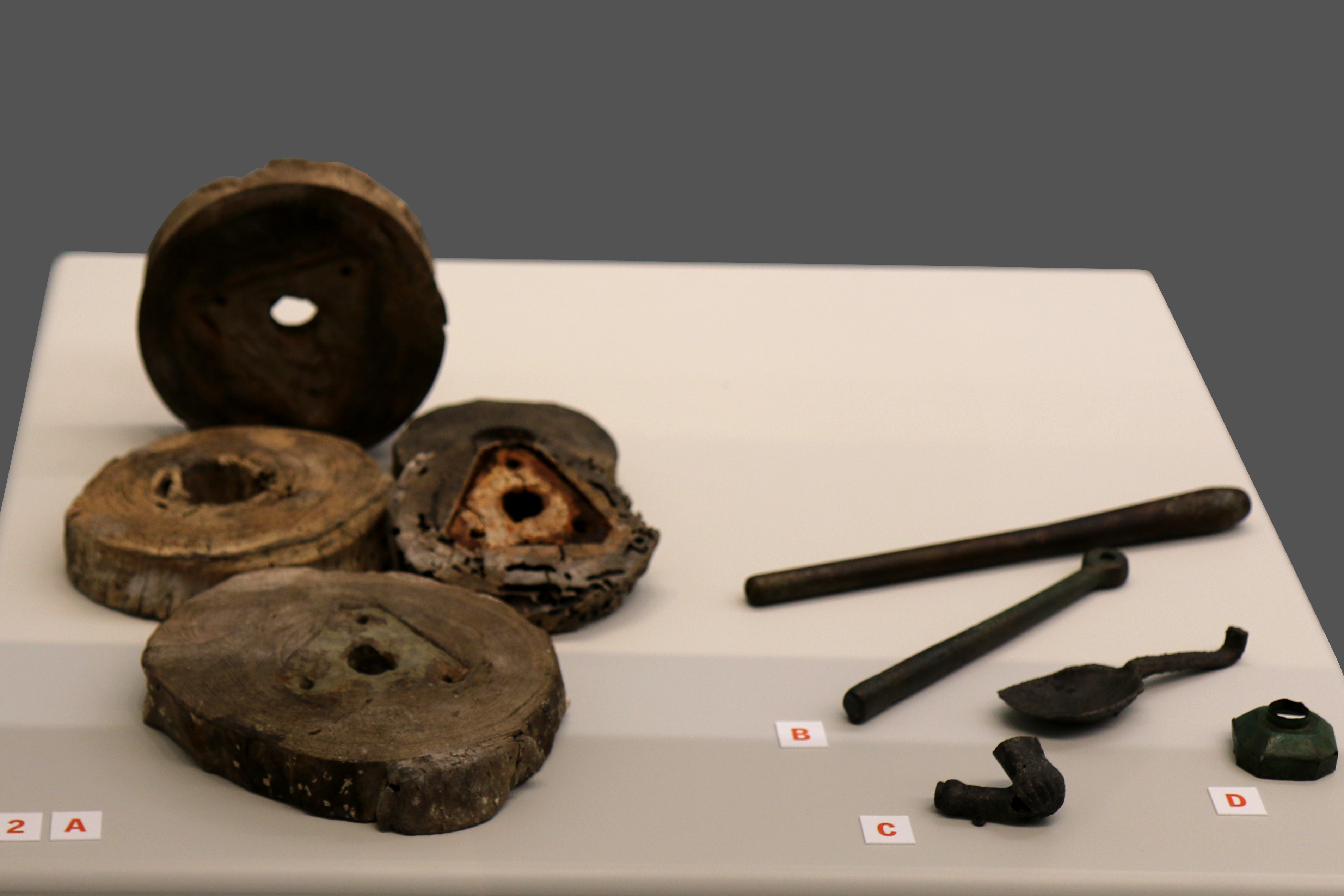
Vestiges du Grand-Saint-Antoine. Poulies, battants de cloche, encrier.
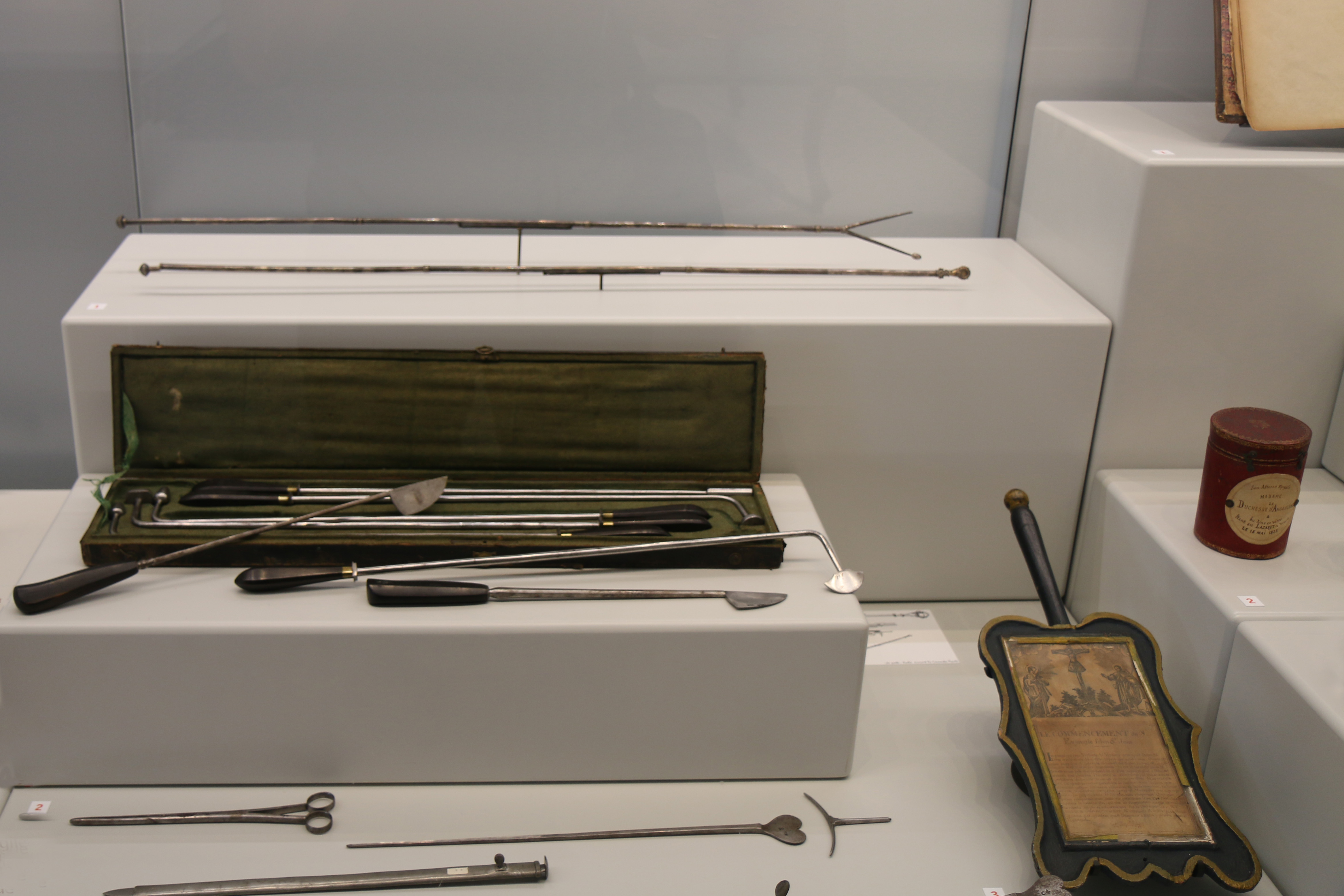
Instruments médicaux.

### Des lumières à la Révolution (de 1725 à 1794)
Après le transfert de l'arsenal des galères à Toulon en 1748, le port de Marseille est exclusivement destiné au commerce avec les Antilles, le bassin méditerranéen et, à partir de la levée en 1769 du monopole de la Compagnie des Indes orientales, l'Extrême-Orient.

#### Porcelaines, faïences et poteries
Les céramiques de cette époque trouvées attestent d'une grande diversité de provenance. Les pièces suivantes sont exposées :
- Céramiques d'Albisola : deux assiettes à décor d'oiseaux et un plat à décor de voyageur.
- Céramiques de Montelupo : plats à décor dit "spirali verdi".
- Tasses et soucoupes ligures d'inspiration orientale.
- Assiettes de Canakkale (Turquie), tasses à café de Kütahya, assiettes à décor "taches de léopard" d'Istanbul.
- Assiettes de Chypre.
- Fragments de porcelaine de Chine du milieu du XVIIIe siècle.

Marseille et Aubagne sont des centres de production de céramiques régionales que l'on trouve aussi bien dans les fouilles terrestres que marines. Les céramiques suivantes sont exposées :
- deux pichets de barque de la vallée du Rhône, pots à poulpe et pots à fraises d'Aubagne, un plat de la vallée de l'Huveaune.
- Faïences de Marseille : les premiers centres de production voient le jour à Saint-Jean-du-désert au XVIIe siècle, mais c'est au XVIIIe siècle que les faïenciers de Marseille connaissent leur âge d'or avec notamment la manufacture de la Veuve Perrin à qui est réservée une place centrale grâce à un multimédia. Les pièces suivantes sont exposées : soupière, assiette à décor chinois de la fabrique Madeleine Héraud et Louis Leroy, assiette de la Veuve Perrin, tasse à café à décor chinois.

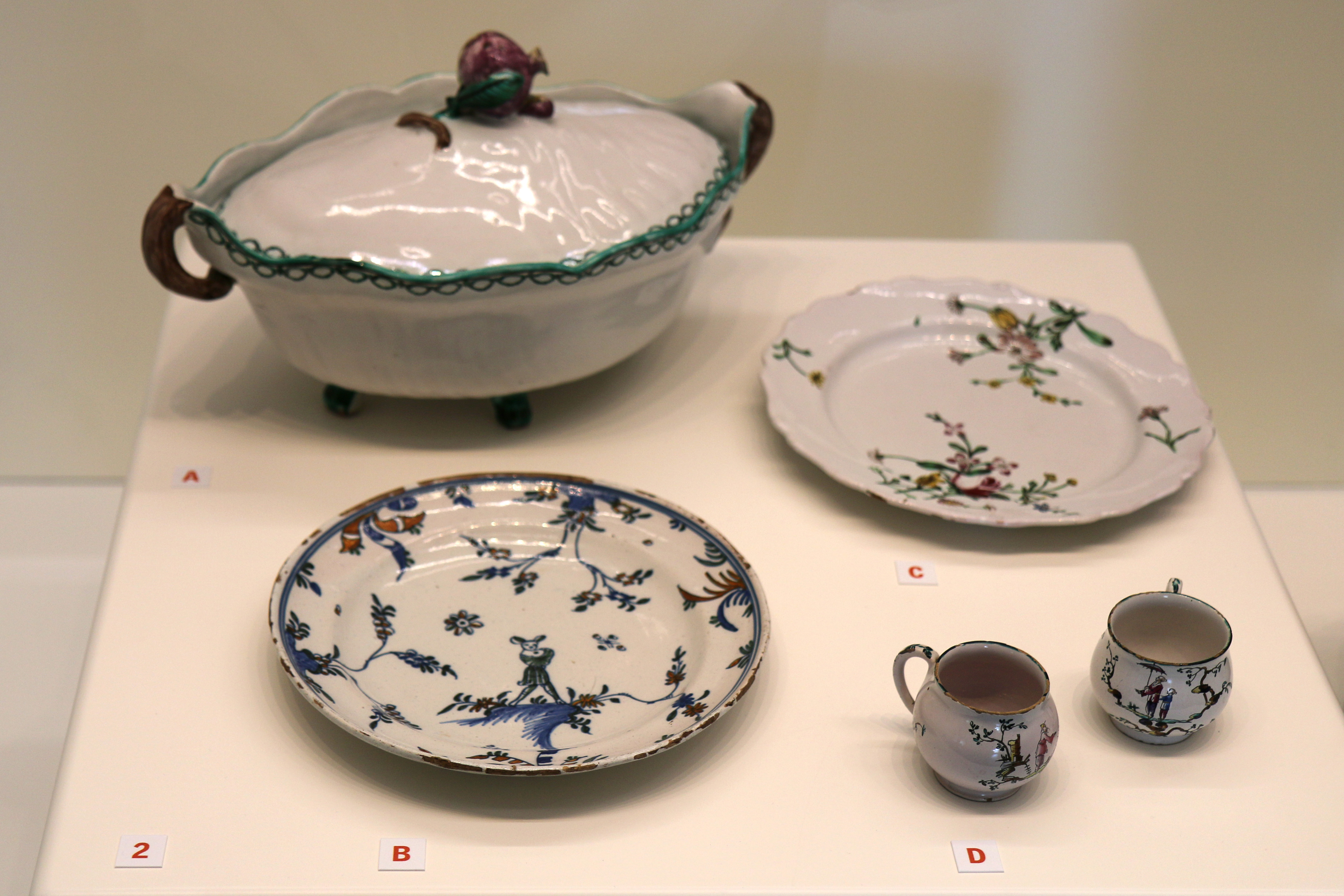
Faïences de Marseille.
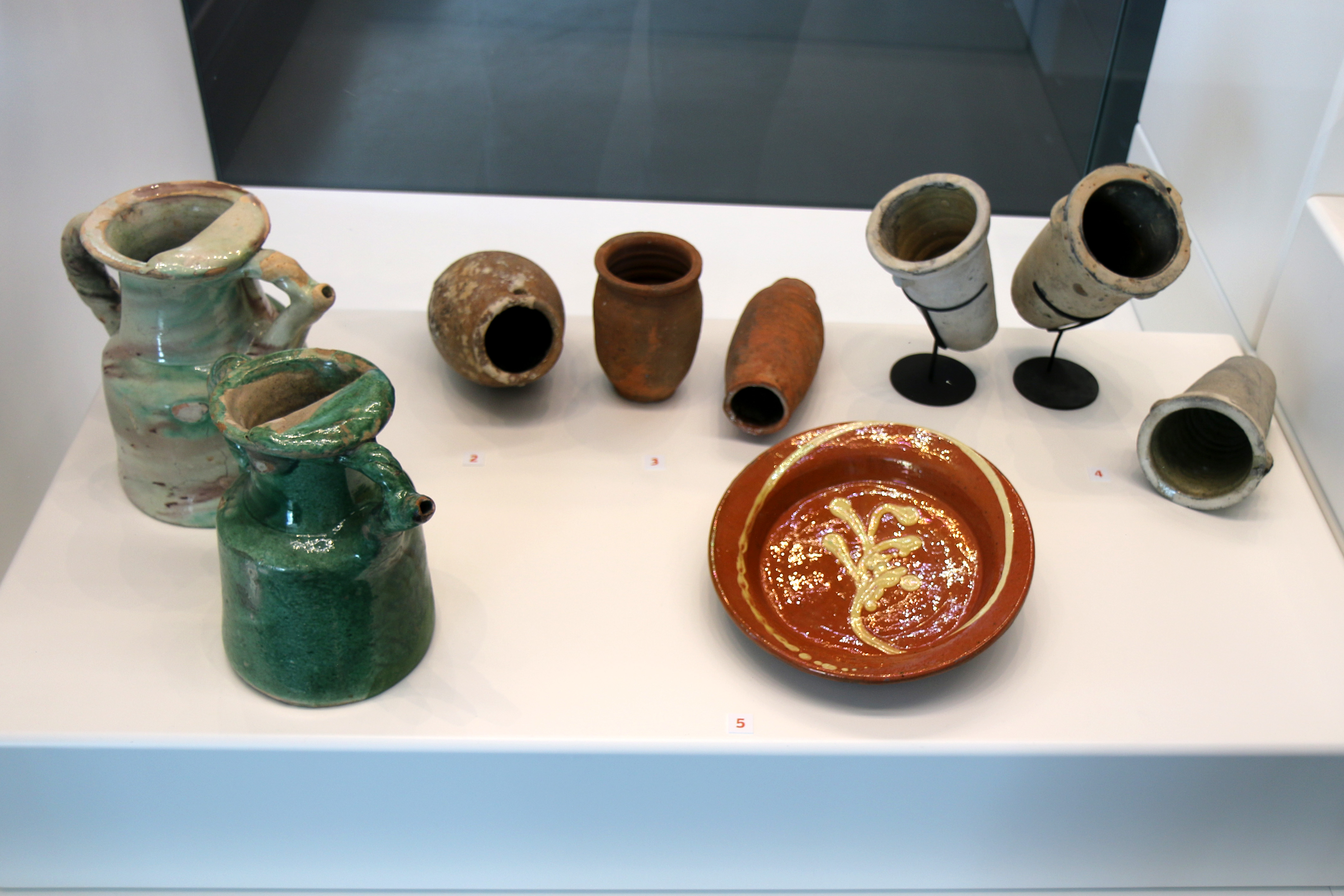
Pichets de barque de la vallée du Rhône, pots d'Aubagne et plat de la vallée de l'Huveaune.
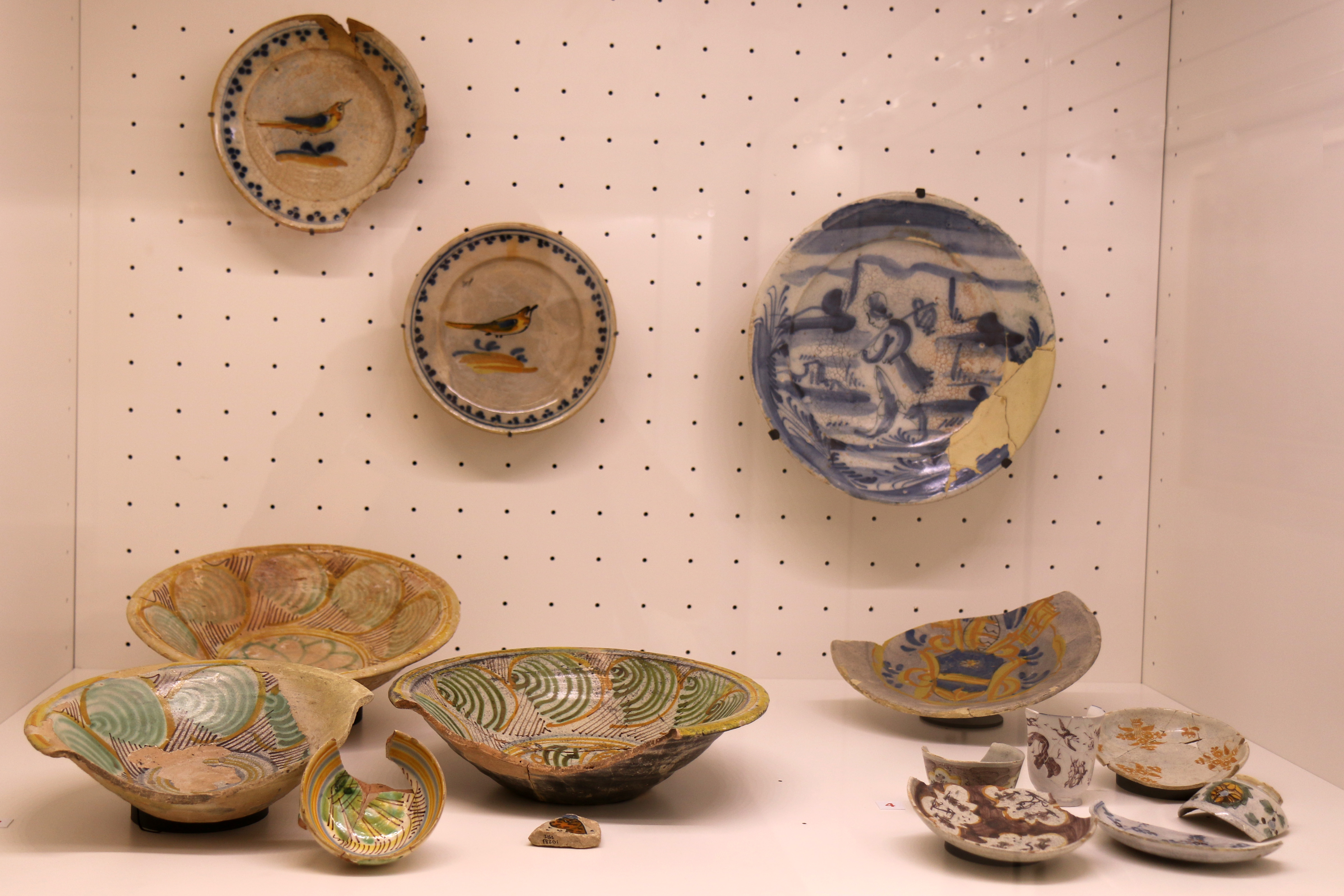
Céramiques d'Albisola, de Montelupo, de Rome et de Ligurie.

#### Production de tissus

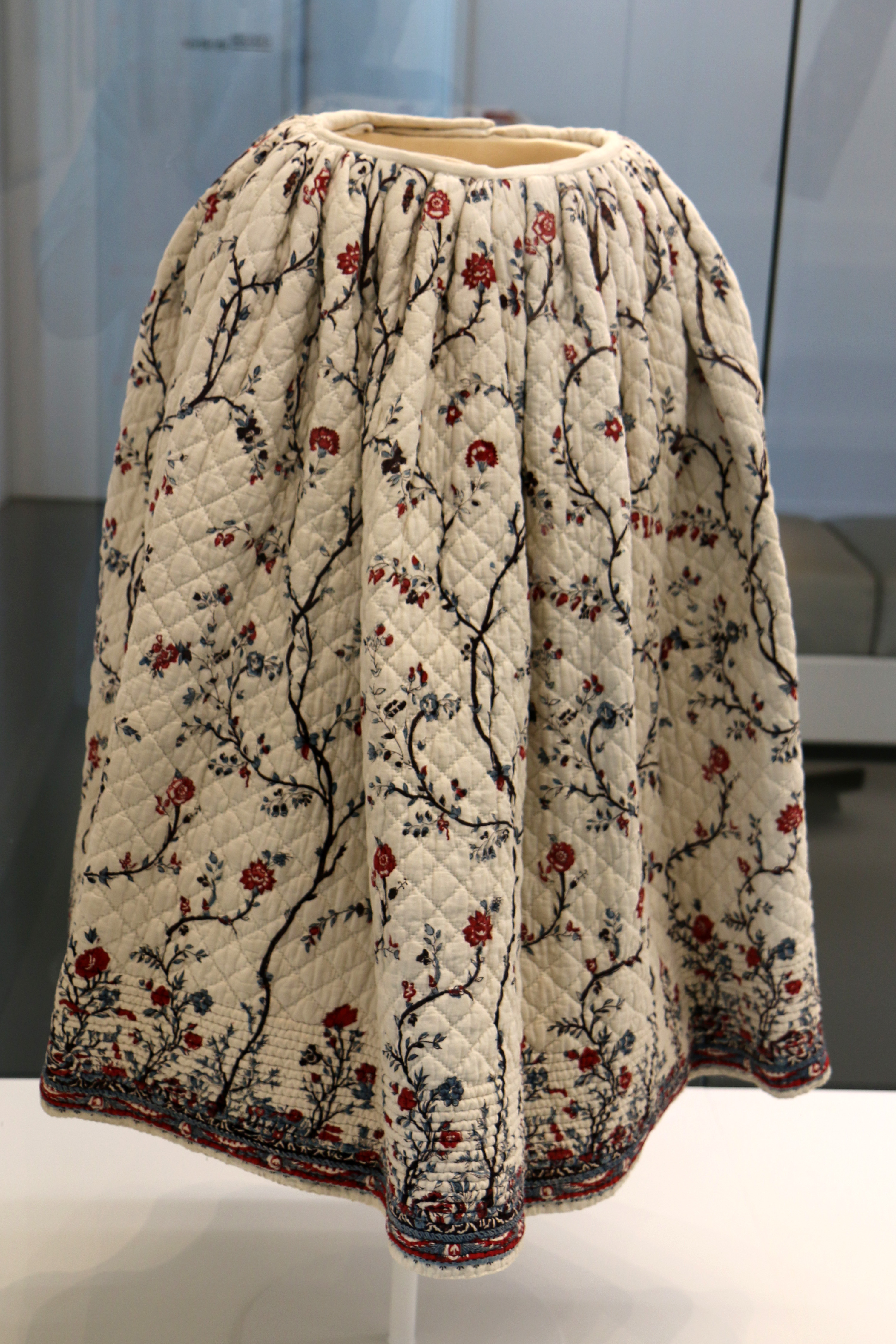
Jupon piqué,
coton, indienne (XVIIIe siècle).

Dès la fin du XVIIe siècle, Marseille développe une industrie d'indiennes, toiles de coton imprimées. Le succès de ces étoffes de coton est tel que les fabricants de soie et de laine obtiennent en 1680 l'interdiction de l'importation et la fabrication de cotonnades en France. En 1703 Marseille obtient le droit d'importer et de fabriquer ces cotonnades mais uniquement pour l'exportation ou la consommation locale. La prohibition des indiennes sera levée en 1759.
Le musée possède une collection en provenance de l'ancien musée du Vieux Marseille, d'une richesse exceptionnelle. Ces cotonnades étant fragiles ne peuvent pas être exposées toute l'année et le sont donc par roulement. On pourra apr exemple admirer un jupon piqué et un corsage trompeur.

### Marseille auXIXesiècle
Le développement des activités humaines étant freiné par le manque récurrent d'eau, la ville décide de détourner une partie des eaux de la Durance pour les amener en 1849 sur une hauteur où sera construit le palais Longchamp et desservir ainsi l'ensemble du territoire marseillais. Cette belle réussite technique a été possible grâce à la construction de l'aqueduc de Roquefavour dont une maquette est exposée : c'est elle qui a été présentée à l'Exposition universelle de Paris de 1856, section travaux publics. De même est exposée la plaque commémorative de la pose le 18 novembre 1839 de la première pierre du Palais Longchamp, construit précisément pour célébrer l'arrivée des eaux de la Durance à Marseille.
Les principales industries qui font la richesse de la ville à catte époque font l'objet d'une vitrine où sont exposées divers objets correspondant à cette activité :
- Tabacs et allumettes : cette production, monopolisée par l'État, emploie 4 000 ouvriers[44]. Pour représenter cette activité sont exposés un moule en bois pour cigares, des boîtes d'allumettes de marque Amphoux et Caussemille, une écoteuse de la manufacture des tabacs de la rue Guibal.
- Tuileries : implantée au nord de Marseille, quartiers de Saint-Henri, Saint-André et de l'Estaque, du fait de la présence d'un important gisement d'argile, cette industrie est représentée par des affiches publicitaires de la Compagnie générale des céramiques de Marseille ou de la Société générale des tuileries de Marseille, des tuiles plates à emboîtement, une boîte de tuiles miniatures utilisée par les représentants de commerce.
- Savonneries : c'est une des industries les plus puissantes de cette période. Le savon est au départ fabriqué à partir de l'huile d'olive de la région qui sera très vite remplacée par de l'huile extraite d'oléagineux importés. De 1870 à 1914 la production annuelle passe de 40 000 tonnes à 120 000 tonnes soit la moitié de la production française. Le musée expose des savons de diverses marques La tour, L'abat-jour, Le fer à cheval. des boîtes de savon, un battoir à linge, des affiches publicitaires.
- Industrie sucrière : cette industrie s'est développée à partir de sucre de cannes importée de Cuba, de la Martinique, de la Guadeloupe, de la Réunion et de Madagascar. Les divers établissements se concentrent rapidement : sur les vingt raffineries existantes en 1830, il n'en reste plus que sept en 1844 et trois en 1860 employant plus de 2 000 ouvriers[45]. Pour représenter cette production sont exposés des pains de sucre avec leur moule en métal, des boîtes de sucre etc.
- Fabrication de cartes à jouer : cette industrie, présente à Marseille depuis le début du XVIIe siècle, était représentée, à la fin du XIXe siècle, par la maison Camoin qui employait 55 personnes et produisait plus d'un million de jeux par an, soit 20 % de la production française. Cette fabrication est représentée par un tableau de V. Cornis figurant l'intérieur de la fabrique Levenq en 1861, prédécesseur de Camoin, une affiche publicitaire et une presse à « coinronner », c'est-à-dire à arrondir le coin des cartes.

Enfin divers objets ou gravures représentatifs de cette période sont exposés, à savoir :
- Des affiches publicitaires d'un fabricant de bougies, de spectacles donnés à l'Alcazar, ou d’événements tels que la XXIXe fête de la gymnastique par David Dellepiane.
- Une gravure du premier ferry-boat appelé Mouche mis en service pour la traversée du Vieux-Port ainsi qu'une des bouées de ce bateau.
- Un filtre Pasteur en verre, métal et porcelaine car à cette époque l'eau distribuée n'était pas traitée.
- Une gravure sur bois représentant la catastrophe des arènes du prado qui eut lieu le 14 août 1881. Ces arènes se trouvaient entre le Boulevard Édouard-Herriot, l'Avenue du Prado, la rue Edmond-Rostand et le boulevard Lord-Duveen. Cette catastrophe due à l'effondrement d'une tribune fit 17 morts et plus de 200 blessés[46].

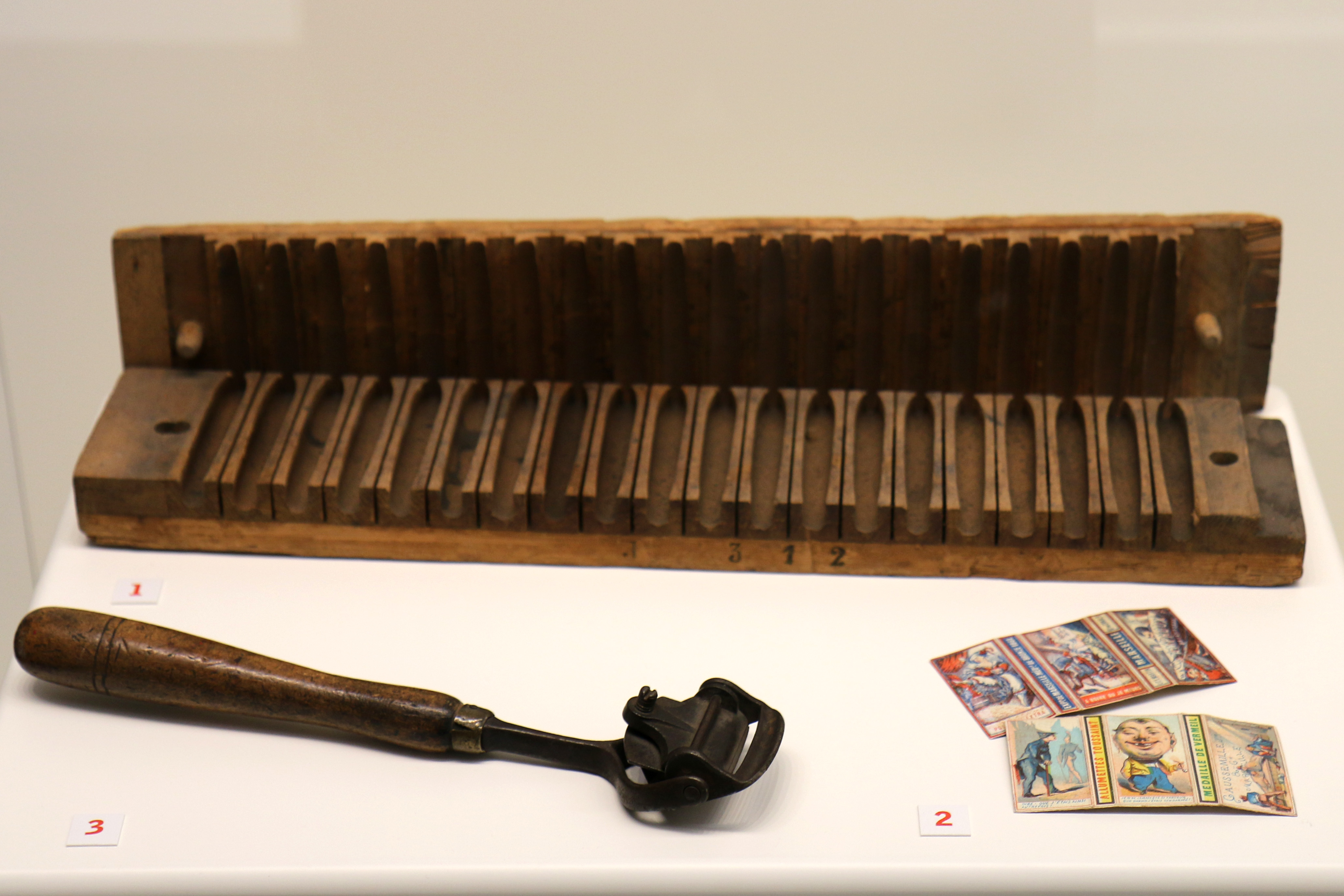
Moule à cigare, écoteuse, boîtes d'allumettes.
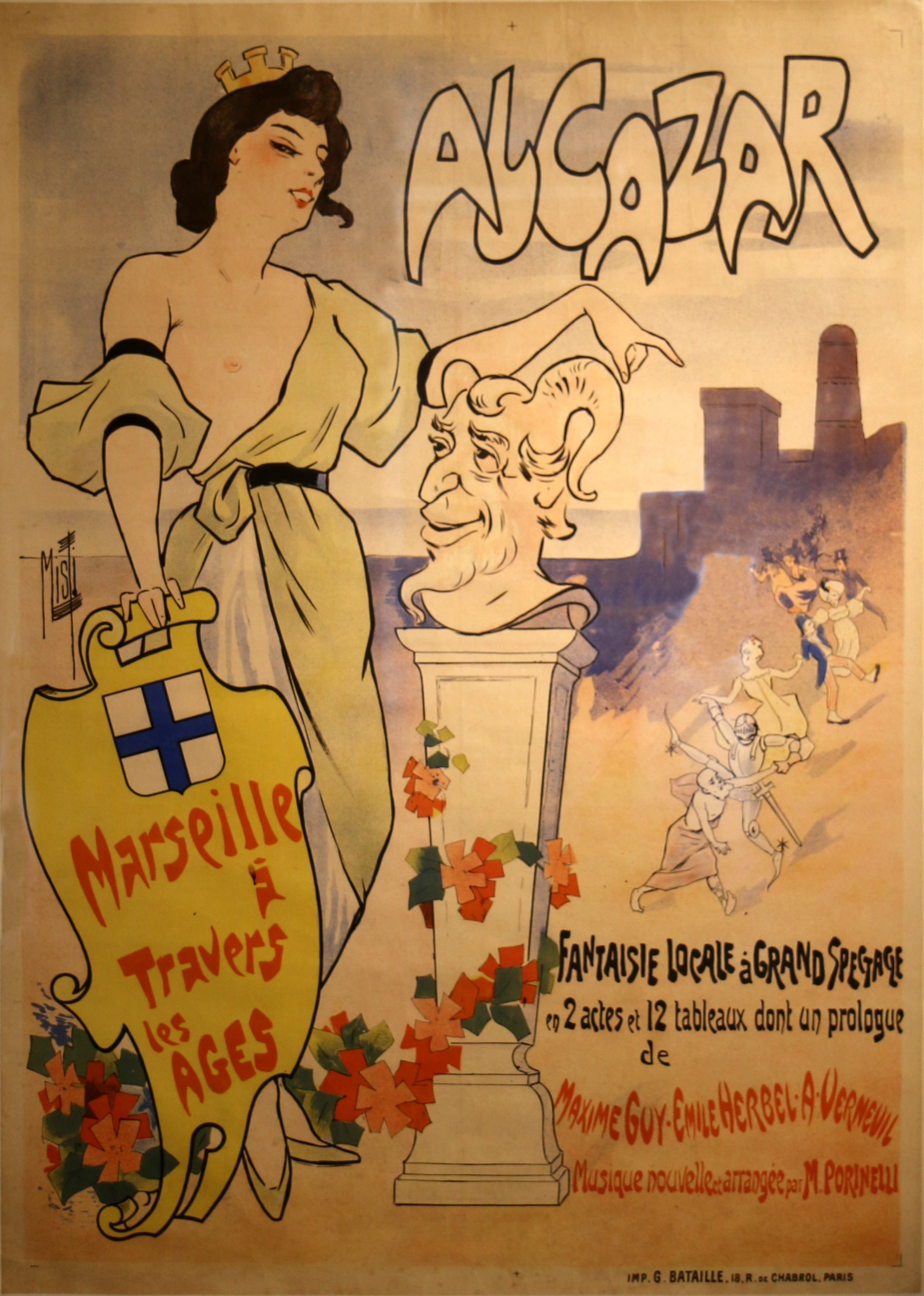
Affiche de l'Alcazar.
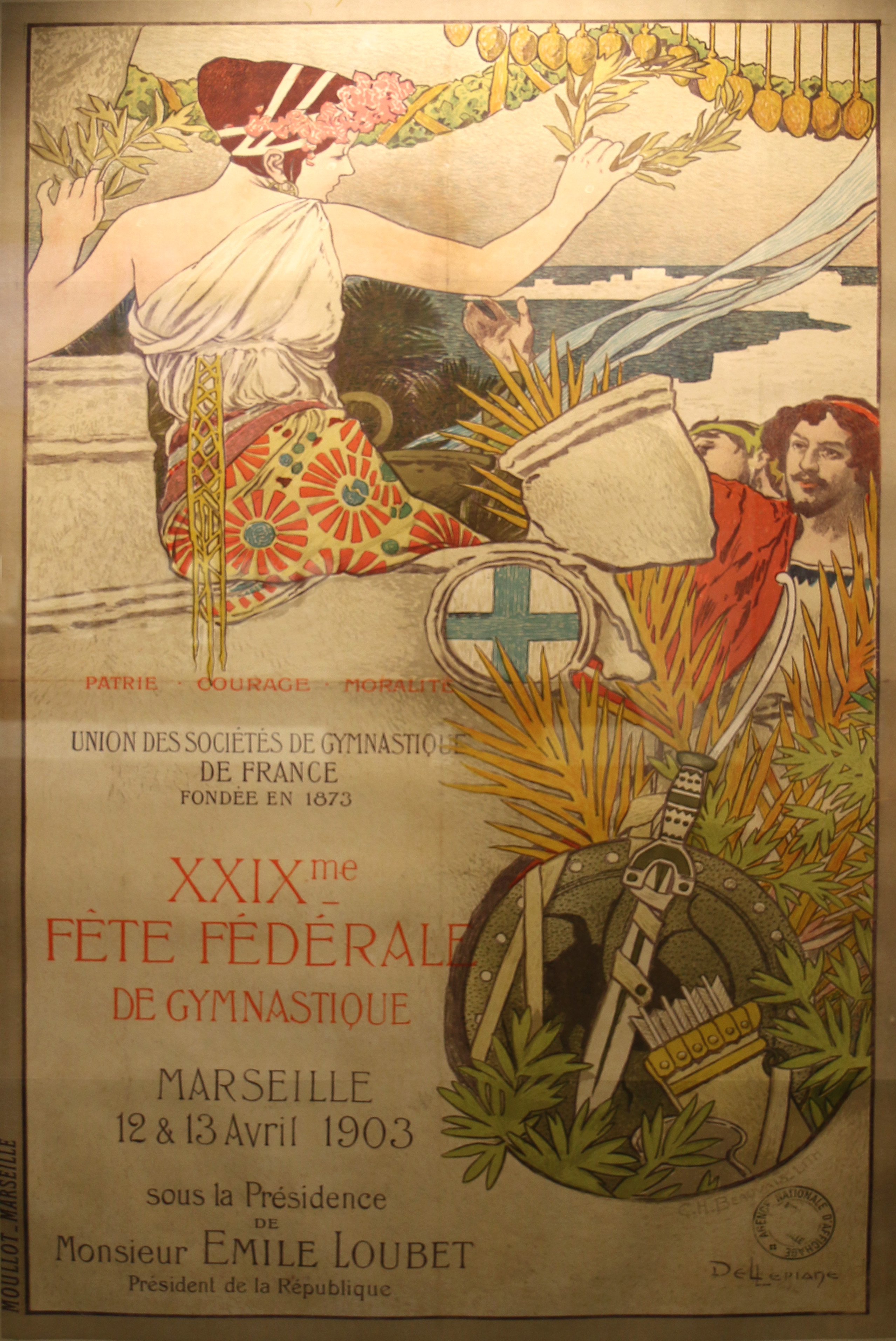
Affiche de Dellepiane, XXIXe fête fédérale de la gymnastique.
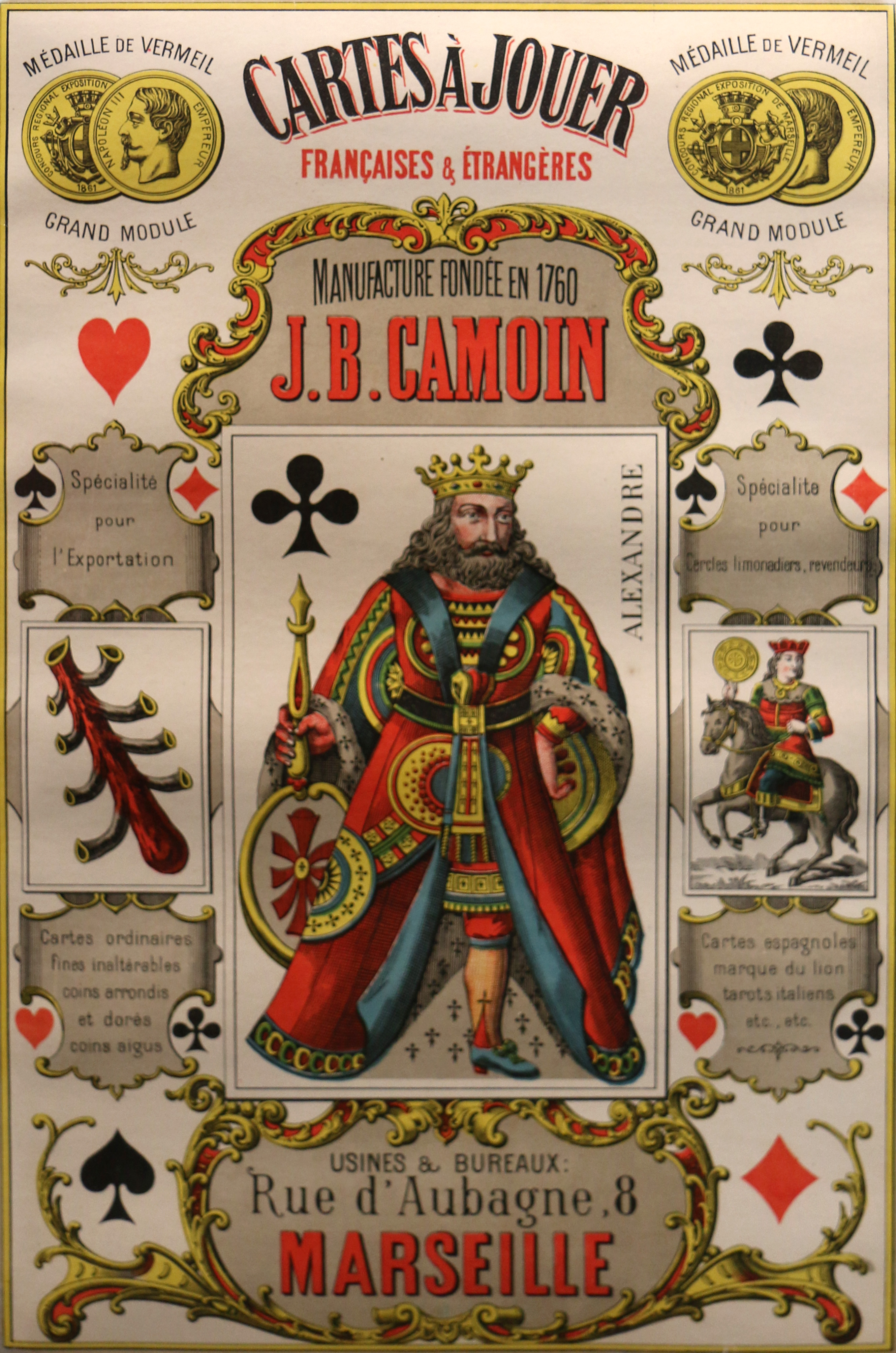
Affiche publicitaire des établissements Camoin.
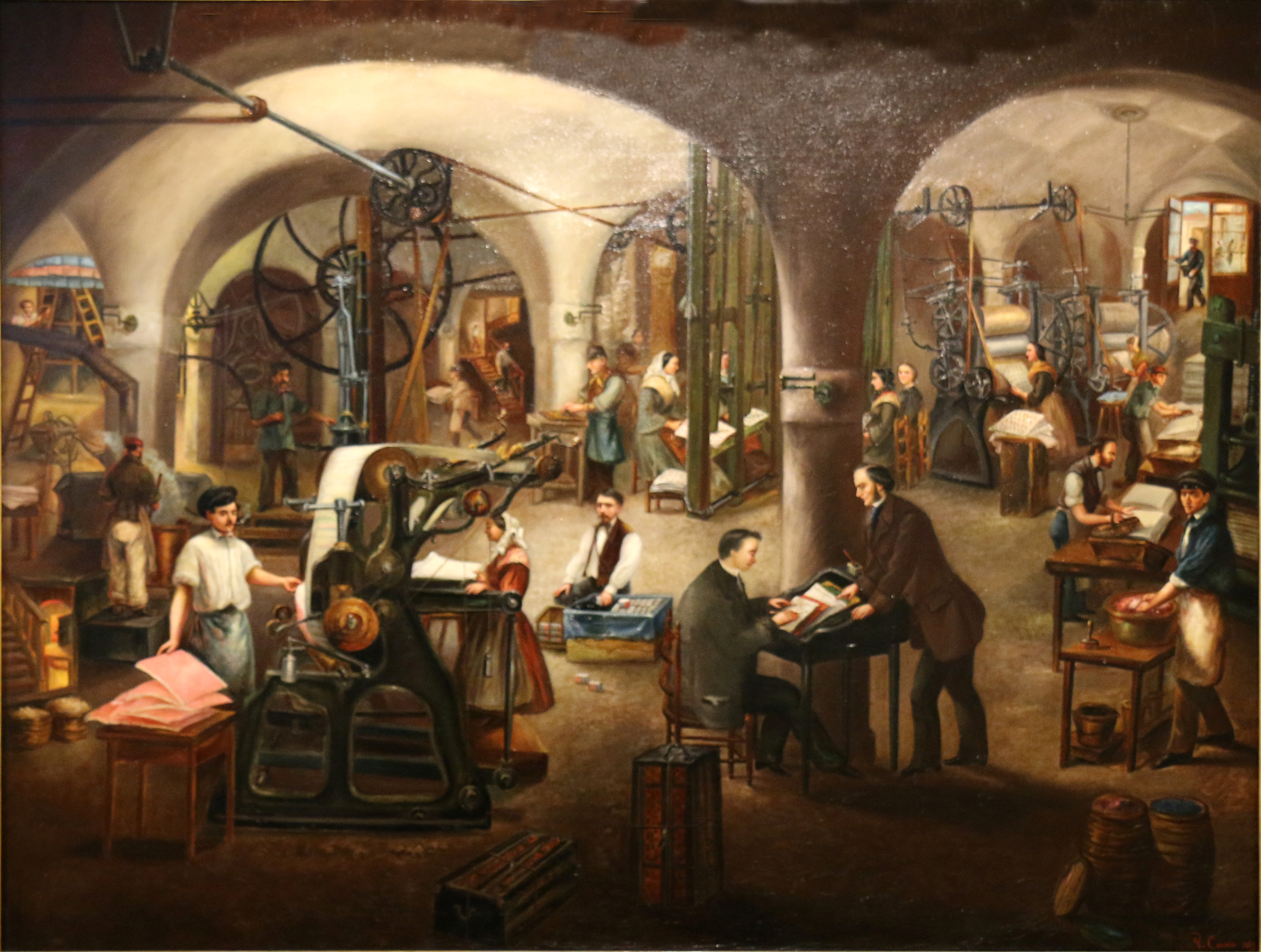
Tableau de V. Cornis représentant la fabrique de cartes à jouer Levenq, prédécesseur de Camoin.

### Marseille, porte du sud (de 1905 à 1945)

#### La Première Guerre mondiale
Pendant la Première Guerre mondiale, Marseille loin des champs de bataille, devient une base de ravitaillement et une cité refuge. Pour illustrer cette période deux maquettes de monument en plâtre sont exposés :
- La première est un projet de monument national à la mémoire des soldats et des marins de l'armée d'Orient et des terres lointaines réalisé par l'architecte Gaston Castel et le sculpteur Antoine Sartorio. Le projet sera réalisé sur la Corniche Président John Kennedy à proximité du vallon des Auffes et sera inauguré le 24 avril 1927 par le président de la République Gaston Doumergue. Il prendra le nom de Porte d'Orient.
- La seconde est un projet de monument dédié au 15e corps d'armée qui, composé essentiellement de Provençaux, avait dû battre en retraite en août 1914 et avait été injustement accusé d'avoir lâché pied face à l'ennemi. La maquette sera réalisée en 1938 par Lange et Louis Botinelly, mais aucun monument ne sera réalisé.

#### L'entre-deux-guerres

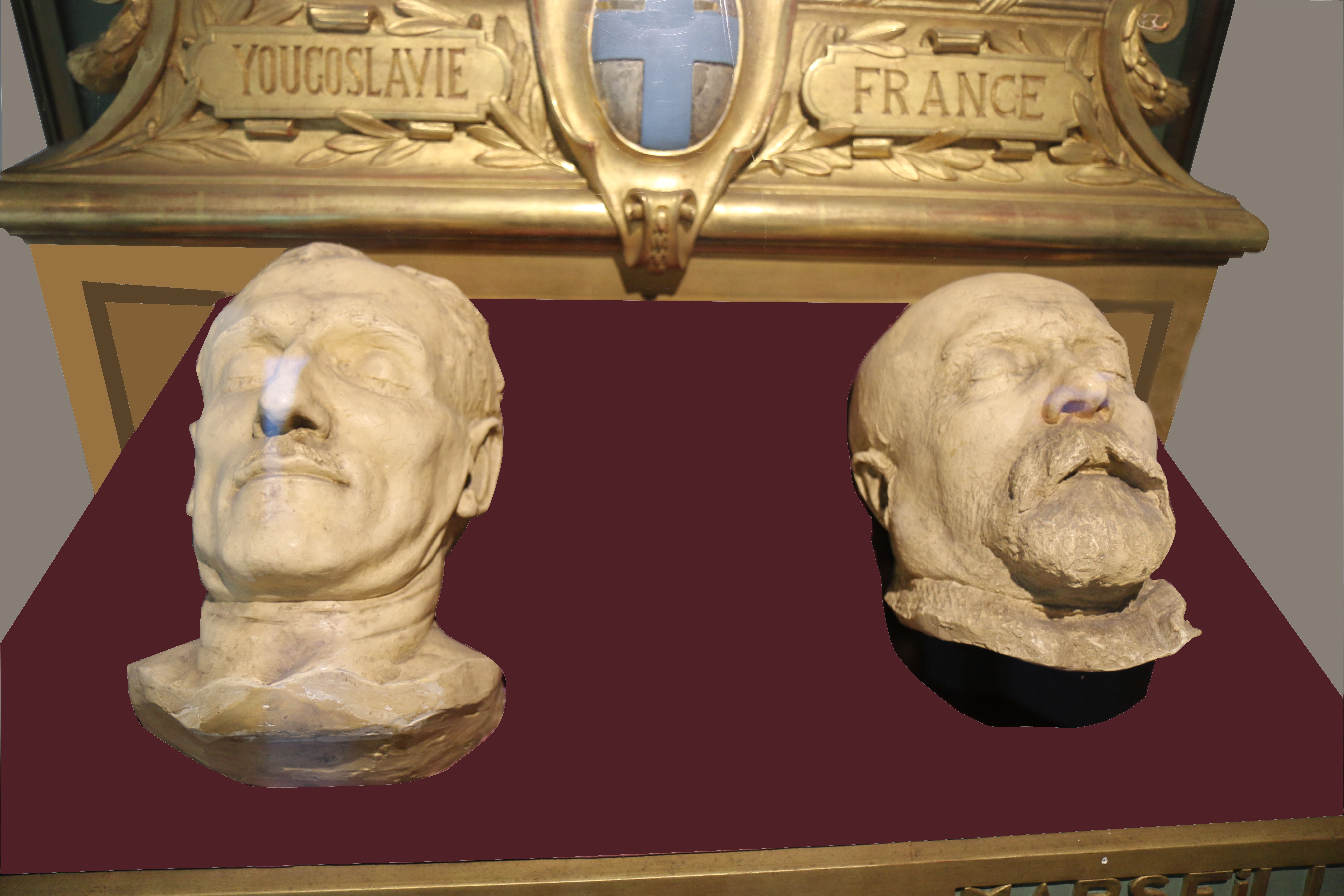
Masques funéraires d'Alexandre Ier et Louis Barthou.

Deux événements tragiques marquent cette période. Tout d'abord l'assassinat du roi Alexandre Ier et de Louis Barthou. Le sculpteur François Carli prend l'empreinte en plâtre des visages des deux victimes ; les moulages sont exposés dans une vitrine. Le second est l'incendie des Nouvelles Galeries qui eut lieu le 28 octobre 1938 et fit soixante-treize victimes. Une photo montre le magasin en flammes.
L'activité culturelle et économique de cette période est illustrée par :
- Une maquette du pont transbordeur inauguré en 1905 et détruit en 1944 : sa silhouette a marqué durablement le paysage urbain marseillais.
- Une série d'affiches publicitaires relatives à des journaux ou des manifestations de variétés : journal Le Petit Provençal, films Fanny de Marcel Pagnol ou Un de la Canebière avec Alibert.

#### La Seconde Guerre mondiale
Cette période est marquée par la rafle de Marseille qui eut lieu les 22-23-24 janvier 1943 et fut suivie de la destruction des vieux quartiers du port. Pour commémorer la résistance à l'occupation allemande, un espace thématique est consacré à Berty Albrecht, héroïne marseillaise de la Résistance morte le 31 mai 1943. Des effets personnels (robe d'été, foulard de soie, paire de chaussures) sont exposés ainsi que les courriers écrits durant son séjour en prison, des photos, des objets personnels (statuette de pélican en bronze, pièce de monnaie suisse porte-bonheur) et son bureau qui lui avait été offert par ses parents et qui l'a suivi toute sa vie. Enfin le drapeau blanc du général allemand Schaefer qui occupait Marseille est exposé.

## Fréquentation
| 2001 | 2002   | 2003   | 2004   | 2005   | 2006   | 2007   | 2008   | 2009   | 2010   | 2011          | 2012          | 2013   | 2014   | 2015   | 2016   |
| ---- | ------ | ------ | ------ | ------ | ------ | ------ | ------ | ------ | ------ | ------------- | ------------- | ------ | ------ | ------ | ------ |
| ?    | 33 767 | 43 824 | 35 617 | 35 559 | 37 637 | 36 968 | 46 727 | 46 352 | 39 882 | en rénovation | en rénovation | 80 279 | 91 829 | 73 243 | 87 696 |